# Barroco

Las meninas (1656), de Diego Velázquez, Museo del Prado, Madrid.

El Barroco fue un período de la historia en la cultura occidental originado por una nueva forma de concebir el arte (el «estilo barroco») y que, partiendo desde diferentes contextos histórico-culturales, produjo obras en numerosos campos artísticos: literatura, arquitectura, escultura, pintura, música, ópera, danza, teatro, etc. Se manifestó principalmente en la Europa occidental, aunque debido al colonialismo también se dio en numerosas colonias de las potencias europeas, principalmente en Iberoamérica. Cronológicamente, abarcó todo el siglo XVII y principios del XVIII, con mayor o menor prolongación en el tiempo dependiendo de cada país. Se suele situar entre el Manierismo y el Rococó, en una época caracterizada por fuertes disputas religiosas entre países católicos y protestantes, así como marcadas diferencias políticas entre los Estados absolutistas y los parlamentarios, donde una incipiente burguesía empezaba a poner los cimientos del capitalismo.
Como estilo artístico, el Barroco surgió a principios del siglo XVII (según otros autores a finales del XVI) en Italia —período también conocido en este país como Seicento—, desde donde se extendió hacia la mayor parte de Europa. Durante mucho tiempo (siglos XVIII y XIX) el término «barroco» tuvo un sentido peyorativo, con el significado de recargado, engañoso, caprichoso, hasta que fue posteriormente revalorizado a finales del siglo XIX por Jacob Burckhardt y, en el XX, por Benedetto Croce y Eugenio d'Ors. Algunos historiadores dividen el Barroco en tres períodos: «primitivo» (1580-1630), «maduro» o «pleno» (1630-1680) y «tardío» (1680-1750).
Aunque se suele entender como un período artístico específico, estéticamente el término «barroco» también indica cualquier estilo artístico contrapuesto al clasicismo, concepto introducido por Heinrich Wölfflin en 1915. Así pues, el término «barroco» se puede emplear tanto como sustantivo como adjetivo. Según este planteamiento, cualquier estilo artístico atraviesa por tres fases: arcaica, clásica y barroca. Ejemplos de fases barrocas serían el arte helenístico, el arte gótico, el romanticismo o el modernismo.
El arte se volvió más refinado y ornamentado, con pervivencia de un cierto racionalismo clasicista, pero adoptando formas más dinámicas y efectistas y un gusto por lo sorprendente y anecdótico, por las ilusiones ópticas y los golpes de efecto. Se observa una preponderancia de la representación realista: en una época de penuria económica, el hombre se enfrenta de forma más cruda a la realidad. Por otro lado, a menudo esta cruda realidad se somete a la mentalidad de una época turbada y desengañada, lo que se manifiesta en una cierta distorsión de las formas, en efectos forzados y violentos, fuertes contrastes de luces y sombras y cierta tendencia al desequilibrio y la exageración.
Se conoce también con el nombre de barroquismo el abuso de lo ornamental, el recargamiento en el arte.

## Aspectos generales

### Barroco: un concepto polisémico

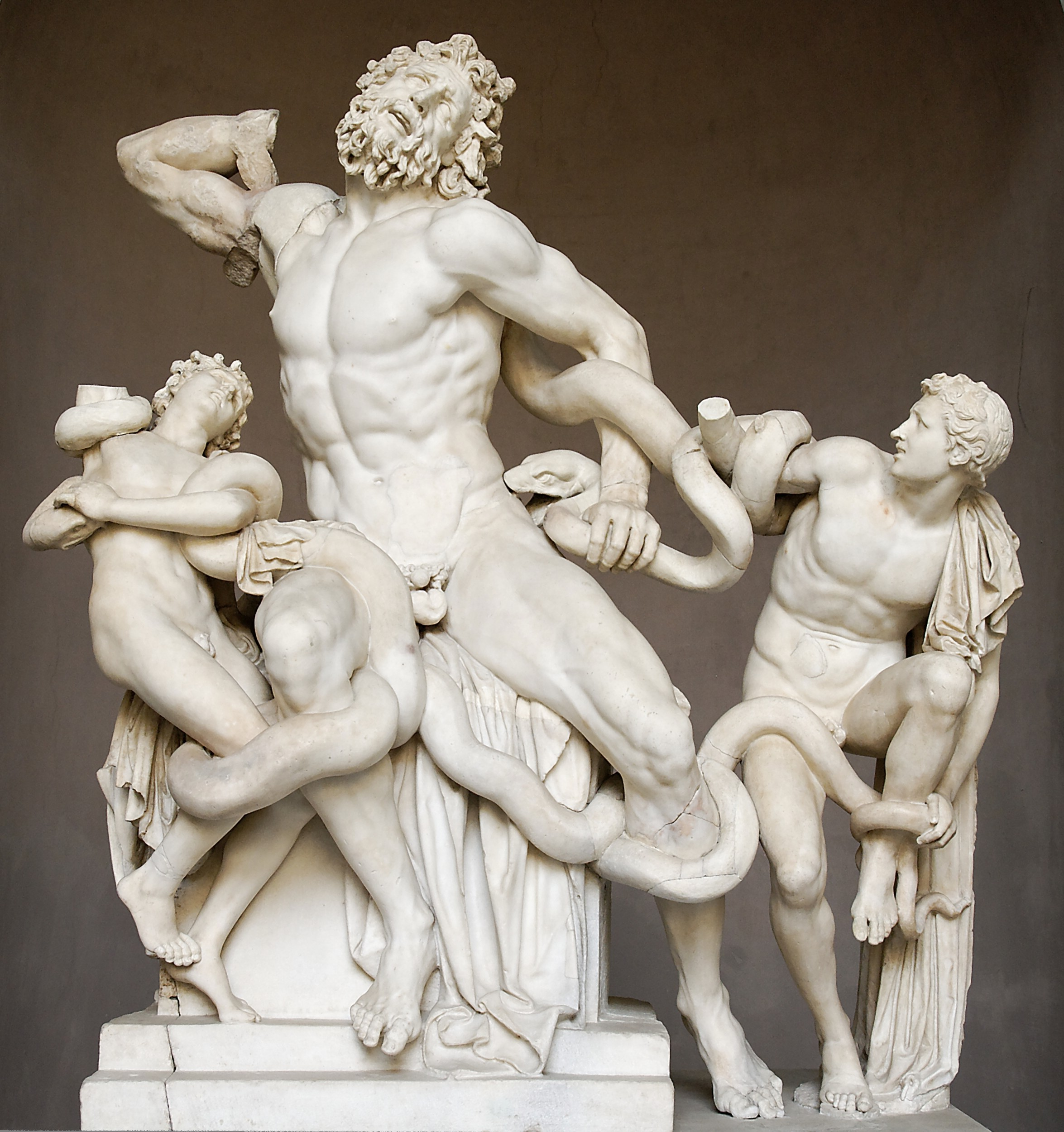
Laocoonte y sus hijos, de Agesandro, Atenodoro y Polidoro de Rodas, Museo Pío-Clementino, Vaticano. Para numerosos críticos e historiadores del arte lo «barroco» es una fase recurrente de todos los estilos artísticos, que sucede a la fase clásica. Así, el arte helenístico —al que pertenece el Laocoonte— sería la «fase barroca» del arte griego.

El término «barroco» proviene de un vocablo de origen portugués (barrôco), cuyo femenino denominaba a las perlas que tenían formas irregulares (como en castellano el vocablo «barruecas»). Surgió en el contexto de la crítica musical: en 1750, el ensayista francés Noël-Antoine Pluche comparó la forma de tocar de dos violinistas, uno más sereno y otro más extravagante, comentando de este último que «trata a toda costa de sorprender, de llamar la atención, con sonidos desaforados y extravagantes. No parece sino que de esta manera se tratase de bucear en el fondo de los mares para extraer berruecos [baroc en francés] con grandes esfuerzos, mientras en tierra firme sería posible encontrar con mucha más facilidad joyas valiosas».
«Barroco» fue en origen una palabra despectiva que designaba un tipo de arte caprichoso, grandilocuente, excesivamente recargado. Así apareció por vez primera en el Dictionnaire de Trévoux (1771), que define «en pintura, un cuadro o una figura de gusto barroco, donde las reglas y las proporciones no son respetadas y todo está representado siguiendo el capricho del artista».
Otra teoría lo deriva del sustantivo baroco, un silogismo de origen aristotélico proveniente de la filosofía escolástica medieval, que señala una ambigüedad que, basada en un débil contenido lógico, hace confundir lo verdadero con lo falso. Así, esta figura señala un tipo de razonamiento pedante y artificioso, generalmente en tono sarcástico y no exento de polémica. En ese sentido lo aplicó Francesco Milizia en su Dizionario delle belle arti del disegno (1797), donde expresa que «barroco es el superlativo de bizarro, el exceso del ridículo».
El término «barroco» fue usado a partir del siglo XVIII con un sentido despectivo, para subrayar el exceso de énfasis y abundancia de ornamentación, a diferencia de la racionalidad más clara y sobria de la Ilustración. En ese tiempo, barroco era sinónimo de otros adjetivos como «absurdo» o «grotesco». Los pensadores ilustrados vieron en las realizaciones artísticas del siglo anterior una manipulación de los preceptos clasicistas, tan cercanos a su concepto racionalista de la realidad, por lo que sus críticas al arte seiscentista convirtieron el término «barroco» en un concepto peyorativo: en su Dictionnaire d'Architecture (1792), Antoine Chrysostome Quatremère de Quincy define lo barroco como «un matiz de lo extravagante. Es, si se quiere, su refinamiento o si se pudiese decir, su abuso. Lo que la severidad es a la sabiduría del gusto, el barroco lo es a lo extraño, es decir, que es su superlativo. La idea de barroco entraña la del ridículo llevado al exceso».
Sin embargo, la historiografía del arte tendió posteriormente a revalorizar el concepto de lo barroco y a valorarlo por sus cualidades intrínsecas, al tiempo que empezó a tratar el Barroco como un período específico de la historia de la cultura occidental. El primero en rechazar la acepción negativa del Barroco fue Jacob Burckhardt (Cicerone, 1855), afirmando que «la arquitectura barroca habla el mismo lenguaje del Renacimiento, pero en un dialecto degenerado». Si bien no era una afirmación elogiosa, abrió el camino a estudios más objetivos, como los elaborados por Cornelius Gurlitt (Geschichte des Barockstils in Italien, 1887), August Schmarsow (Barock und Rokoko, 1897), Alois Riegl (Die Entstehung der Barockkunst in Rom, 1908) y Wilhelm Pinder (Deutscher Barock, 1912), que culminaron en la obra de Heinrich Wölfflin (Renaissance und Barock, 1888; Kunstgeschichtliche Grundbegriffe, 1915), el primero que otorgó al Barroco una autonomía estilística propia y diferenciada, señalando sus propiedades y rasgos estilísticos de una forma revalorizada. Posteriormente, Benedetto Croce (Saggi sulla letteratura italiana del Seicento, 1911) efectuó un estudio historicista del Barroco, enmarcándolo en su contexto socio-histórico y cultural, y procurando no emitir ninguna clase de juicios de valor. Sin embargo, en Storia dell'età barocca in Italia (1929) volvió a otorgar un carácter negativo al Barroco, al que calificó de «decadente», justo en una época en que surgieron numerosos tratados que reivindicaban la valía artística del período, como Der Barock als Kunst der Gegenreformation (1921), de Werner Weisbach, Österreichische Barockarchitektur (1930) de Hans Sedlmayr o Art religieux après le Concile de Trente (1932), de Émile Mâle.
Posteriores estudios han dejado definitivamente asentado el concepto actual de Barroco, con pequeñas salvedades, como la diferenciación efectuada por algunos historiadores entre «barroco» y «barroquismo», siendo el primero la fase clásica, pura y primigenia, del arte del siglo XVII, y el segundo una fase amanerada, recargada y exagerada, que confluiría con el Rococó —en la misma medida que el manierismo sería la fase amanerada del Renacimiento—. En ese sentido, Wilhelm Pinder (Das Problem der Generation in der Kunstgeschichte, 1926) sostiene que estos estilos «generacionales» se suceden sobre la base de la formulación y posterior deformación de unos determinados ideales culturales: así como el manierismo jugó con las formas clásicas de un Renacimiento de corte humanista y clasicista, el barroquismo supone la reformulación en clave formalista del sustrato ideológico barroco, basado principalmente en el absolutismo y el contrarreformismo.
Por otro lado, frente al Barroco como un determinado período de la historia de la cultura, a principios del siglo XX surgió una segunda acepción, la de «lo barroco» como una fase presente en la evolución de todos los estilos artísticos. Ya Nietzsche aseveró que «el estilo barroco surge cada vez que muere un gran arte». El primero en otorgar un sentido estético transhistórico al Barroco fue Heinrich Wölfflin (Kunstgeschichtliche Grundbegriffe, 1915), quien estableció un principio general de alternancia entre clasicismo y barroco, que rige la evolución de los estilos artísticos.
Recogió el testigo Eugenio d'Ors (Lo barroco, 1936), que lo definió como un «eón», una forma transhistórica del arte («lo barroco» frente a «el barroco» como período), una modalidad recurrente a todo lo largo de la historia del arte como oposición a lo clásico. Si el clasicismo es un arte racional, masculino, apolíneo, lo barroco es irracional, femenino, dionisíaco. Para d'Ors, «ambas aspiraciones [clasicismo y barroquismo] se complementan. Tiene lugar un estilo de economía y razón, y otro musical y abundante. Uno se siente atraído por las formas estables y pesadas, y el otro por las redondeadas y ascendentes. De uno a otro no hay ni decadencia ni degeneración. Se trata de dos formas de sensibilidad eternas».

### Contexto histórico y cultural

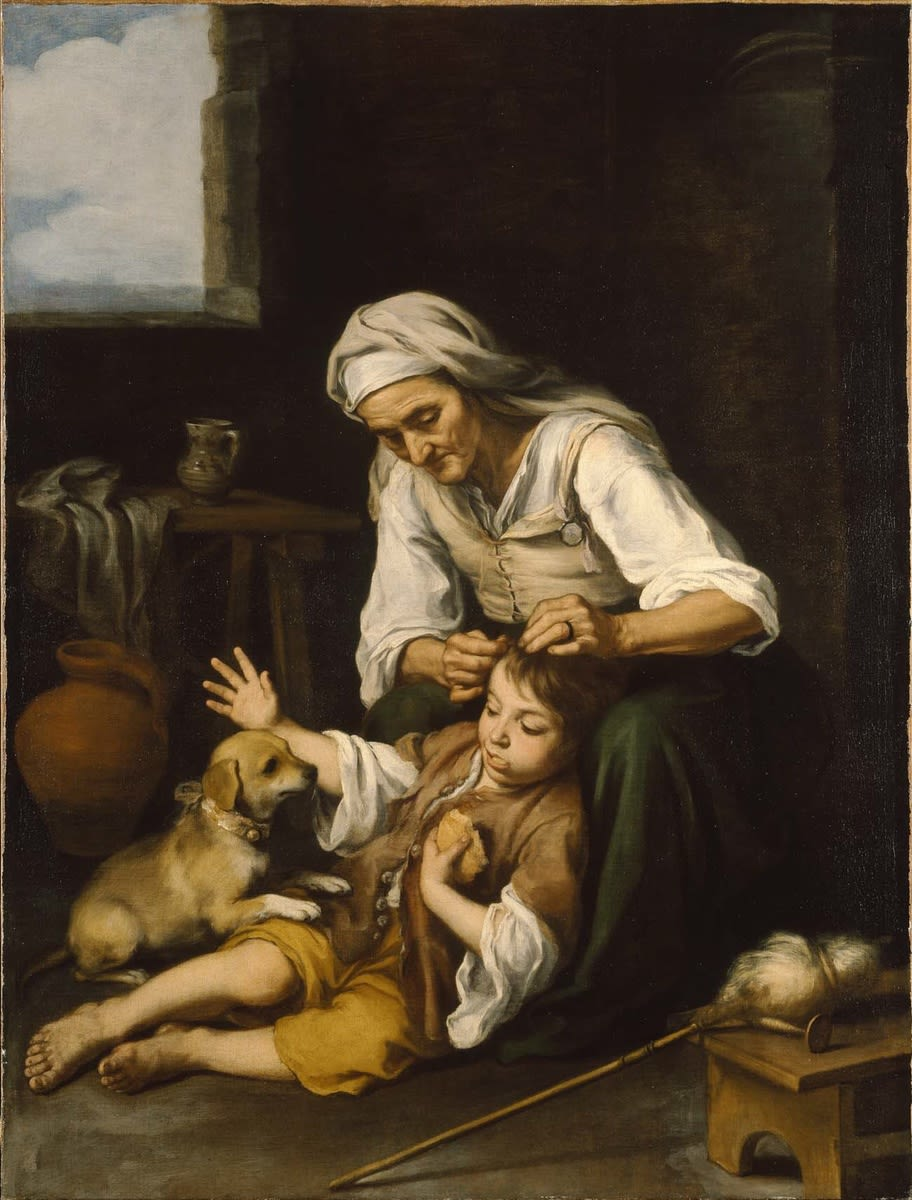
Vieja espulgando a un niño (1670-1675), de Bartolomé Esteban Murillo, Pinacoteca Antigua de Múnich. La grave crisis económica a todo lo largo del afectó especialmente a las clases más bajas.

El siglo XVII fue por lo general una época de depresión económica, consecuencia de la prolongada expansión del siglo anterior causada principalmente por el descubrimiento de América. Las malas cosechas conllevaron el aumento del precio del trigo y demás productos básicos, con las subsiguientes hambrunas. El comercio se estancó, especialmente en el área mediterránea, y solo floreció en Inglaterra y Países Bajos gracias al comercio con Oriente y la creación de grandes compañías comerciales, que sentaron las bases del capitalismo y el auge de la burguesía. La mala situación económica se agravó con las plagas de peste que asolaron Europa a mediados del siglo XVII, que afectaron especialmente a la zona mediterránea. Otro factor que generó miseria y pobreza fueron las guerras, provocadas en su mayoría por el enfrentamiento entre católicos y protestantes, como es el caso de la guerra de los Treinta Años (1618-1648). Todos estos factores provocaron una grave depauperación de la población; en muchos países, el número de pobres y mendigos llegó a alcanzar la cuarta parte de la población.
Por otro lado, el poder hegemónico en Europa basculó de la España imperial a la Francia absolutista, que tras la Paz de Westfalia (1648) y la Paz de los Pirineos (1659) se consolidó como el más poderoso estado del continente, prácticamente indiscutido hasta la ascensión de Inglaterra en el siglo XVIII. Así, la Francia de los Luises y la Roma papal fueron los principales núcleos de la cultura barroca, como centros de poder político y religioso —respectivamente— y centros difusores del absolutismo y el contrarreformismo. España, aunque en decadencia política y económica, tuvo, sin embargo, un esplendoroso período cultural —el llamado Siglo de Oro— que, aunque marcado por su aspecto religioso de incontrovertible proselitismo contrarreformista, tuvo un acentuado componente popular, y llevó tanto a la literatura como a las artes plásticas a cotas de elevada calidad. En el resto de países donde llegó la cultura barroca (Inglaterra, Alemania, Países Bajos), su implantación fue irregular y con distintos sellos peculiarizados por sus distintivas características nacionales.

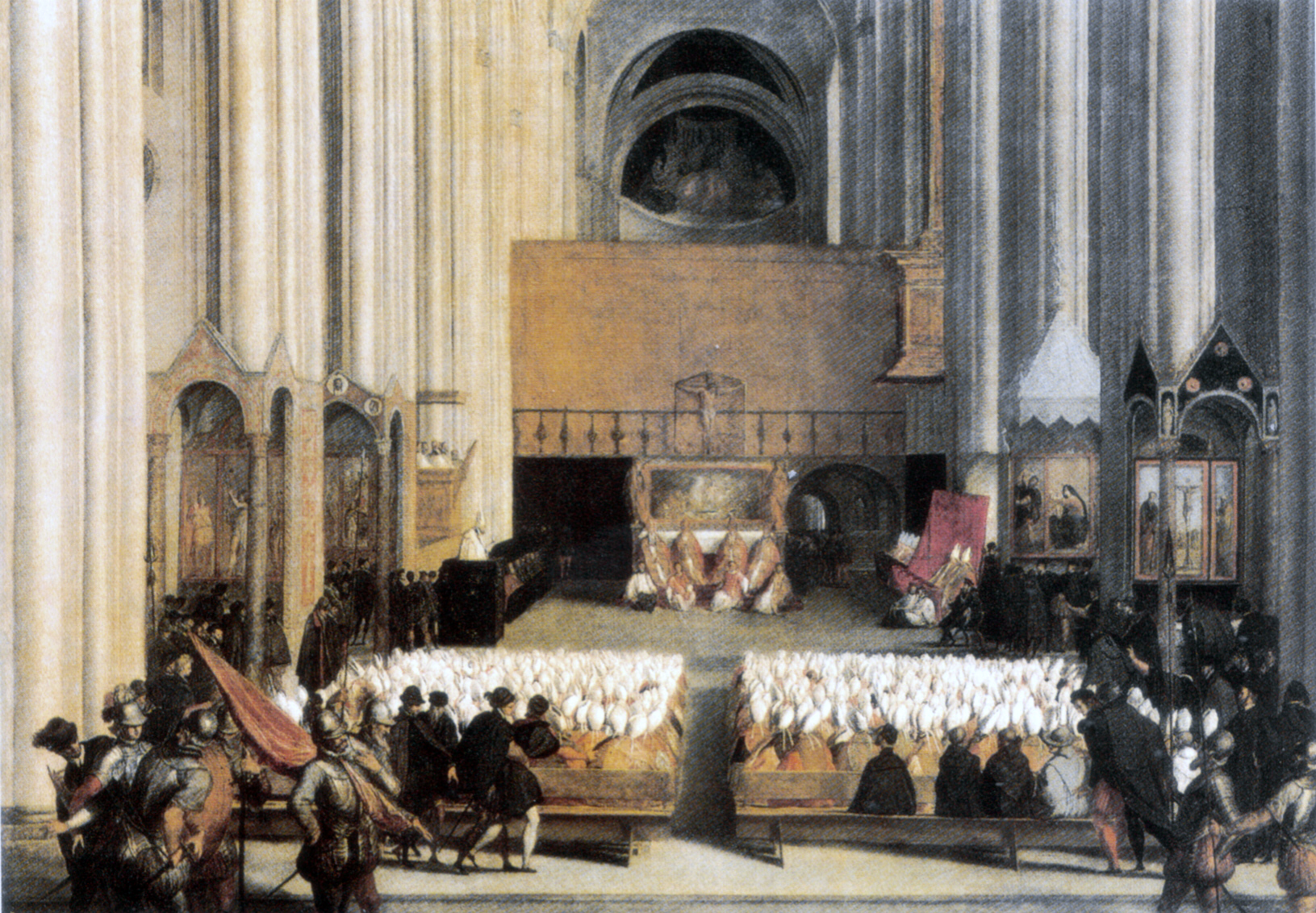
Sesión del Concilio de Trento, atribuido a Paolo Farinati, Museo del Louvre.

El Barroco se forjó en Italia, principalmente en la sede pontificia, Roma, donde el arte fue utilizado como medio propagandístico para la difusión de la doctrina contrarreformista. La Reforma protestante sumió a la Iglesia católica en una profunda crisis durante la primera mitad del siglo XVI, que evidenció tanto la corrupción en numerosos estratos eclesiásticos como la necesidad de una renovación del mensaje y la obra católica, así como de un mayor acercamiento a los fieles. El Concilio de Trento (1545-1563) se celebró para contrarrestar el avance del protestantismo y consolidar el culto católico en los países donde aún prevalecía, sentando las bases del dogma católico (sacerdocio sacramental, celibato, culto a la Virgen y los santos, uso litúrgico del latín) y creando nuevos instrumentos de comunicación y expansión de la fe católica, poniendo especial énfasis en la educación, la predicación y la difusión del mensaje católico, que adquirió un fuerte sello propagandístico —para lo que se creó la Congregación para la Propagación de la Fe—. Este ideario se plasmó en la recién fundada Compañía de Jesús, que mediante la predicación y la enseñanza tuvo una notable y rápida difusión por todo el mundo, frenando el avance del protestantismo y recuperando numerosos territorios para la fe católica (Austria, Baviera, Suiza, Flandes, Polonia). Otro efecto de la Contrarreforma fue la consolidación de la figura del papa, cuyo poder salió reforzado, y que se tradujo en un ambicioso programa de ampliación y renovación urbanística de Roma, especialmente de sus iglesias, con especial énfasis en la basílica de San Pedro y sus aledaños. La Iglesia fue el mayor comitente artístico de la época, y utilizó el arte como caballo de batalla de la propaganda religiosa, al ser un medio de carácter popular fácilmente accesible e inteligible. El arte fue utilizado como un vehículo de expresión ad maiorem Dei et Ecclesiae gloriam, y papas como Sixto V, Clemente VIII, Paulo V, Gregorio XV, Urbano VIII, Inocencio X y Alejandro VII se convirtieron en grandes mecenas y propiciaron grandes mejoras y construcciones en la ciudad eterna, ya calificada entonces como Roma triumphans, caput mundi («Roma triunfante, cabeza del mundo»).
Culturalmente, el Barroco fue una época de grandes adelantos científicos: William Harvey comprobó la circulación de la sangre; Galileo Galilei perfeccionó el telescopio y afianzó la teoría heliocéntrica establecida el siglo anterior por Copérnico y Kepler; Isaac Newton formuló la teoría de la gravitación universal; Evangelista Torricelli inventó el barómetro. Francis Bacon estableció con su Novum organum el método experimental como base de la investigación científica, poniendo las bases del empirismo. Por su parte, René Descartes llevó a la filosofía hacia el racionalismo, con su famoso «pienso, luego existo».

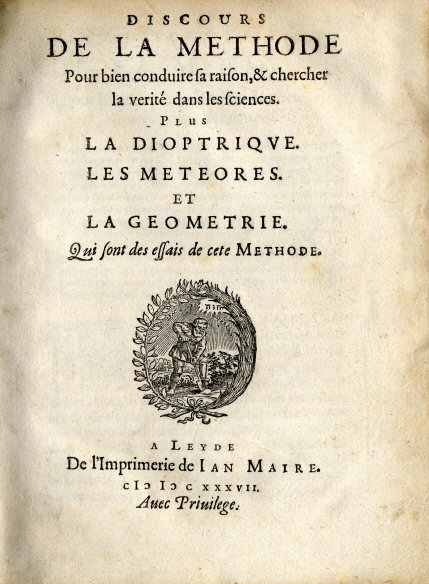
Discurso del método (1637), de René Descartes.

Debido a las nuevas teorías heliocéntricas y la consecuente pérdida del sentimiento antropocéntrico propio del hombre renacentista, el hombre del Barroco perdió la fe en el orden y la razón, en la armonía y la proporción; la naturaleza, no reglamentada ni ordenada, sino libre y voluble, misteriosa e inabarcable, pasó a ser una fuente directa de inspiración más conveniente a la mentalidad barroca. Perdiendo la fe en la verdad, todo pasa a ser aparente e ilusorio (Calderón: La vida es sueño); ya no hay nada revelado, por lo que todo debe investigarse y experimentarse. Descartes convirtió la duda en el punto de partida de su sistema filosófico: «considerando que todos los pensamientos que nos vienen estando despiertos pueden también ocurrírsenos durante el sueño, sin que ninguno entonces sea verdadero, resolví fingir que todas las cosas que hasta entonces habían entrado en mi espíritu, no eran más verdaderas que las ilusiones de mis sueños» (Discurso del método, 1637). Así, mientras la ciencia se circunscribía a la búsqueda de la verdad, el arte se encaminaba a la expresión de lo imaginario, del ansia de infinito que anhelaba el hombre barroco. De ahí el gusto por los efectos ópticos y los juegos ilusorios, por las construcciones efímeras y el valor de lo transitorio; o el gusto por lo sugestivo y seductor en poesía, por lo maravilloso, sensual y evocador, por los efectos lingüísticos y sintácticos, por la fuerza de la imagen y el poder de la retórica, revitalizados por la reivindicación de autores como Aristóteles o Cicerón.
La cultura barroca era, en definición de José Antonio Maravall, «dirigida» —enfocada en la comunicación—, «masiva» —de carácter popular— y «conservadora» —para mantener el orden establecido—. Cualquier medio de expresión artístico debía ser principalmente didáctico y seductor, debía llegar fácilmente al público y debía entusiasmarle, hacerle comulgar con el mensaje que transmitía, un mensaje puesto al servicio de las instancias del poder —político o religioso—, que era el que sufragaba los costes de producción de las obras artísticas, ya que Iglesia y aristocracia —también incipientemente la burguesía— eran los principales comitentes de artistas y escritores. Si la Iglesia quería transmitir su mensaje contrarreformista, las monarquías absolutas vieron en el arte una forma de magnificar su imagen y mostrar su poder, a través de obras monumentales y pomposas que transmitían una imagen de grandeza y ayudaban a consolidar el poder centralista del monarca, reafirmando su autoridad.
Por ello y pese a la crisis económica, el arte floreció gracias sobre todo al mecenazgo eclesiástico y aristocrático. Las cortes de los estados monárquicos —especialmente los absolutistas— favorecieron el arte como una forma de plasmar la magnificencia de sus reinos, un instrumento propagandístico que daba fe de la grandiosidad del monarca (un ejemplo paradigmático es la construcción de Versalles por Luis XIV). El auge del coleccionismo, que conllevaba la circulación de artistas y obras de arte por todo el continente europeo, condujo al alza del mercado artístico. Algunos de los principales coleccionistas de arte de la época fueron monarcas, como el emperador Rodolfo II, Carlos I de Inglaterra, Felipe IV de España o la reina Cristina de Suecia. Floreció notablemente el mercado artístico, centrado principalmente en el ámbito neerlandés (Amberes y Ámsterdam) y alemán (Núremberg y Augsburgo). También proliferaron las academias de arte —siguiendo la estela de las surgidas en Italia en el siglo XVI—, como instituciones encargadas de preservar el arte como fenómeno cultural, de reglamentar su estudio y su conservación, y de promocionarlo mediante exposiciones y concursos; las principales academias surgidas en el siglo XVII fueron la Académie Royale d'Art, fundada en París en 1648, y la Akademie der Künste de Berlín (1696)

### El estilo barroco

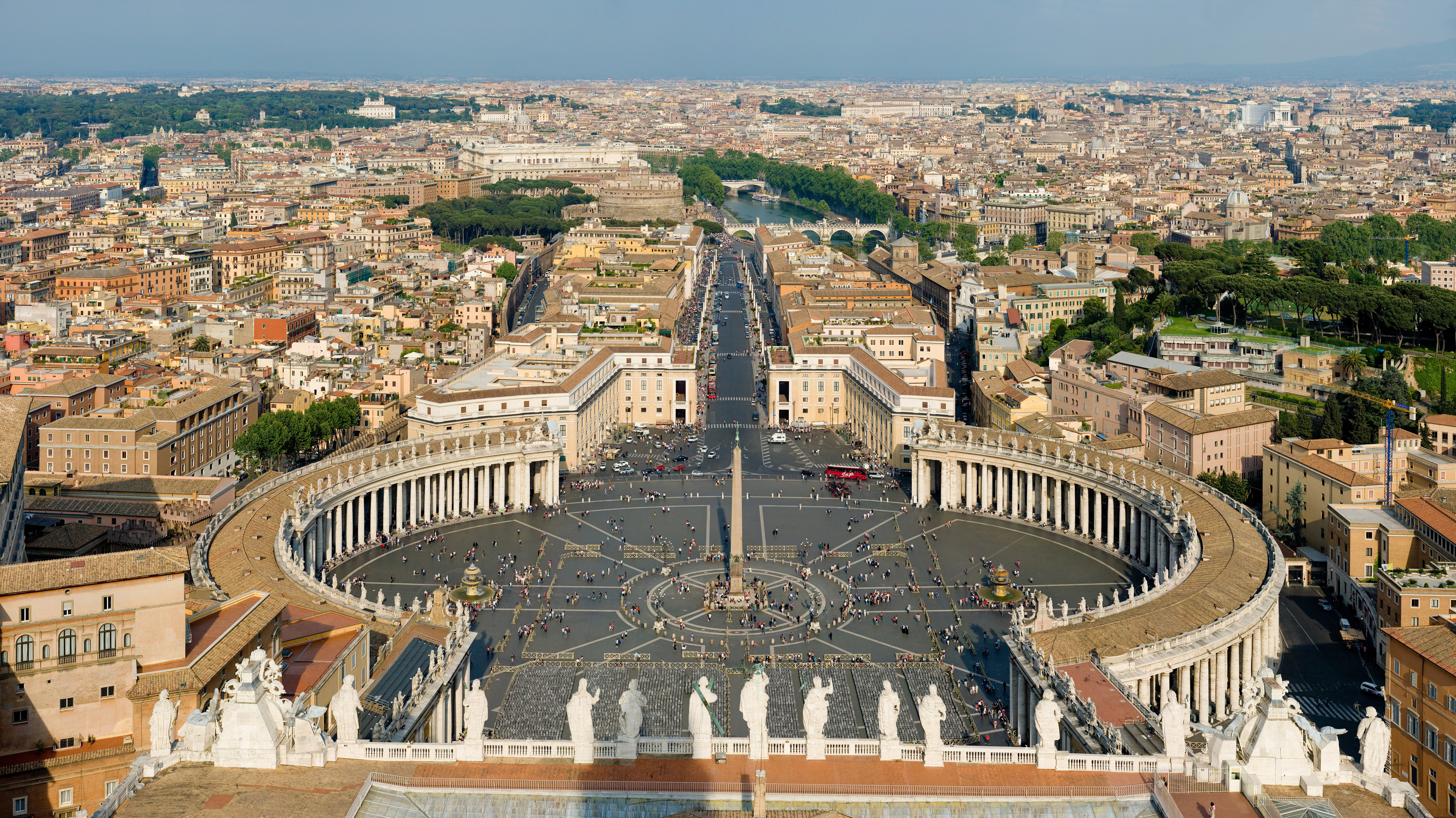
Plaza de San Pedro, en la Ciudad del Vaticano, vista desde la cúpula de la Basílica. El gran templo romano fue la punta de lanza del arte contrarreformista.

El Barroco fue un estilo heredero del escepticismo manierista, que se vio reflejado en un sentimiento de fatalidad y dramatismo entre los autores de la época. El arte se volvió más artificial, más recargado, decorativo, ornamentado. Destacó el uso ilusionista de los efectos ópticos; la belleza buscó nuevas vías de expresión y cobró relevancia lo asombroso y los efectos sorprendentes. Surgieron nuevos conceptos estéticos como los de «ingenio», «perspicacia» o «agudeza». En la conducta personal se destacaba sobre todo el aspecto exterior, de forma que reflejara una actitud altiva, elegante, refinada y exagerada que cobró el nombre de préciosité.
Según Wölfflin, el Barroco se define principalmente por oposición al Renacimiento: frente a la visión lineal renacentista, la visión barroca es pictórica; frente a la composición en planos, la basada en la profundidad; frente a la forma cerrada, la abierta; frente a la unidad compositiva basada en la armonía, la subordinación a un motivo principal; frente a la claridad absoluta del objeto, la claridad relativa del efecto. Así, el Barroco «es el estilo del punto de vista pictórico con perspectiva y profundidad, que somete la multiplicidad de sus elementos a una idea central, con una visión sin límites y una relativa oscuridad que evita los detalles y los perfiles agudos, siendo al mismo tiempo un estilo que, en lugar de revelar su arte, lo esconde».
El arte barroco se expresó estilísticamente en dos vías: por un lado, hay un énfasis en la realidad, el aspecto mundano de la vida, la cotidianeidad y el carácter efímero de la vida, que se materializó en una cierta «vulgarización» del fenómeno religioso en los países católicos, así como en un mayor gusto por las cualidades sensibles del mundo circundante en los protestantes; por otro lado, se manifiesta una visión grandilocuente y exaltada de los conceptos nacionales y religiosos como una expresión del poder, que se traduce en el gusto por lo monumental, lo fastuoso y recargado, el carácter magnificente otorgado a la realeza y la Iglesia, a menudo con un fuerte sello propagandístico.

Retrato de Luis XIV (1701), de Hyacinthe Rigaud, Museo del Louvre, París. El rey francés encarna el prototipo de la monarquía absolutista, ideología que junto a la Iglesia contrarreformista utilizó más el arte como medio propagandístico.

El Barroco fue una cultura de la imagen, donde todas las artes confluyeron para crear una obra de arte total, con una estética teatral, escenográfica, una mise en scène que pone de manifiesto el esplendor del poder dominante (Iglesia o Estado), con ciertos toques naturalistas, pero en un conjunto que expresa dinamismo y vitalidad. La interacción de todas las artes expresa la utilización del lenguaje visual como un medio de comunicación de masas, plasmado en una concepción dinámica de la naturaleza y el espacio envolvente.
Una de las principales características del arte barroco es su carácter ilusorio y artificioso: «el ingenio y el diseño son el arte mágico a través del cual se llega a engañar a la vista hasta asombrar» (Gian Lorenzo Bernini). Se valoraba especialmente lo visual y efímero, por lo que cobraron auge el teatro y los diversos géneros de artes escénicas y espectáculos: danza, pantomima, drama musical (oratorio y melodrama), espectáculos de marionetas, acrobáticos, circenses, etc. Existía el sentimiento de que el mundo es un teatro (theatrum mundi) y la vida una función teatral: «todo el mundo es un escenario, y todos los hombres y mujeres meros actores» (Como gustéis, William Shakespeare, 1599). De igual manera se tendía a teatralizar las demás artes, especialmente la arquitectura. Es un arte que se basa en la inversión de la realidad: en la «simulación», en convertir lo falso en verdadero, y en la «disimulación», pasar lo verdadero por falso. No se muestran las cosas como son, sino como se querría que fuesen, especialmente en el mundo católico, donde la Contrarreforma tuvo un éxito exiguo, ya que media Europa se pasó al protestantismo. En literatura se manifestó dando rienda suelta al artificio retórico, como un medio de expresión propagandístico en que la suntuosidad del lenguaje pretendía reflejar la realidad de forma edulcorada, recurriendo a figuras retóricas como la metáfora, la paradoja, la hipérbole, la antítesis, el hipérbaton, la elipsis, etc. Esta transposición de la realidad, que se ve distorsionada y magnificada, alterada en sus proporciones y sometida al criterio subjetivo de la ficción, pasó igualmente al terreno de la pintura, donde se abusa del escorzo y la perspectiva ilusionista en aras de efectos mayores, llamativos y sorprendentes.

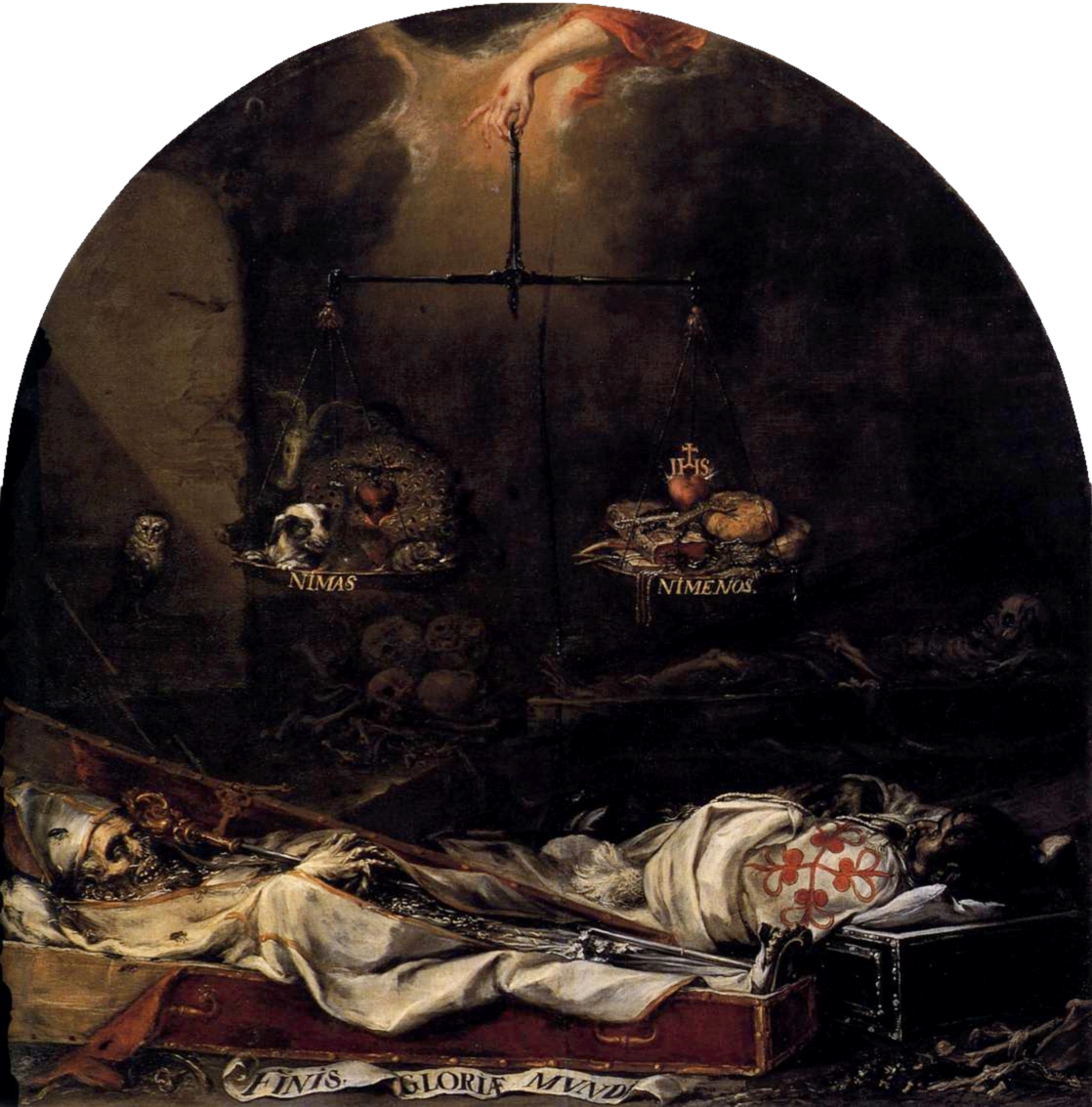
Finis gloriae mundi (1672), de Juan de Valdés Leal, Hospital de la Caridad (Sevilla). El género de la vanitas cobró una especial relevancia en la era barroca, donde continuamente estaba presente el memento mori, el recuerdo de la fugacidad de la vida, propio de una época de guerras, epidemias y pobreza.

El arte barroco buscaba la creación de una realidad alternativa a través de la ficción y la ilusión. Esta tendencia tuvo su máxima expresión en la fiesta y la celebración lúdica; edificios como iglesias o palacios, o bien un barrio o una ciudad entera, se convertían en teatros de la vida, en escenarios donde se mezclaba la realidad y la ilusión, donde los sentidos se sometían al engaño y el artificio. En ese aspecto tuvo especial protagonismo la Iglesia contrarreformista, que buscaba a través de la pompa y el boato mostrar su superioridad sobre las iglesias protestantes, con actos como misas solemnes, canonizaciones, jubileos, procesiones o investiduras papales. Pero igual de fastuosas eran las celebraciones de la monarquía y la aristocracia, con eventos como coronaciones, bodas y nacimientos reales, funerales, visitas de embajadores o cualquier acontecimiento que permitiese al monarca desplegar su poder para admirar al pueblo. Las fiestas barrocas suponían una conjugación de todas las artes, desde la arquitectura y las artes plásticas hasta la poesía, la música, la danza, el teatro, la pirotecnia, arreglos florales, juegos de agua, etc. Arquitectos como Bernini o Pietro da Cortona, o Alonso Cano y Sebastián Herrera Barnuevo en España, aportaron su talento a tales eventos, diseñando estructuras, coreografías, iluminaciones y demás elementos, que a menudo les servían como campo de pruebas para futuras realizaciones más serias: así, el baldaquino para la canonización de Santa Isabel de Portugal sirvió a Bernini para su futuro diseño del baldaquino de San Pedro, y el quarantore (teatro sacro de los jesuitas) de Carlo Rainaldi fue una maqueta de la iglesia de Santa Maria in Campitelli.
Durante el Barroco, el carácter ornamental, artificioso y recargado del arte de este tiempo traslucía un sentido vital transitorio, relacionado con el memento mori, el valor efímero de las riquezas frente a la inevitabilidad de la muerte, en paralelo al género pictórico de las vanitas. Este sentimiento llevó a valorar de forma vitalista la fugacidad del instante, a disfrutar de los leves momentos de esparcimiento que otorga la vida, o de las celebraciones y actos solemnes. Así, los nacimientos, bodas, defunciones, actos religiosos, o las coronaciones reales y demás actos lúdicos o ceremoniales, se revestían de una pompa y una artificiosidad de carácter escenográfico, donde se elaboraban grandes montajes que aglutinaban arquitectura y decorados para proporcionar una magnificencia elocuente a cualquier celebración, que se convertía en un espectáculo de carácter casi catártico, donde cobraba especial relevancia el elemento ilusorio, la atenuación de la frontera entre realidad y fantasía.
Cabe destacar que el Barroco es un concepto heterogéneo que no presentó una unidad estilística ni geográfica ni cronológicamente, sino que en su seno se encuentran diversas tendencias estilísticas, principalmente en el terreno de la pintura. Las principales serían: naturalismo, estilo basado en la observación de la naturaleza, pero sometida a ciertas directrices establecidas por el artista, basadas en criterios morales y estéticos o, simplemente, derivados de la libre interpretación del artista a la hora de concebir su obra; realismo, tendencia surgida de la estricta imitación de la naturaleza, ni interpretada ni edulcorada, sino representada minuciosamente hasta en sus más pequeños detalles; clasicismo, corriente centrada en la idealización y perfección de la naturaleza, evocadora de elevados sentimientos y profundas reflexiones, con la aspiración de reflejar la belleza en toda su plenitud.

Estilos
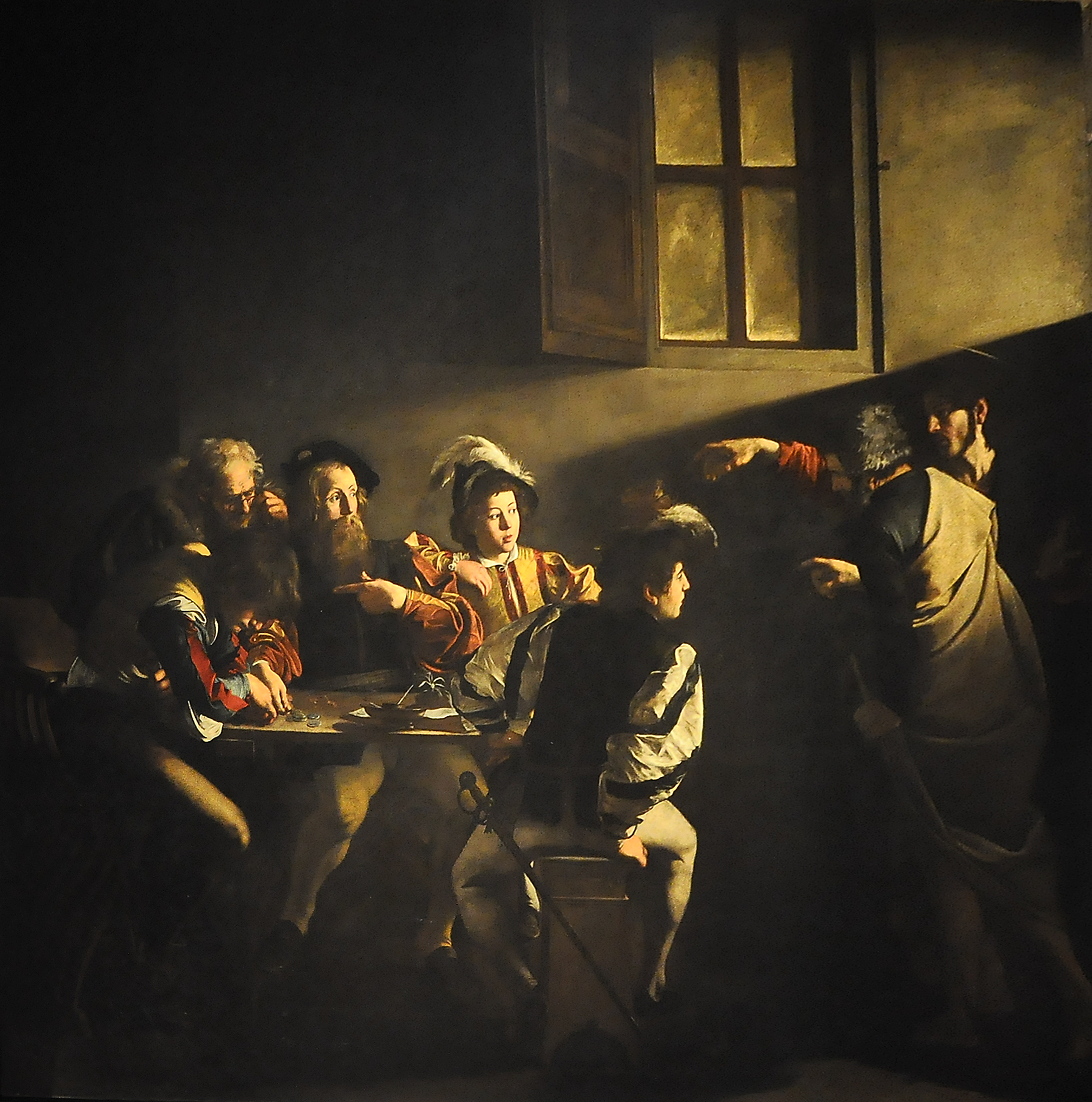
Naturalismo: La vocación de San Mateo (1601), de Caravaggio, Iglesia de San Luis de los Franceses (Roma).
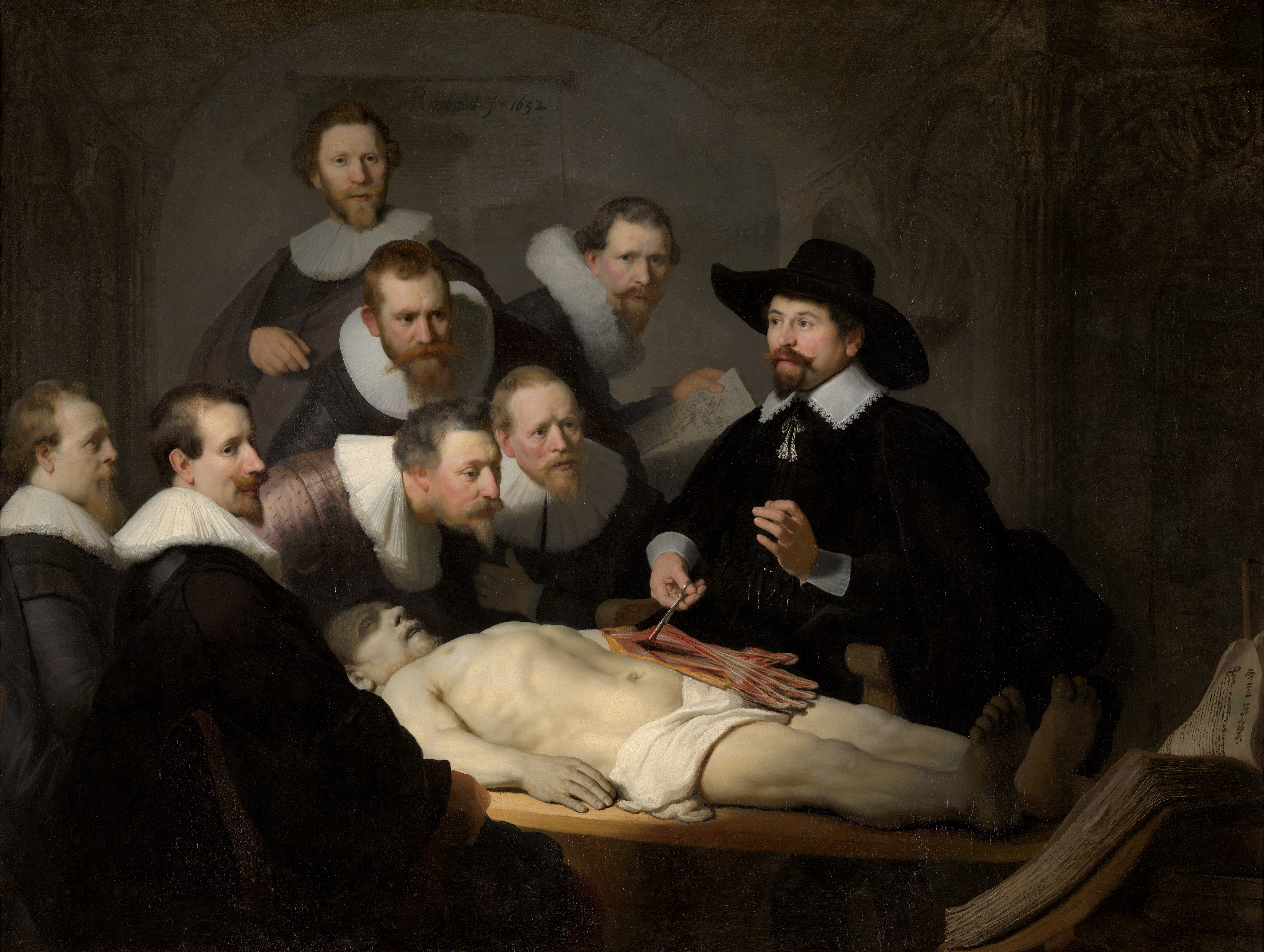
Realismo: Lección de anatomía del Dr. Nicolaes Tulp (1632), de Rembrandt, Mauritshuis, La Haya.
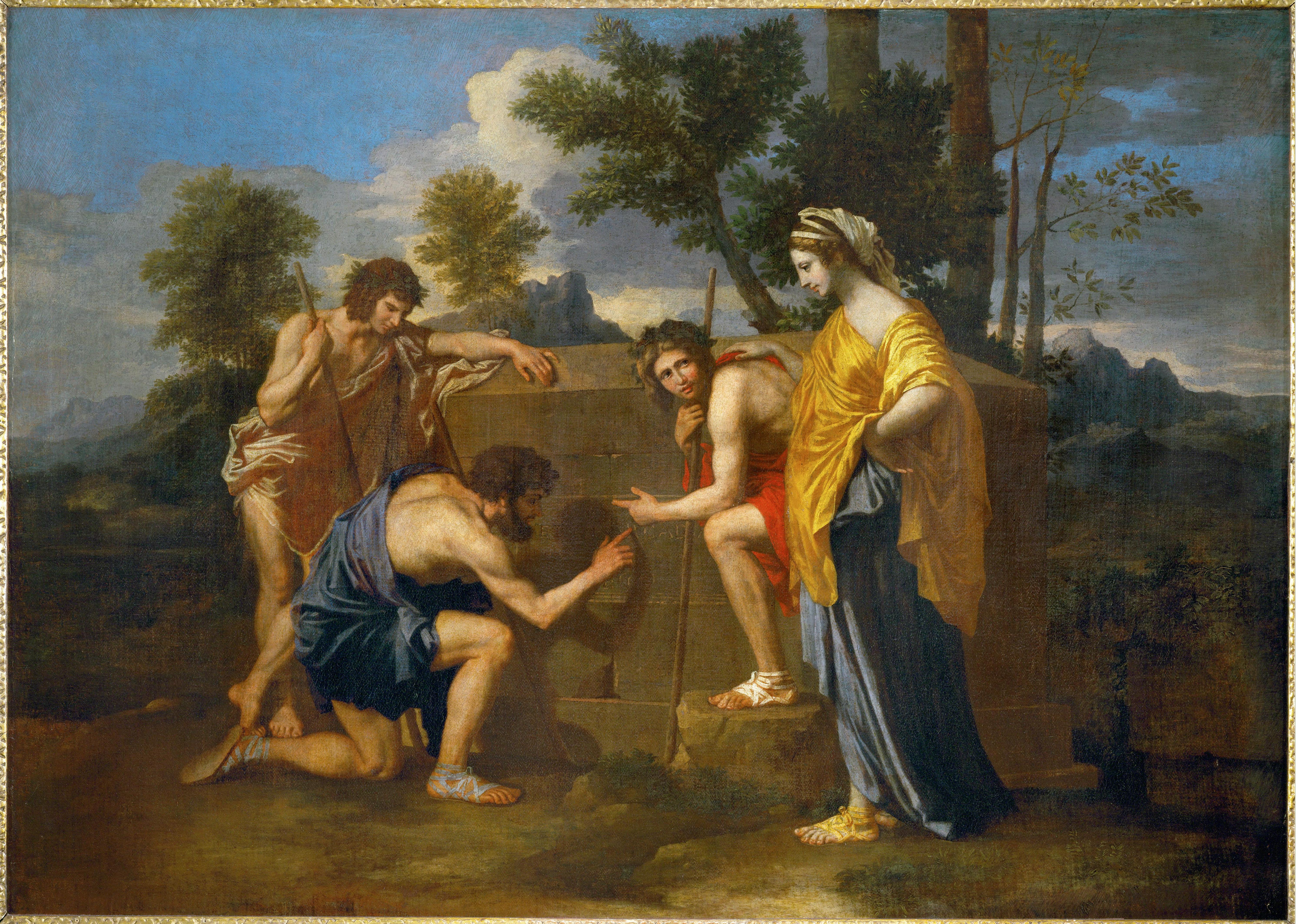
Clasicismo: Et in Arcadia ego (1638), de Nicolas Poussin, Museo del Louvre, París.

Por último, cabe señalar que en el Barroco surgieron o se desarrollaron nuevos géneros pictóricos. Si hasta entonces había preponderado en el arte la representación de temas históricos, mitológicos o religiosos, los profundos cambios sociales vividos en el siglo XVII propiciaron el interés por nuevos temas, especialmente en los países protestantes, cuya severa moralidad impedía la representación de imágenes religiosas por considerarlas idolatría. Por otro lado, el auge de la burguesía, que para remarcar su estatus invirtió de forma decidida en el arte, trajo consigo la representación de nuevos temas alejados de las grandilocuentes escenas preferidas por la aristocracia. Entre los géneros desarrollados profusamente en el Barroco destacan: la pintura de género, que toma sus modelos de la realidad circundante, de la vida diaria, de temas campesinos o urbanos, de pobres y mendigos, comerciantes y artesanos, o de fiestas y ambientes folklóricos; el paisaje, que eleva a categoría independiente la representación de la naturaleza, que hasta entonces solo servía de telón de fondo de las escenas con personajes históricos o religiosos; el retrato, que centra su representación en la figura humana, generalmente con un componente realista, aunque a veces no exento de idealización; el bodegón o naturaleza muerta, que consiste en la representación de objetos inanimados, ya sean piezas de ajuar doméstico, flores, frutas u otros alimentos, muebles, instrumentos musicales, etc.; y la vanitas, un tipo de bodegón que alude a lo efímero de la existencia humana, simbolizado generalmente por la presencia de calaveras o esqueletos, o bien velas o relojes de arena.

Géneros
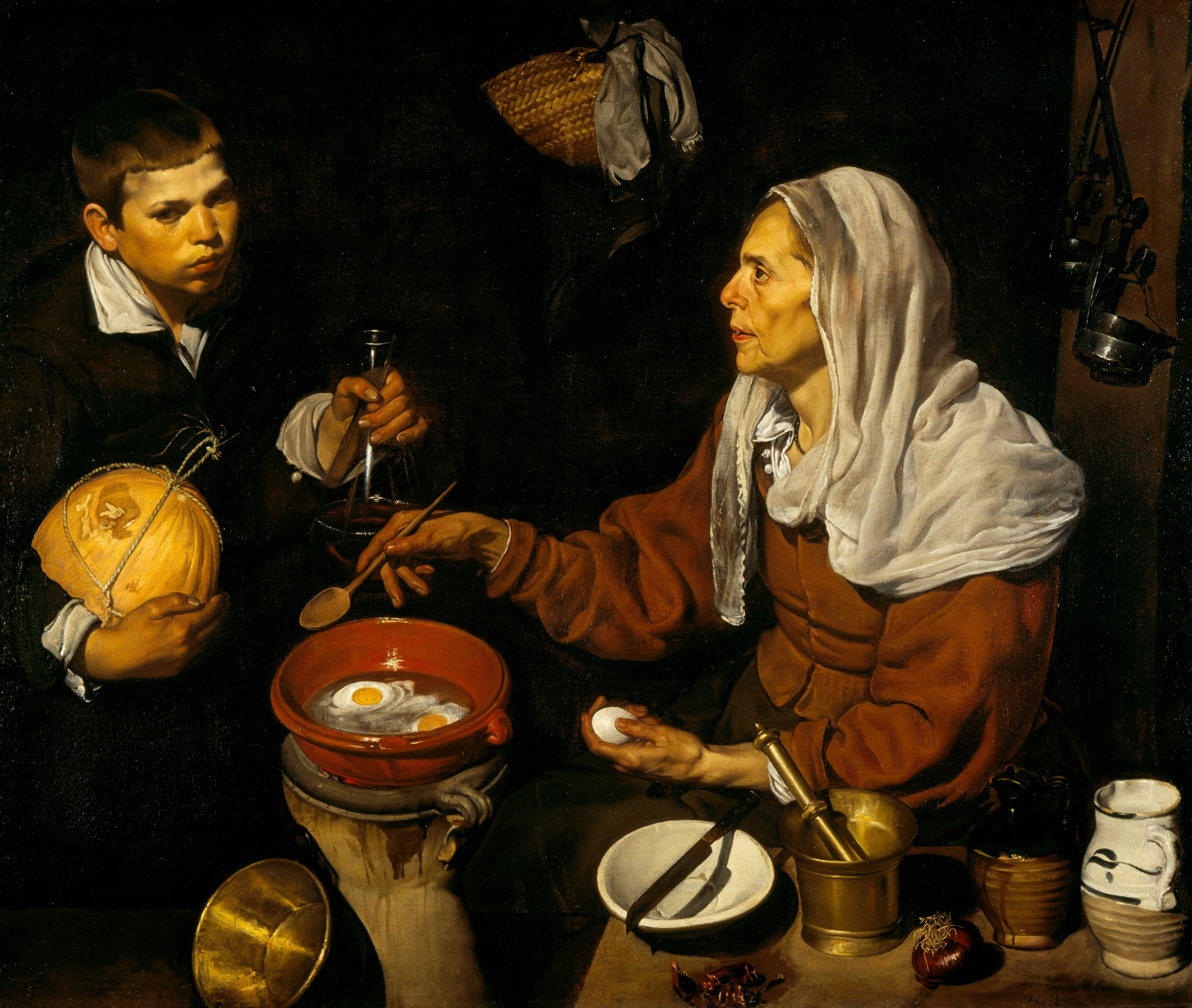
Pintura de género: Vieja friendo huevos (1618), de Diego Velázquez, National Gallery of Scotland, Edimburgo.
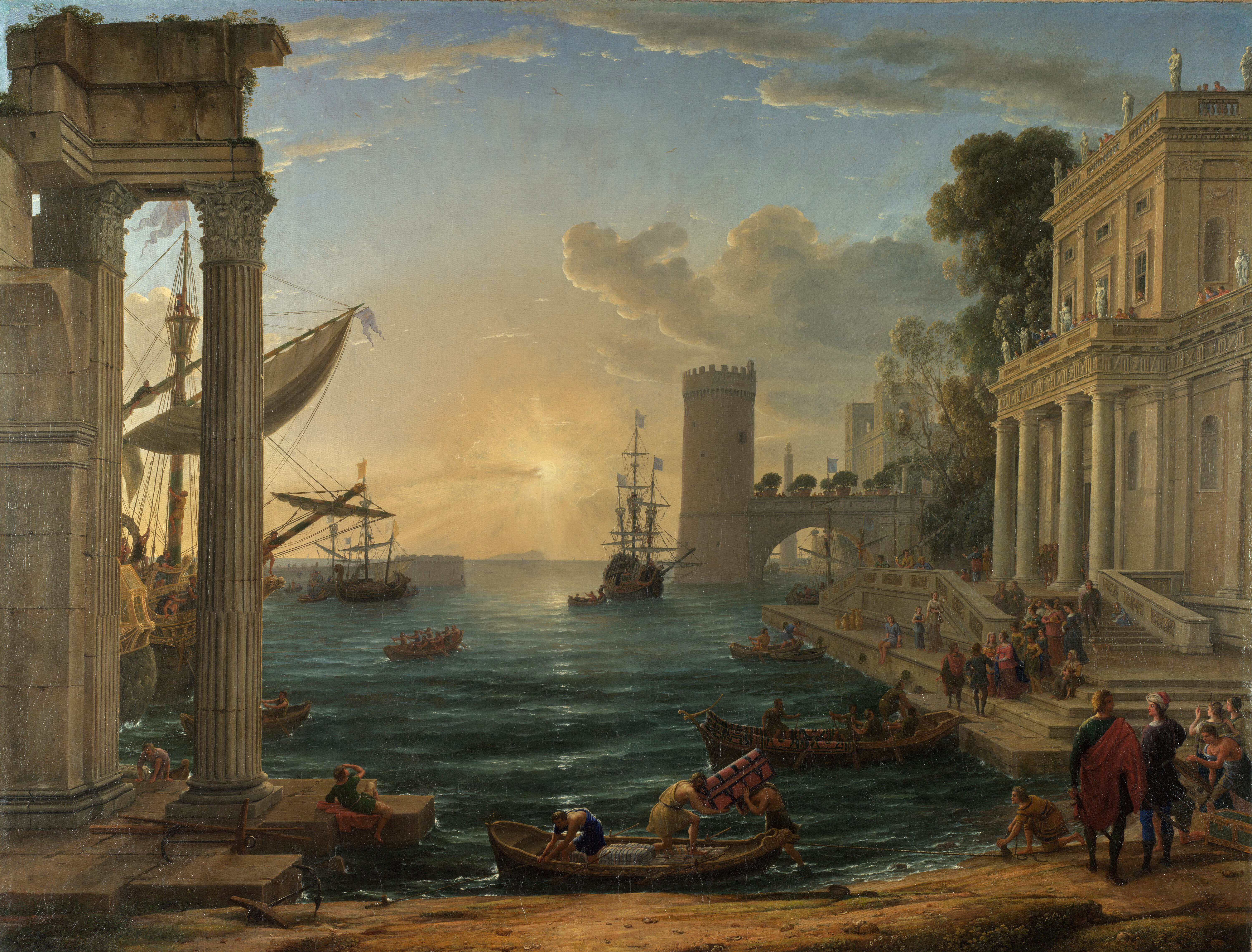
Paisaje: Puerto con el embarque de la Reina de Saba (1648), de Claude Lorrain, National Gallery de Londres.
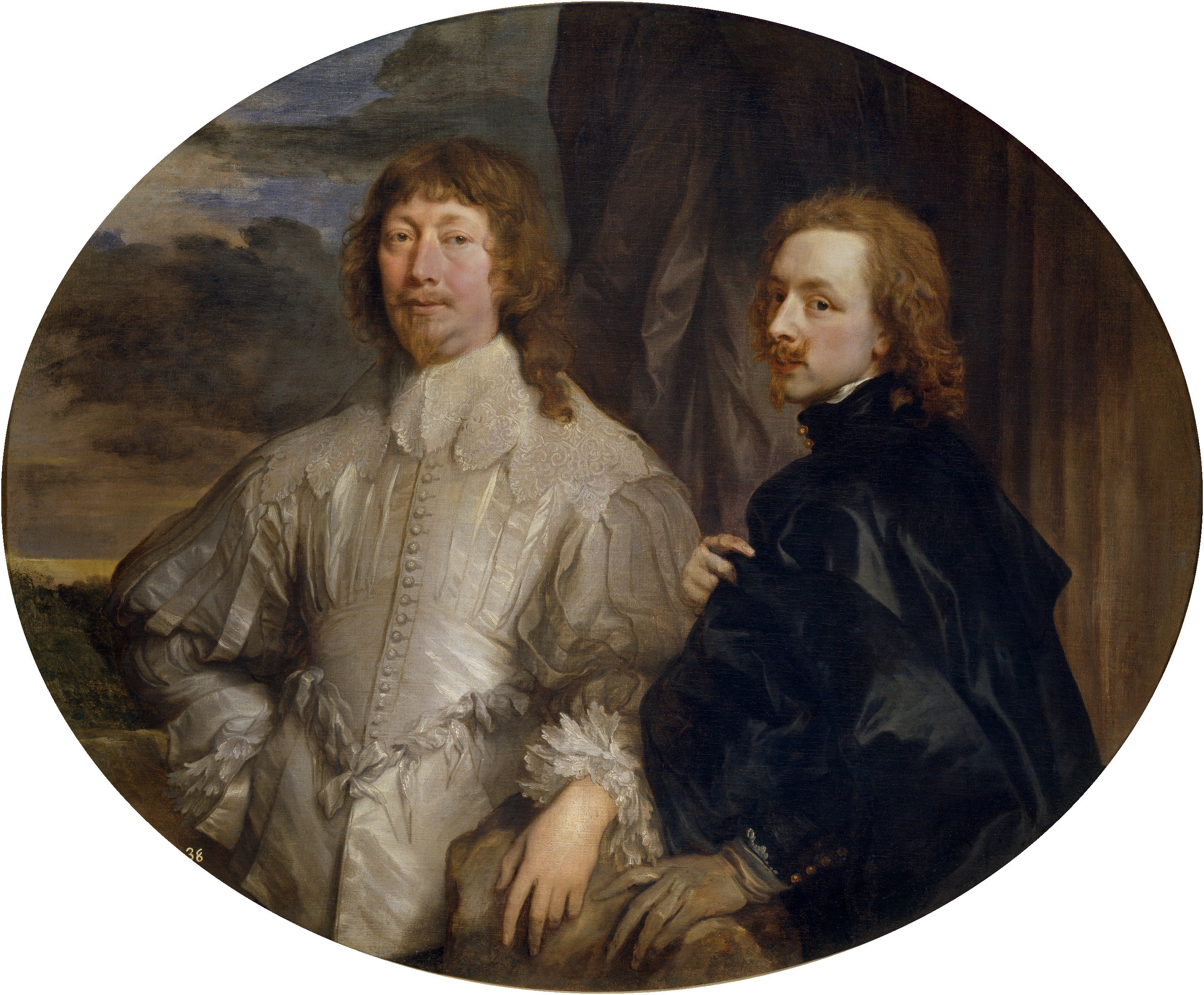
Retrato: Sir Endymion Porter y Anton van Dyck (1635), de Anton van Dyck, Museo del Prado, Madrid.
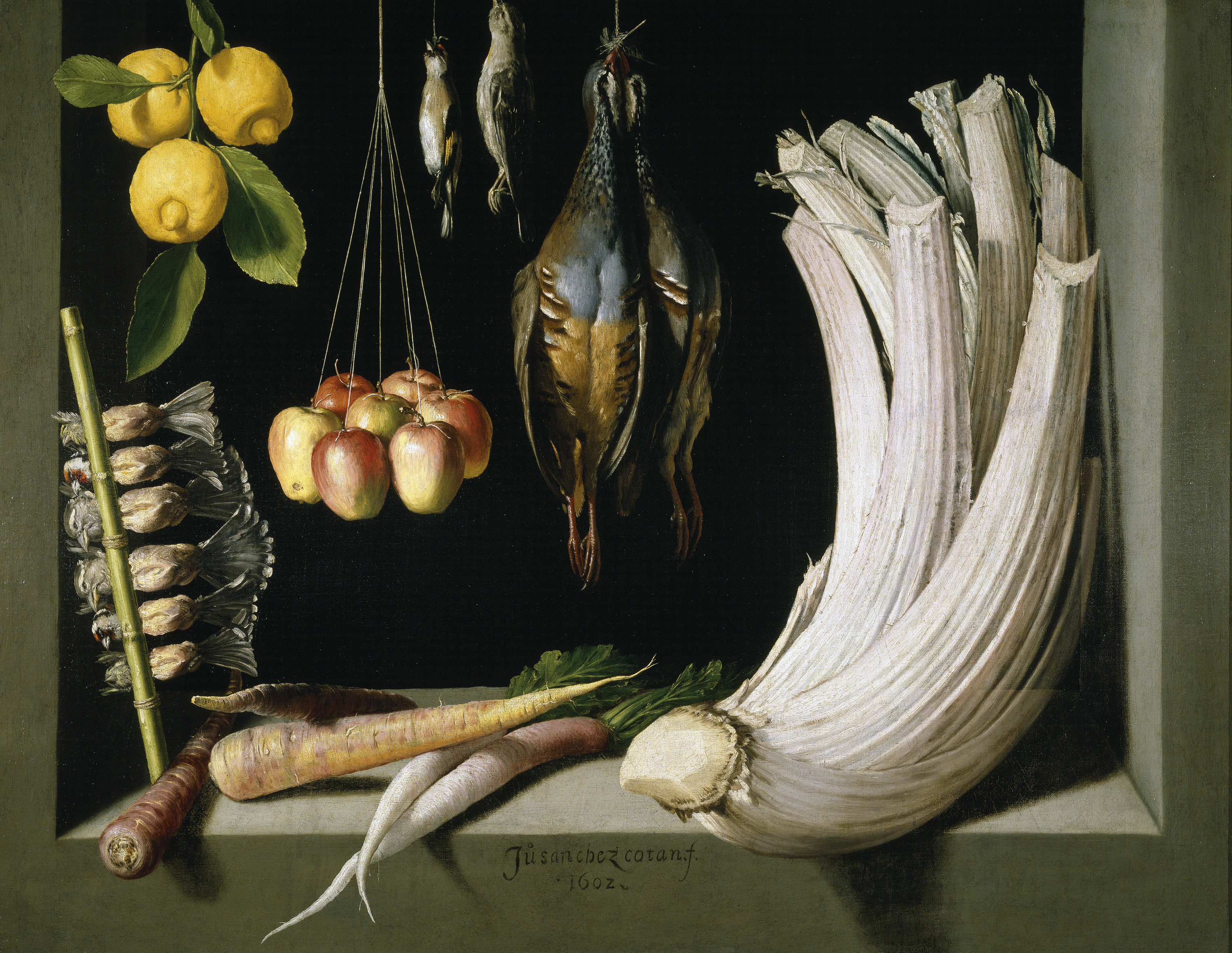
Bodegón: Bodegón de caza, hortalizas y frutas (1602), de Juan Sánchez Cotán, Museo del Prado, Madrid.

## Arquitectura
La arquitectura barroca asumió unas formas más dinámicas, con una exuberante decoración y un sentido escenográfico de las formas y los volúmenes. Cobró relevancia la modulación del espacio, con preferencia por las curvas cóncavas y convexas, poniendo especial atención en los juegos ópticos (trompe-l'œil) y el punto de vista del espectador. También cobró una gran importancia el urbanismo, debido a los monumentales programas desarrollados por reyes y papas, con un concepto integrador de la arquitectura y el paisaje que buscaba la recreación de un continuum espacial, de la expansión de las formas hacia el infinito, como expresión de unos elevados ideales, sean políticos o religiosos. Bruno Zevi, arquitecto e historiador, define sintéticamente la esencia de la arquitectura barroca, « El barroco es liberación espacial, es liberación mental de las normas de los tratadistas, de las convenciones, de la geometría elemental y de todo lo estático, es también liberación de la simetría y de la antítesis entre espacio interno y espacio externo. Por esta su voluntad de liberación, el barroco alcanza un significado psicológico, que trasciende hasta la arquitectura de los siglos XVII y XVIII, logrando un estado de ánimo de libertad, una actitud creadora liberada de prejuicios intelectuales y formales».

### Italia

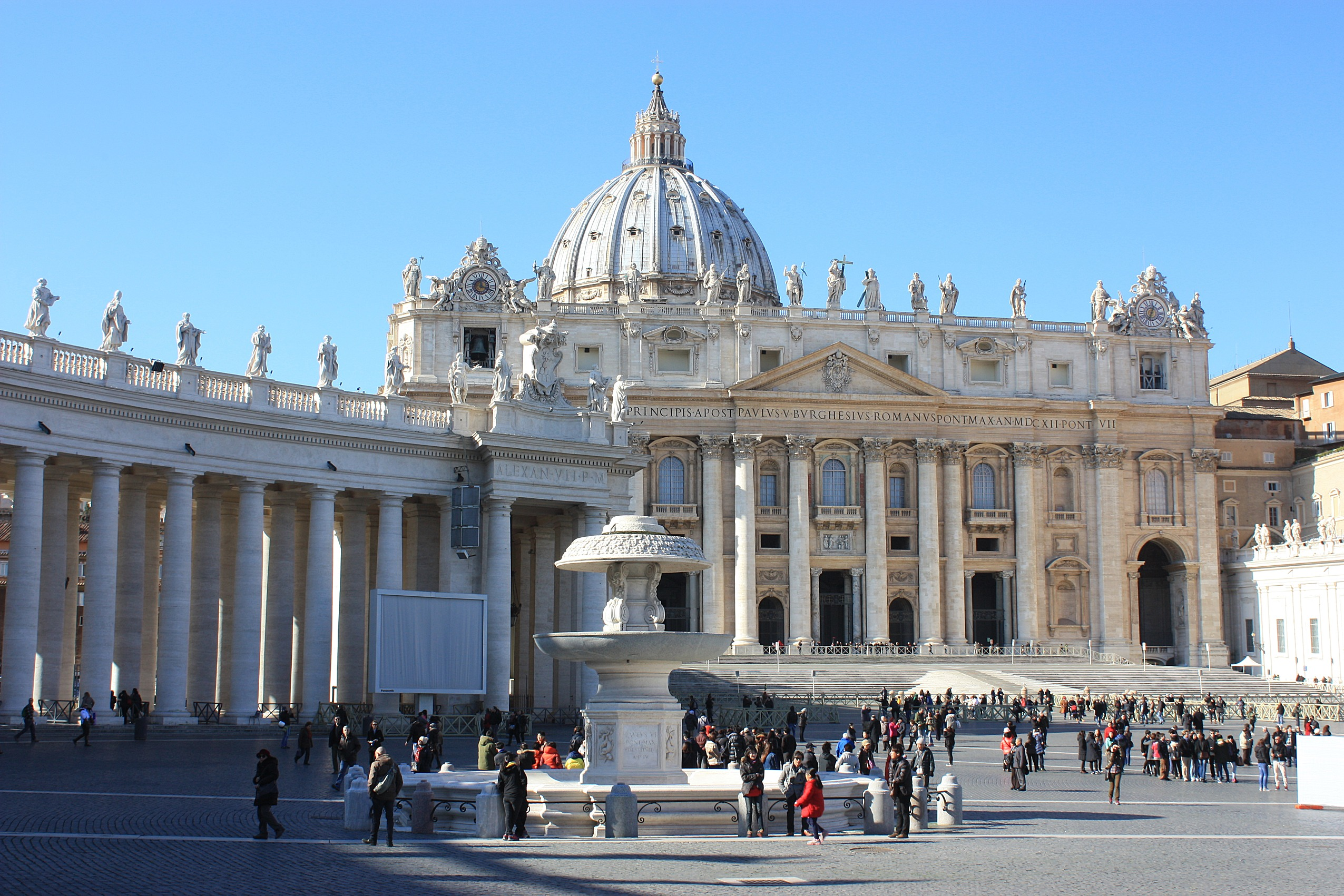
Plaza de San Pedro de Roma, donde, bajo la cúpula renacentista de Miguel Ángel, destacan los elementos barrocos: la fachada (1607-1626) de Maderno y la columnata de Bernini.

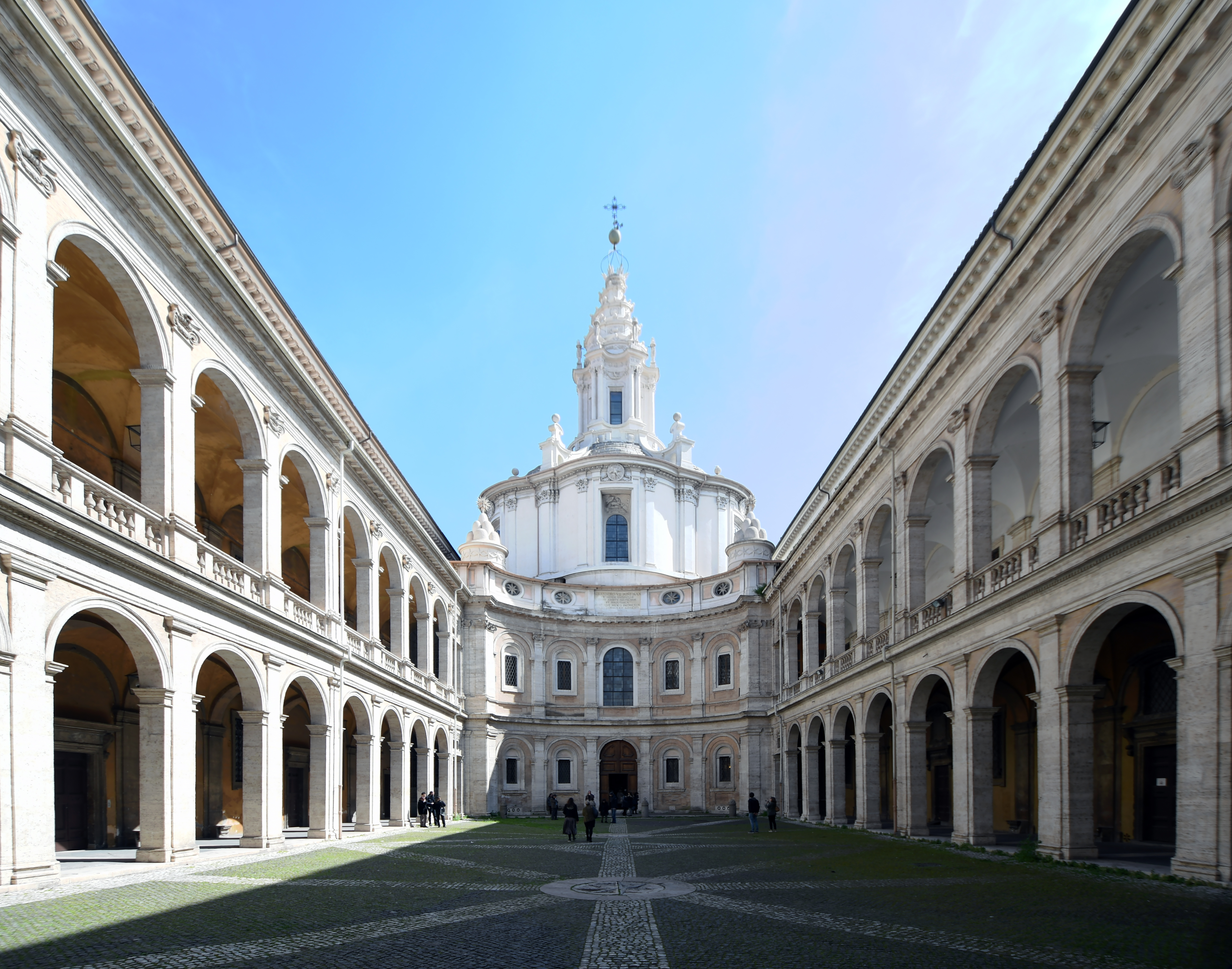
Iglesia de Sant'Ivo alla Sapienza (1643-1662), Roma.

Al igual que en la época anterior, el motor del nuevo estilo volvió a ser Italia, gracias principalmente al mecenazgo de la Iglesia y a los grandes programas arquitectónicos y urbanísticos desarrollados por la sede pontificia, deseosa de mostrar al mundo su victoria contra la Reforma. La principal modalidad constructiva de la arquitectura barroca italiana fue la iglesia, que se convirtió en el máximo exponente de la propaganda contrarreformista. Las iglesias barrocas italianas se caracterizan por la abundancia de formas dinámicas, con predominio de las curvas cóncavas y convexas, con fachadas ricamente decoradas y repletas de esculturas, así como gran número de columnas, que a menudo se desprenden del muro, y con interiores donde predominan igualmente la forma curva y una profusa decoración. Entre sus diversas planimetrías destacó —especialmente entre finales del siglo XVI y principios del XVII— el diseño en dos cuerpos, con dos frontones concéntricos (curvo el exterior y triangular el interior), siguiendo el modelo de la fachada de la Iglesia del Gesù de Giacomo della Porta (1572).
Uno de sus primeros representantes fue Carlo Maderno, autor de la fachada de San Pedro del Vaticano (1607-1612) —al que además modificó la planta, pasando de la de cruz griega proyectada por Bramante a una de cruz latina—, y la iglesia de Santa Susana (1597-1603). Pero uno de los mayores impulsores del nuevo estilo fue el arquitecto y escultor Gian Lorenzo Bernini, el principal artífice de la Roma monumental que conocemos hoy día: baldaquino de San Pedro (1624-1633) —donde aparece la columna salomónica, posteriormente uno de los signos distintivos del Barroco—, columnata de la plaza de San Pedro (1656-1667), San Andrés del Quirinal (1658-1670), Palacio Chigi-Odescalchi (1664-1667). El otro gran nombre de la época es Francesco Borromini, arquitecto de gran inventiva que subvirtió todas las normas de la arquitectura clásica —a las que pese a todo aún se aferraba Bernini—, a través del uso de superficies alabeadas, bóvedas nervadas y arcos mixtilíneos, creando una arquitectura de carácter casi escultórico. Fue autor de las iglesias de San Carlo alle Quattre Fontane (1634-1640), Sant'Ivo alla Sapienza (1642-1650) y Sant'Agnese in Agone (1653-1661). El tercer arquitecto de renombre activo en Roma fue Pietro da Cortona, que también era pintor, circunstancia quizá por la cual creó volúmenes de gran plasticidad, con grandes contrastes de luz y sombra (Santa Maria della Pace, 1656-1657; Santi Luca e Martina, 1635-1650). Fuera de Roma cabe destacar la figura de Baldassare Longhena en Venecia, autor de la iglesia de Santa Maria della Salute (1631-1650); y Guarino Guarini y Filippo Juvara en Turín, autor el primero de la capilla de la Sábana Santa (1667-1690), y el segundo de la basílica de Superga (1717-1731).

Arquitectura barroca italina
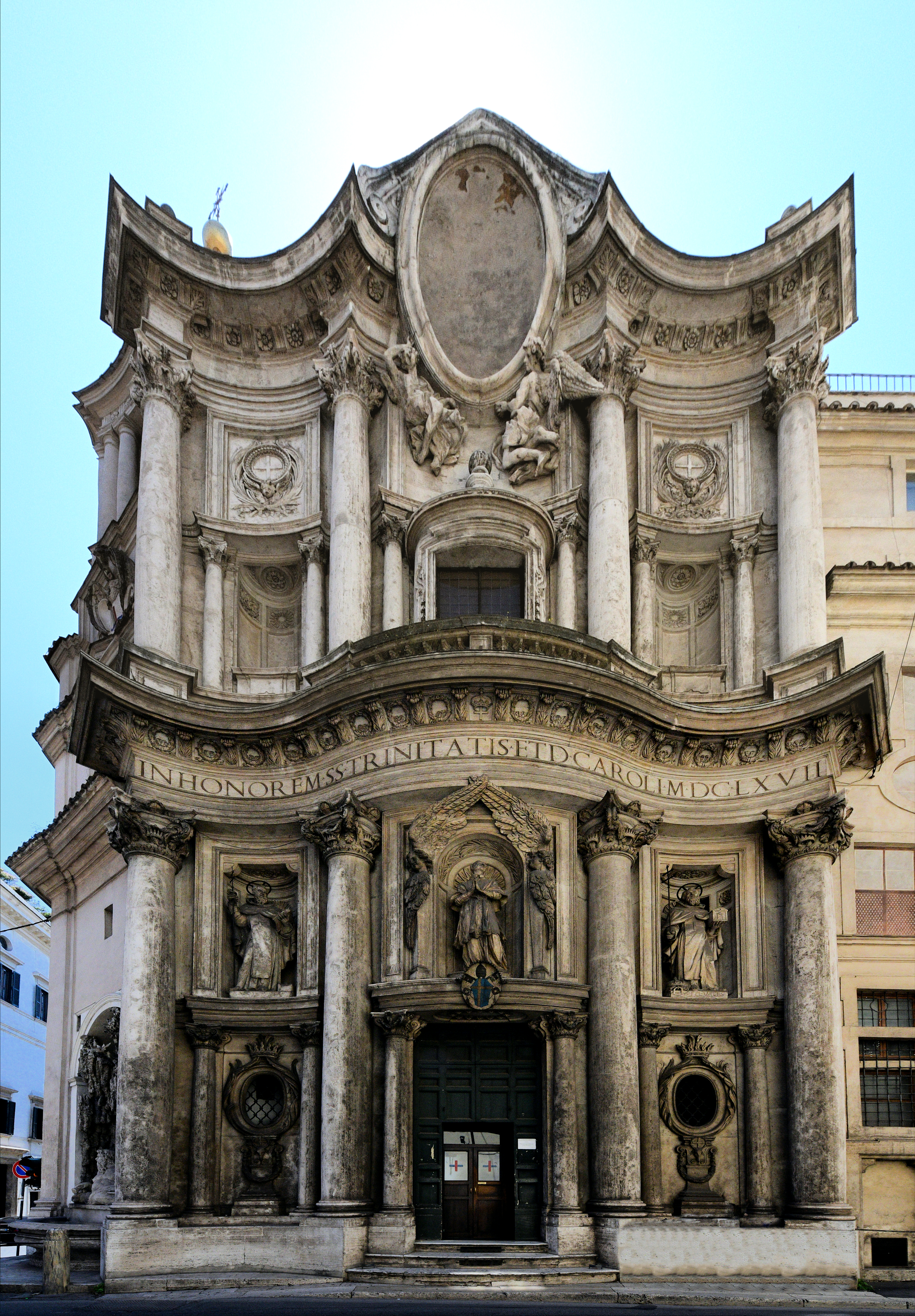
San Carlo alle Quattro Fontane (1638-1641), de Francesco Borromini, Roma.
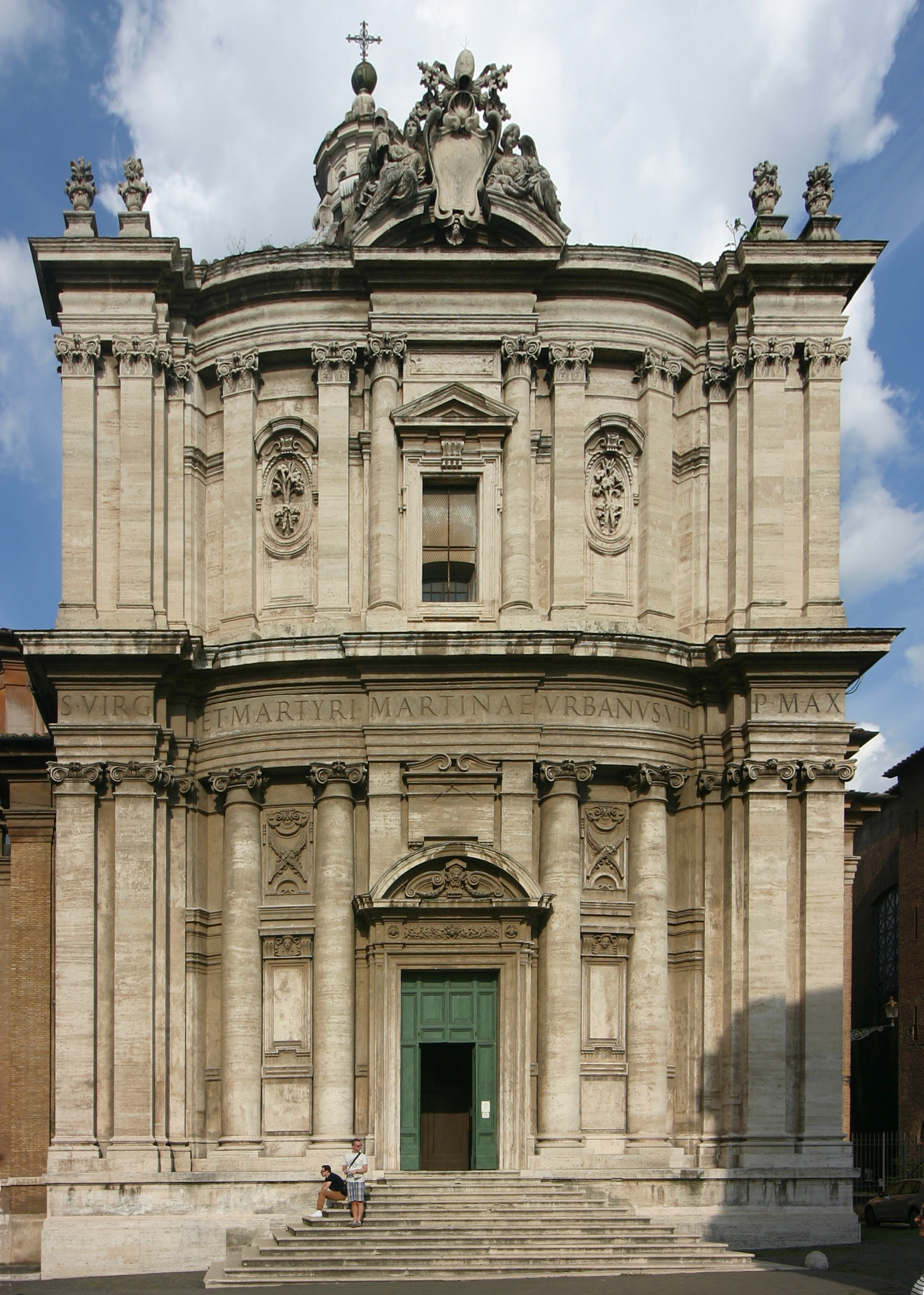
San Lucas y Santa Martina (1634-1635), de Pietro da Cortona.
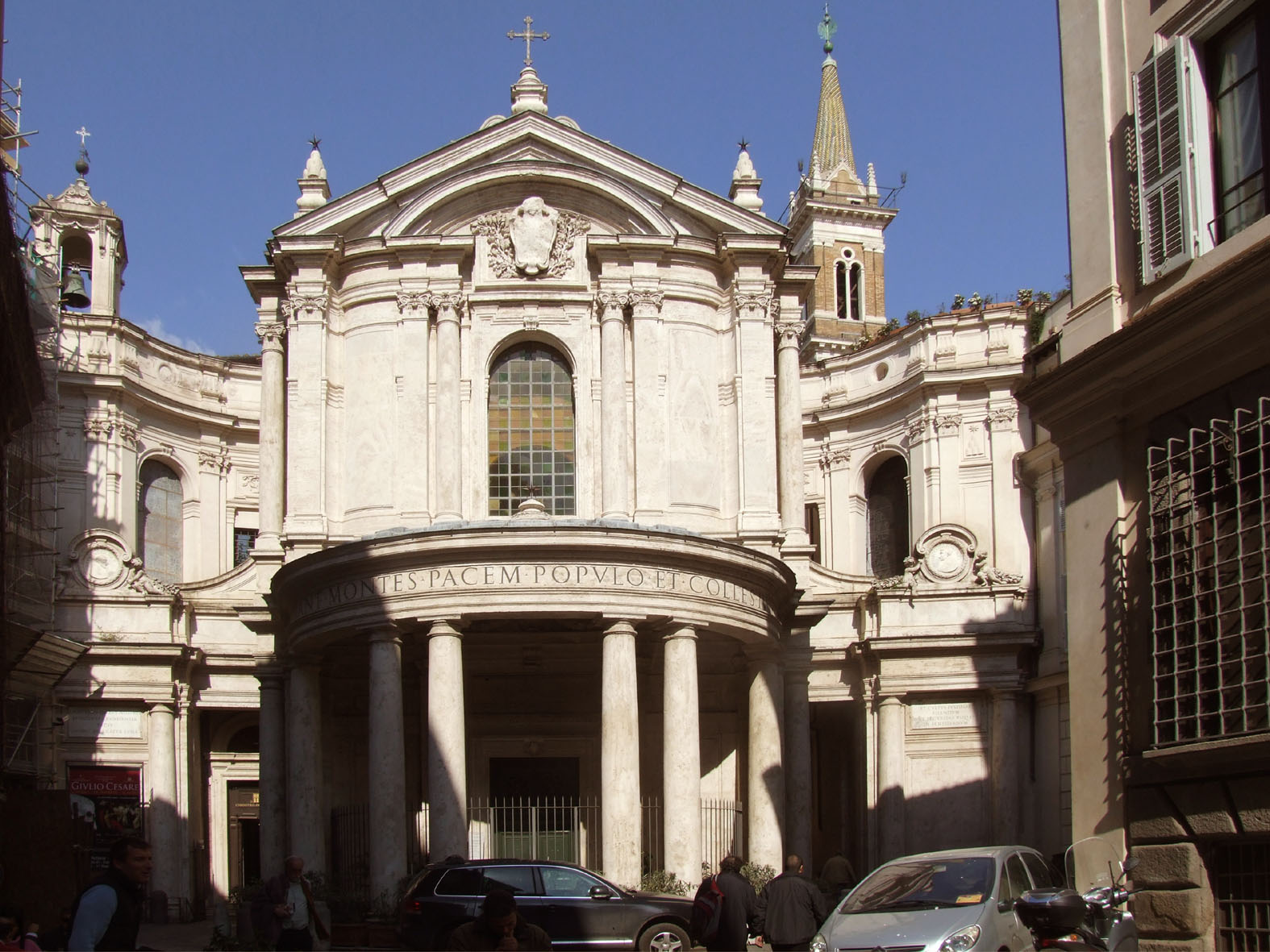
Santa Maria della Pace (1656-1667), de Pietro da Cortona.
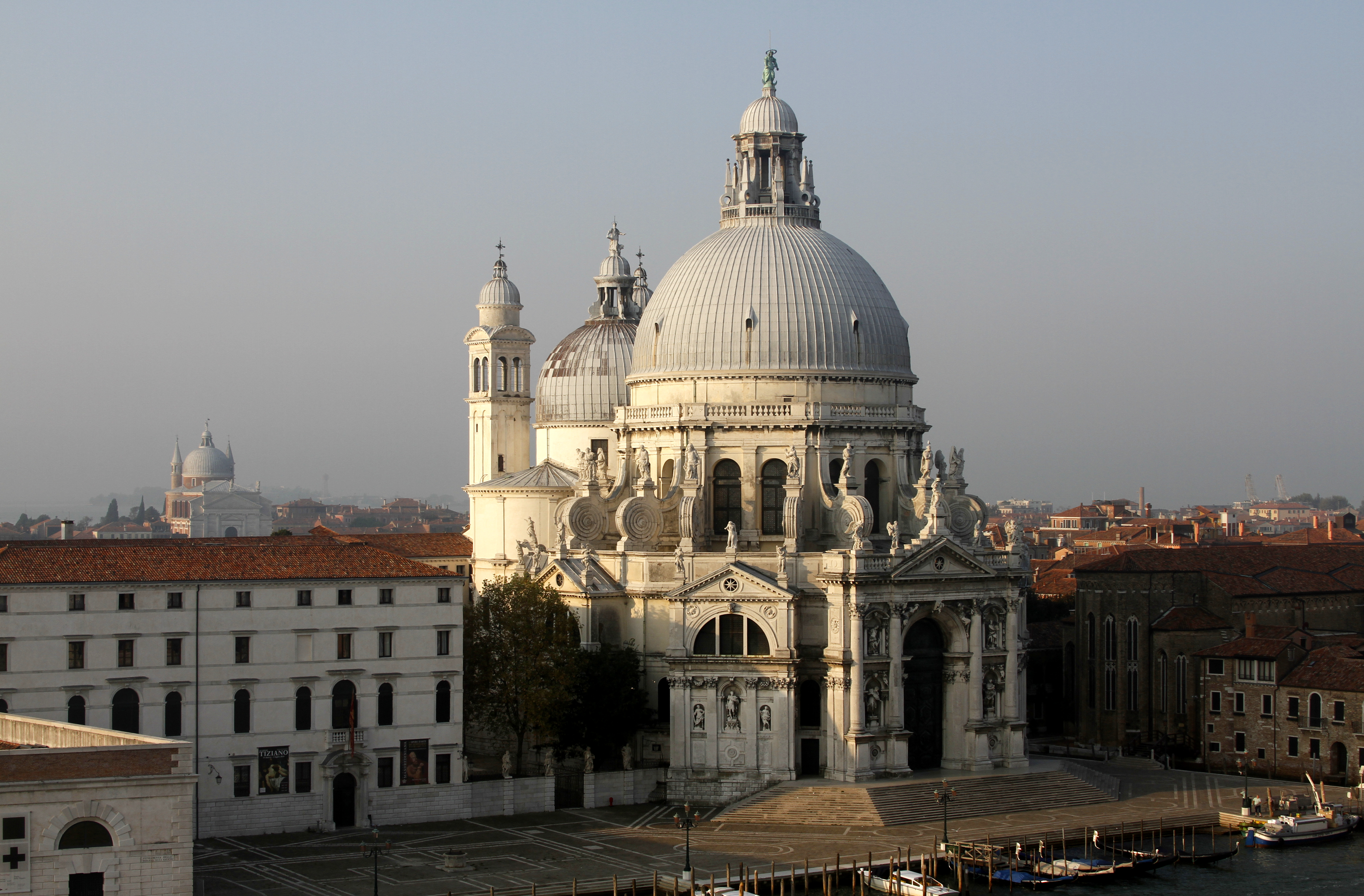
Santa Maria della Salute (1631-1687), Venecia, obra de Baldassarre Longhena.
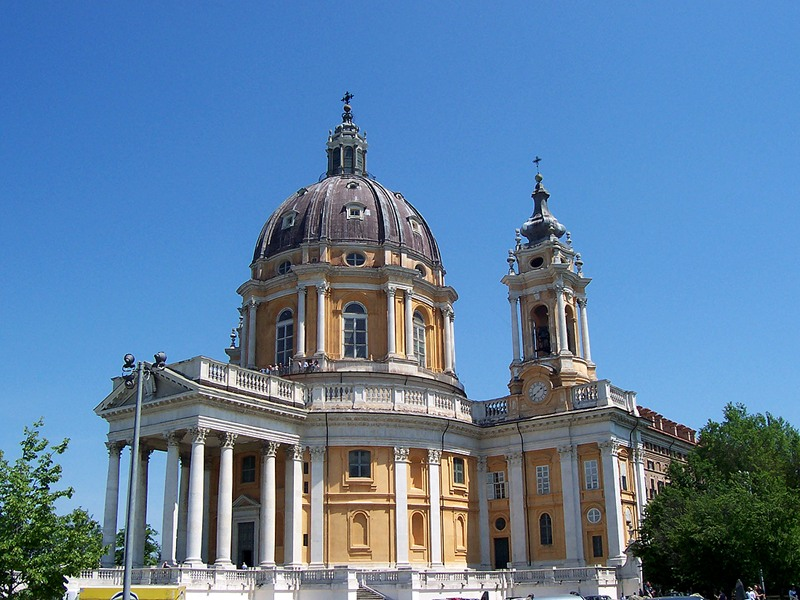
La Basílica de Superga (1717-1731) cerca de Turín, obra de Filippo Juvarra.
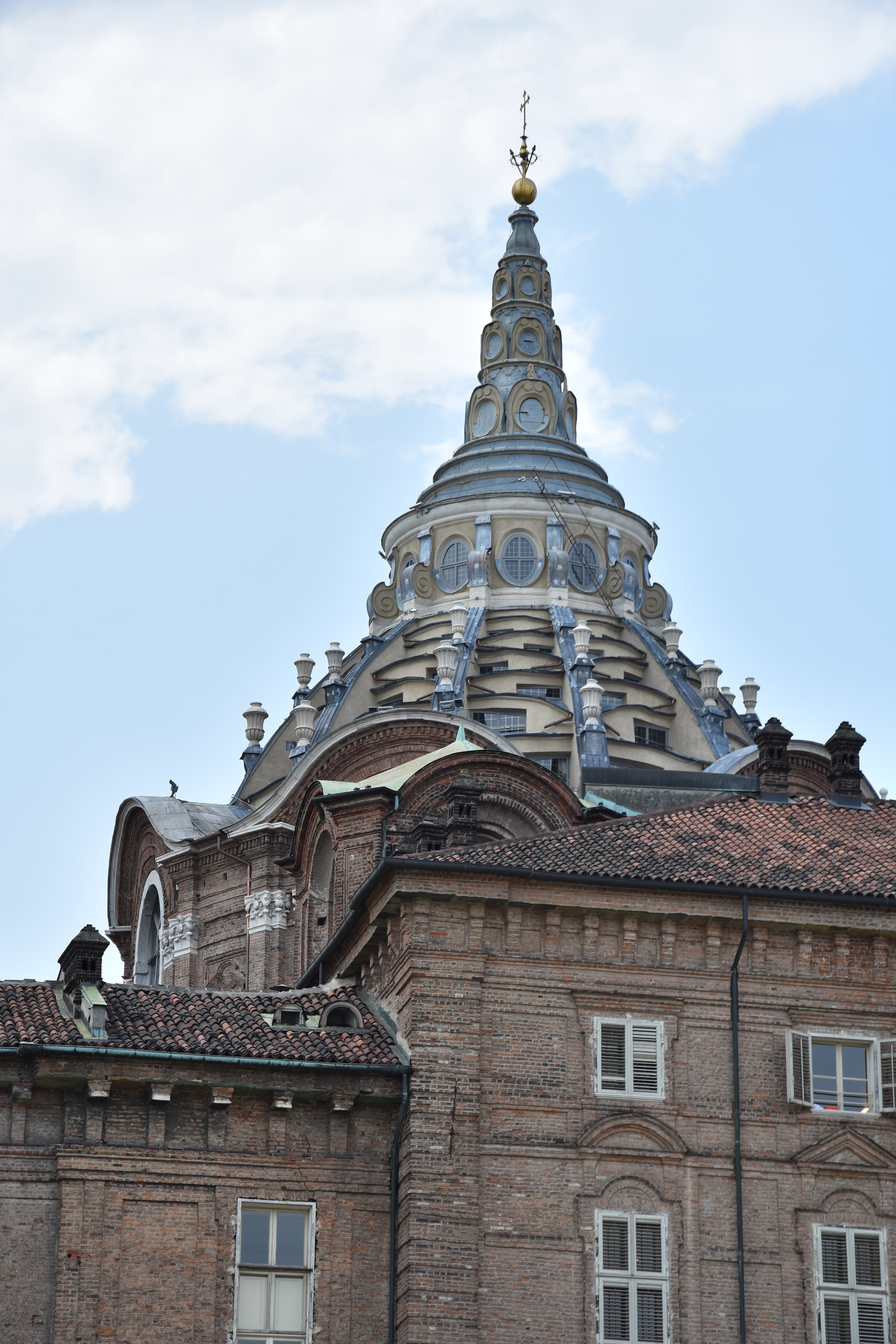
La cúpula de la capilla de la Sábana Santa (1668-1694), de Guarino Guarini.

### Francia

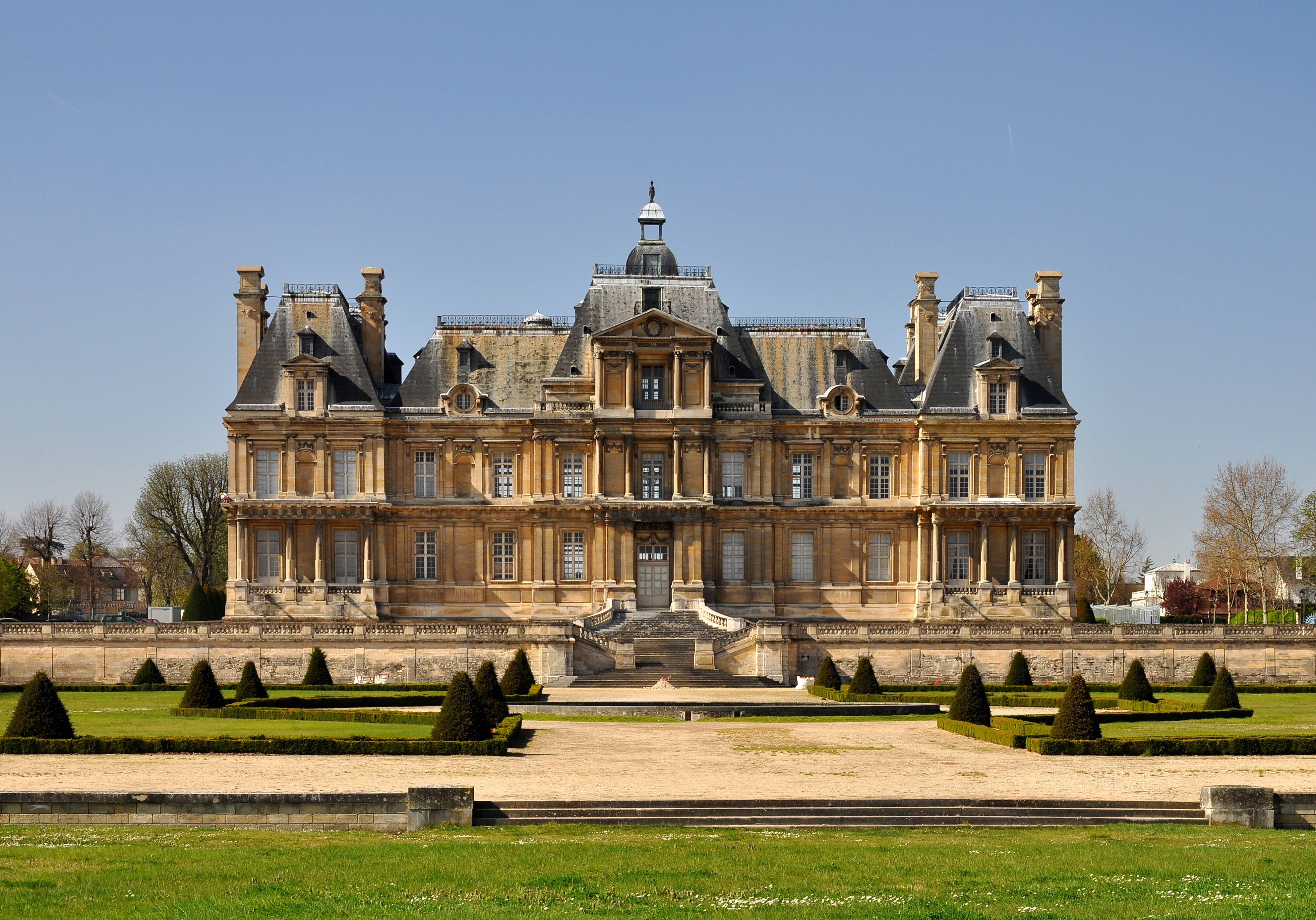
Château de Maisons-Laffitte (1630-1651), de François Mansart,

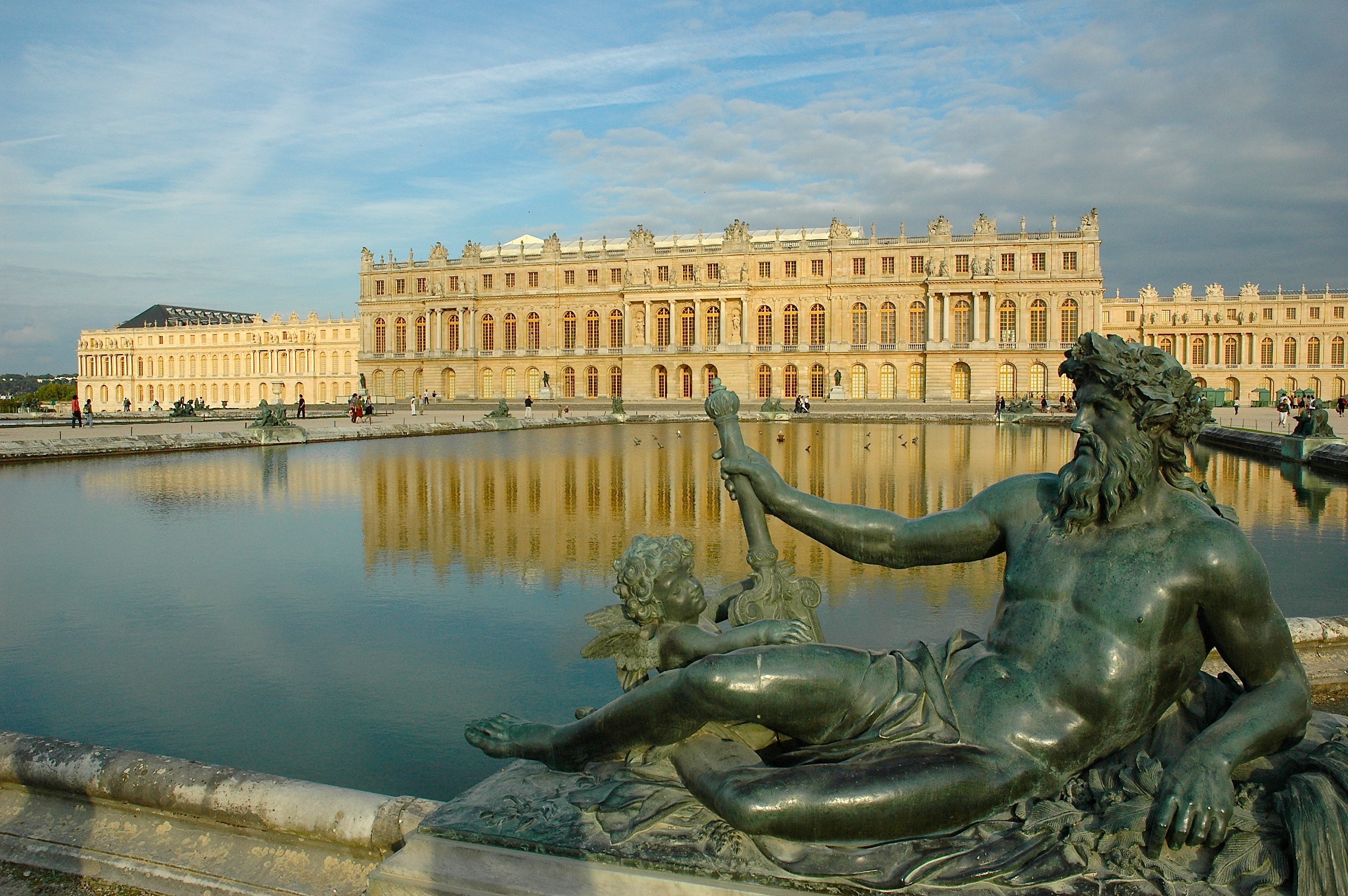
Palacio de Versalles (1669-1685), de Louis Le Vau y Jules Hardouin-Mansart.

En Francia, bajo los reinados de Luis XIII y Luis XIV, se iniciaron una serie de construcciones de gran fastuosidad, que pretendían mostrar la grandeza del monarca y el carácter sublime y divino de la monarquía absolutista. Aunque en la arquitectura francesa se percibe cierta influencia de la italiana, esta fue reinterpretada de una forma más sobria y equilibrada, más fiel al clasicismo renacentista, por lo que el arte francés de la época se suele denominar como clasicismo francés.
Las primeras realizaciones de relevancia corrieron a cargo de Jacques Lemercier (capilla de la Sorbona, 1635-1642) y François Mansart (palacio de Maisons-Lafitte, 1624-1626; Iglesia de Val-de-Grâce, 1645-1667). Posteriormente, los grandes programas áulicos se centraron en la nueva fachada del palacio del Louvre, de Louis Le Vau y Claude Perrault (1667-1670) y, especialmente, en el palacio de Versalles, de Le Vau y Jules Hardouin-Mansart (1669-1685). De este último arquitecto conviene también destacar la iglesia de San Luis de los Inválidos (1678-1691), así como el trazado de la plaza Vendôme de París (1685-1708).

Arquitectura barroca francesa
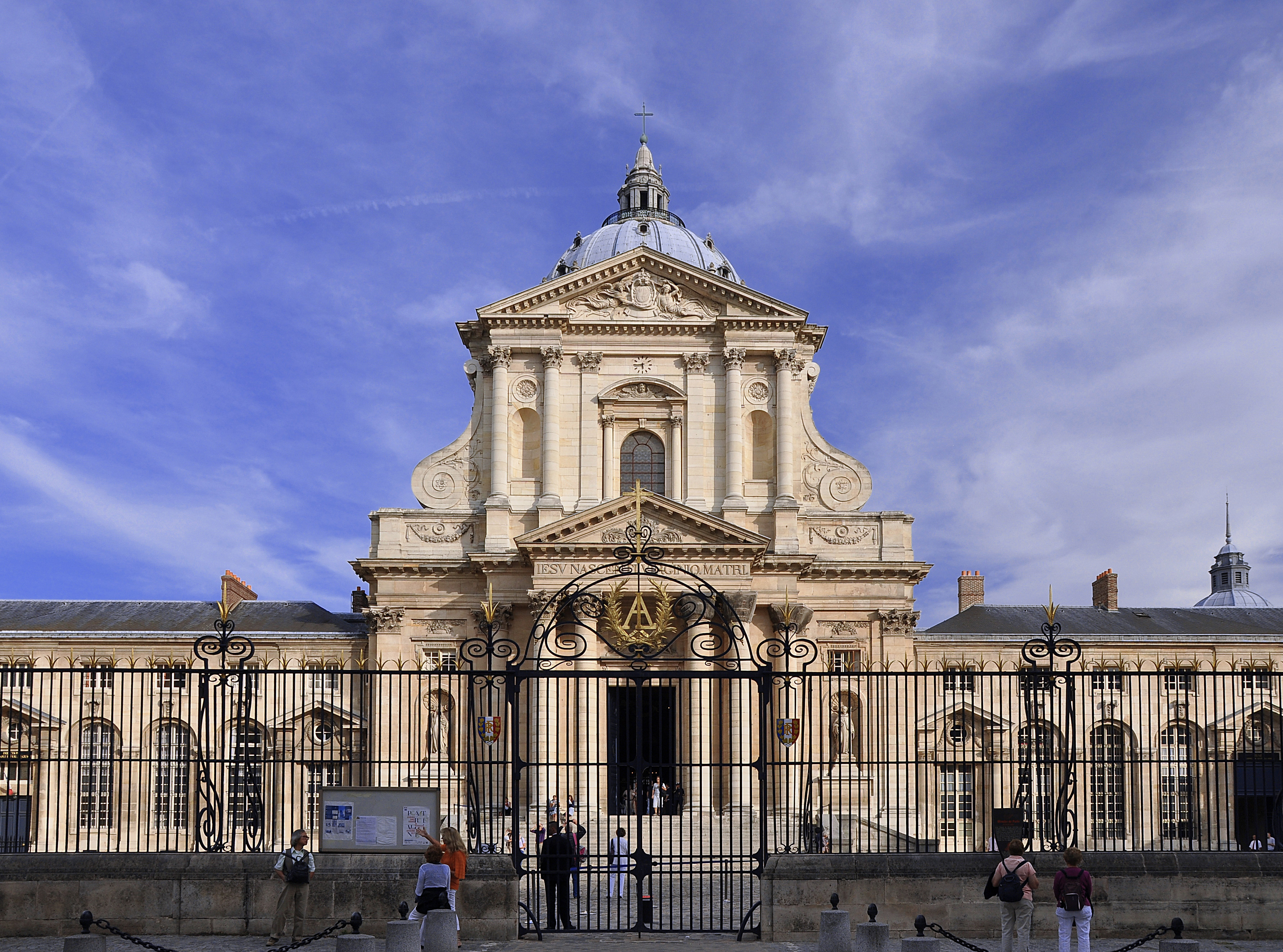
Iglesia de Val-de-Grâce (1624-1669), de Louis Le Vau.
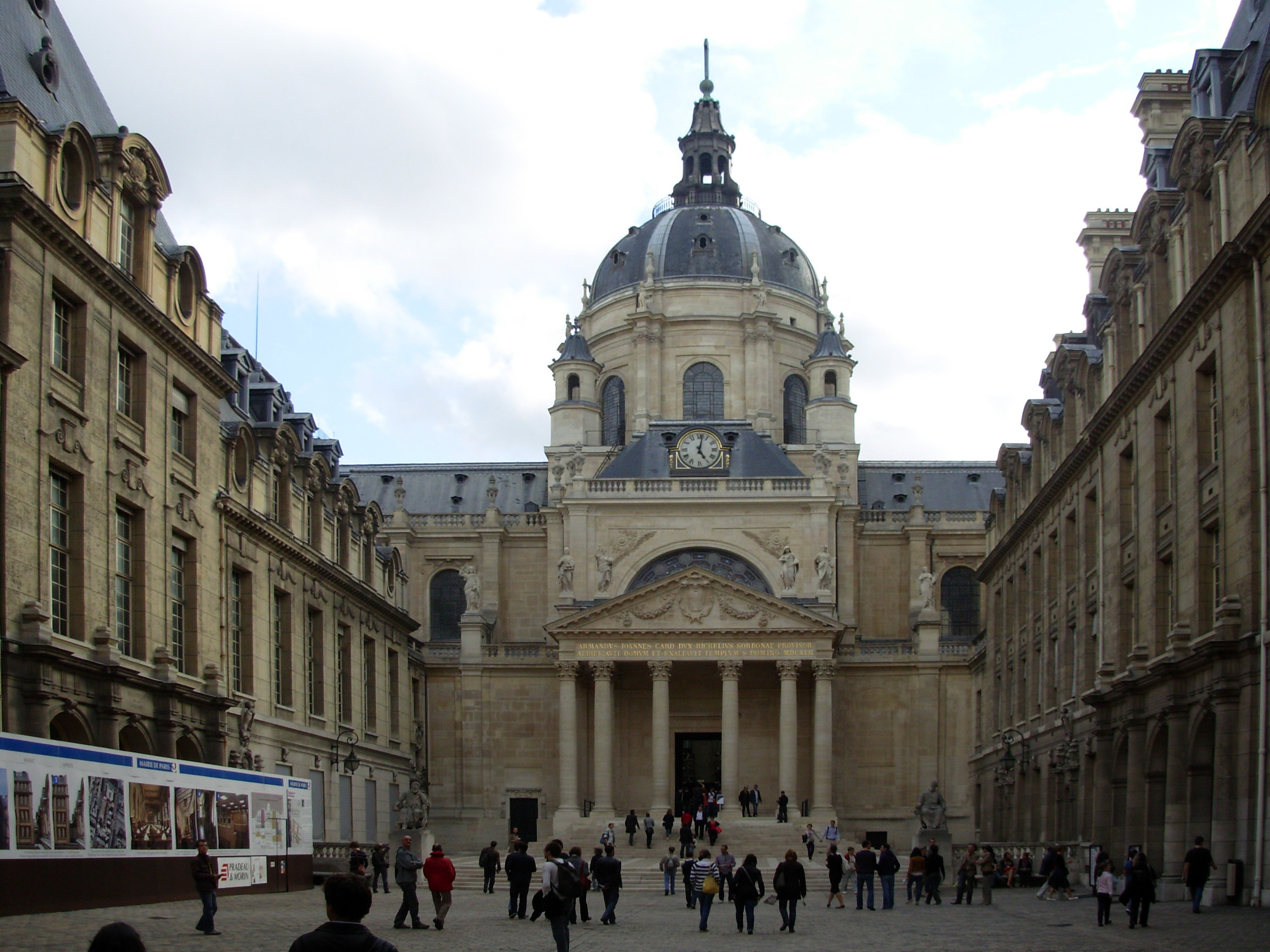
Capilla de la Sorbona (1635-1642), de Jacques Lemercier.
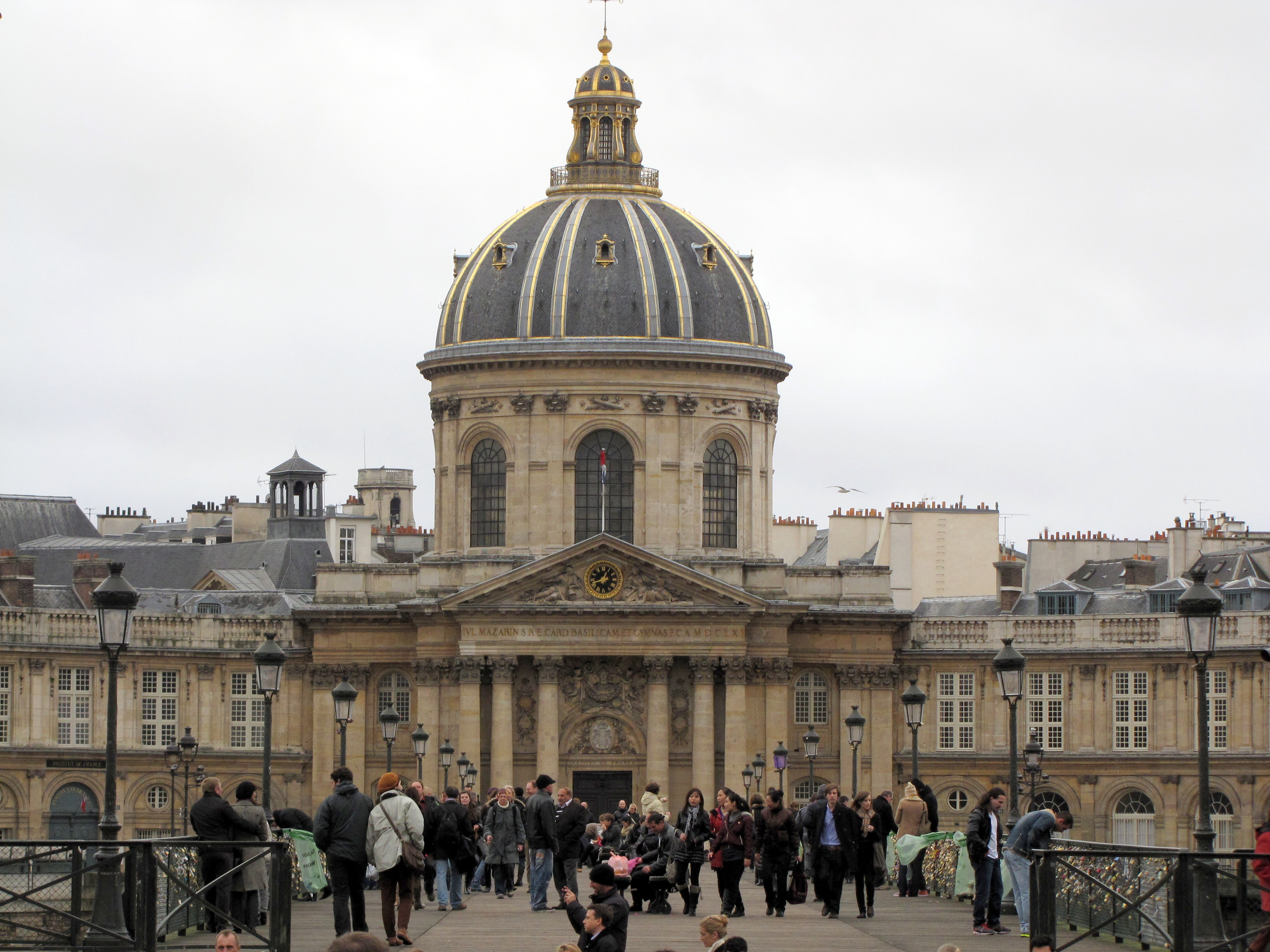
Collége des Quatres-Nations (1662-1668), de Le Vau y d'Orbay.
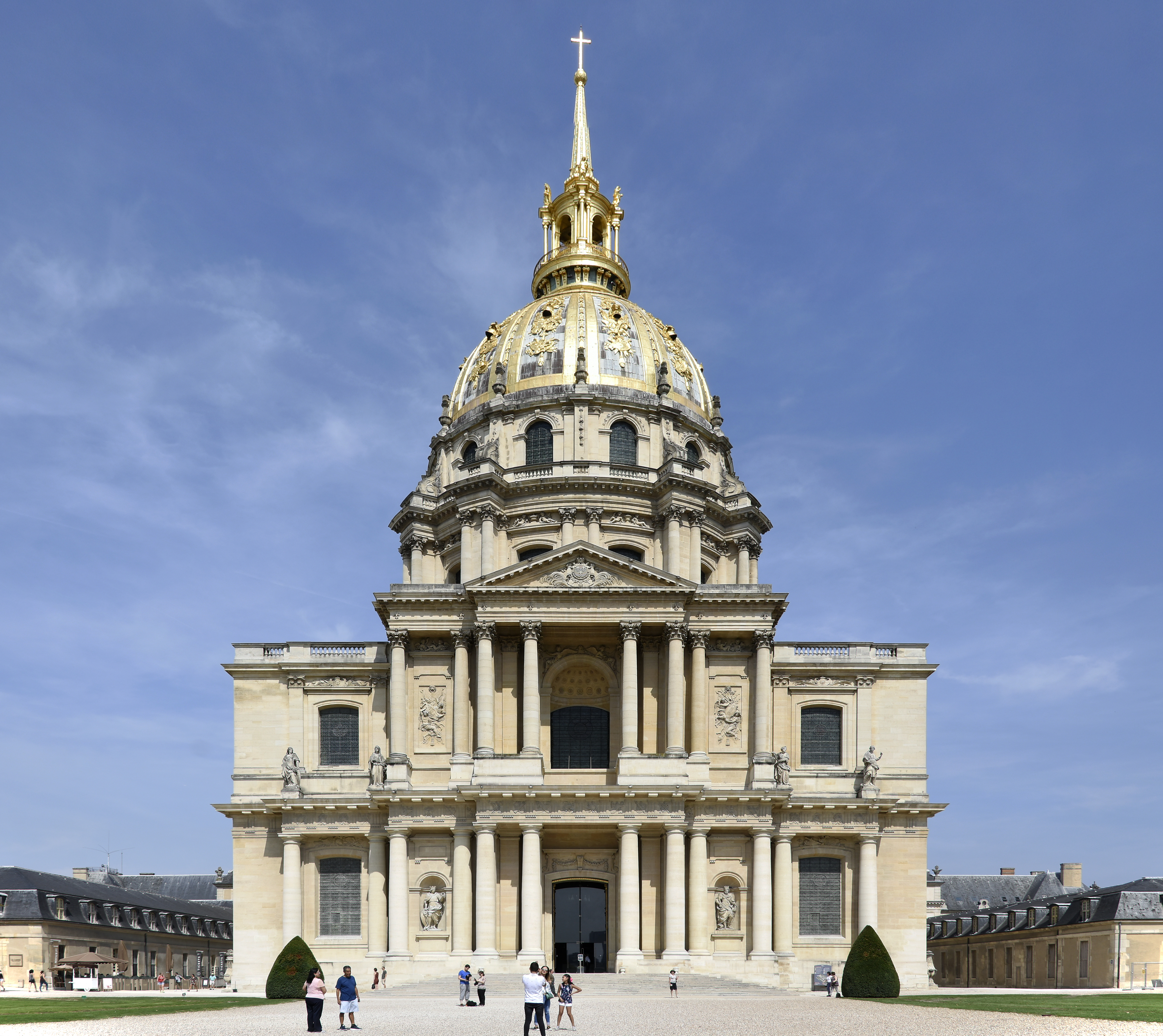
Les Invalides (1677-1706), de Jules Hardouin-Mansart.

### España

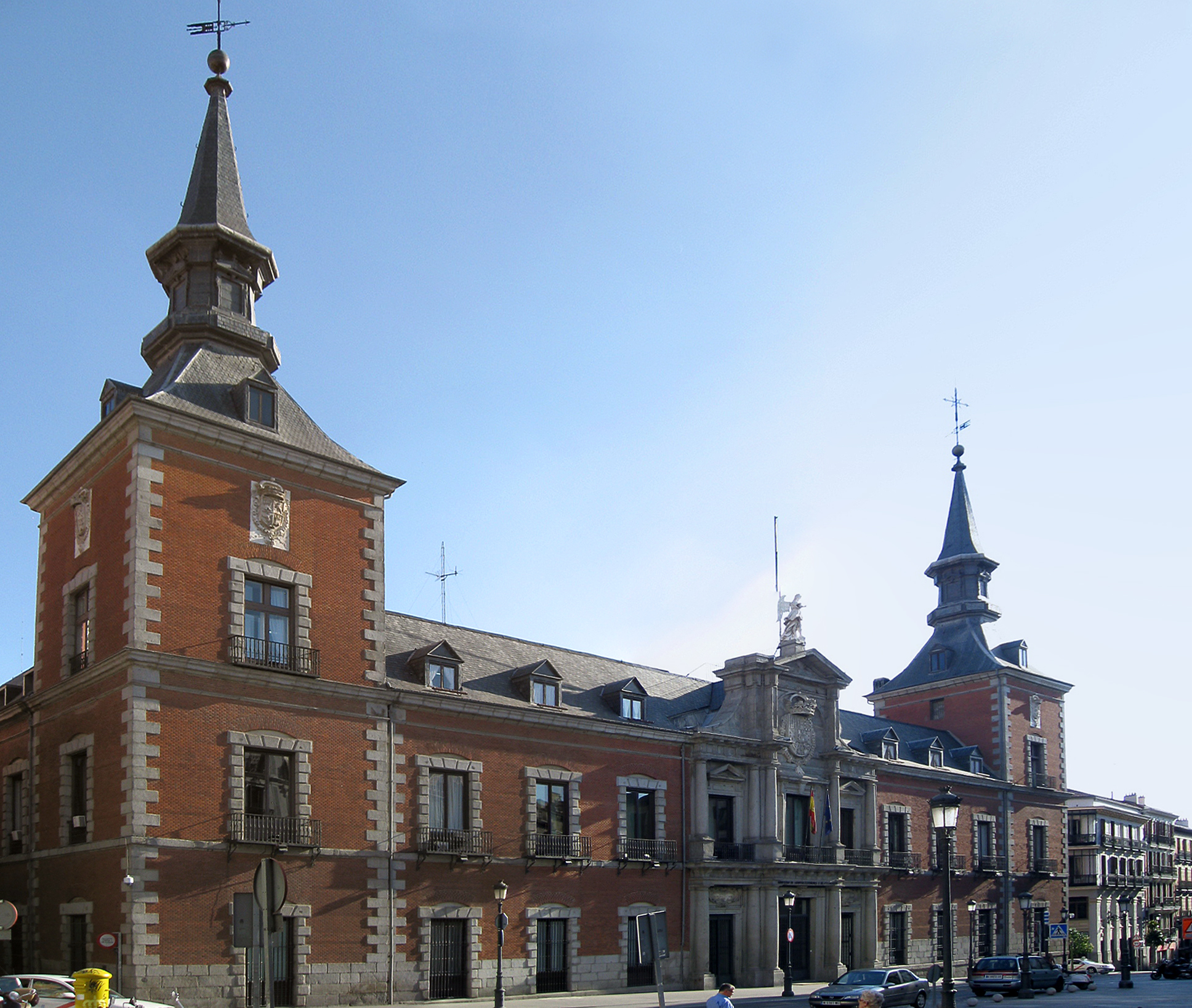
Palacio de Santa Cruz (Madrid) (1629-1636), probable obra de Juan Gómez de Mora.

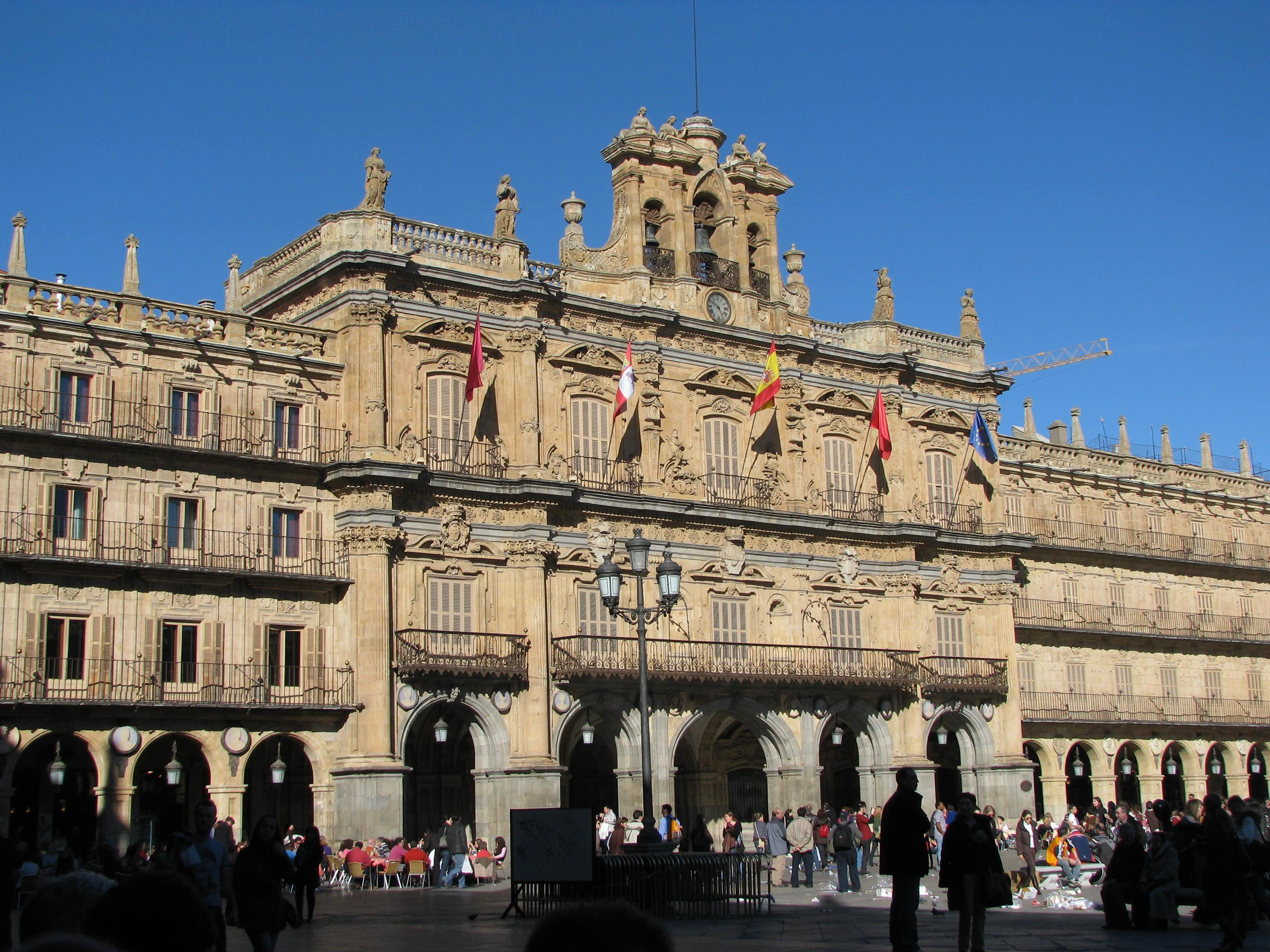
Plaza Mayor de Salamanca (1728-1735), de Alberto Churriguera.

En España, la arquitectura de la primera mitad del siglo XVII acusó la herencia herreriana, con una austeridad y simplicidad geométrica de influencia escurialense. Lo barroco se fue introduciendo paulatinamente sobre todo en la recargada decoración interior de iglesias y palacios, donde los retablos fueron evolucionando hacia cotas de cada vez más elevada magnificencia. En este período fue Juan Gómez de Mora la figura más destacada, siendo autor de la Clerecía de Salamanca (1617), el Ayuntamiento (1644-1702) y la plaza Mayor de Madrid (1617-1619). Otros autores de la época fueron: Alonso Carbonel, autor del palacio del Buen Retiro (1630-1640); Pedro Sánchez y Francisco Bautista, autores de la Colegiata de San Isidro de Madrid (1620-1664).
Hacia mediados de siglo fueron ganando terreno las formas más ricas y los volúmenes más libres y dinámicos, con decoraciones naturalistas (guirnaldas, cartelas vegetales) o de formas abstractas (molduras y baquetones recortados, generalmente de forma mixtilínea). En esta época conviene recordar los nombres de Pedro de la Torre, José de Villarreal, José del Olmo, Sebastián Herrera Barnuevo y, especialmente, Alonso Cano, autor de la fachada de la catedral de Granada (1667).
Entre finales del siglo XVII y comienzos del siglo XVIII se dio el estilo churrigueresco (por los hermanos Churriguera), caracterizado por su exuberante decorativismo y el uso de columnas salomónicas: José Benito Churriguera fue autor del Retablo Mayor de San Esteban de Salamanca (1692) y la fachada del palacio-iglesia de Nuevo Baztán en Madrid (1709-1722); Alberto Churriguera proyectó la Plaza Mayor de Salamanca (1728-1735); y Joaquín Churriguera fue autor del Colegio de Calatrava (1717) y el claustro de San Bartolomé (1715) en Salamanca, de influencia plateresca. Otras figuras de la época fueron: Teodoro Ardemans, autor de la fachada del Ayuntamiento de Madrid y el primer proyecto para el Palacio Real de La Granja de San Ildefonso (1718-1726); Pedro de Ribera, autor del Puente de Toledo (1718-1732), el Cuartel del Conde-Duque (1717) y la fachada de la iglesia de Nuestra Señora de Montserrat de Madrid (1720); Narciso Tomé, autor del Transparente de la Catedral de Toledo (1721-1734); el alemán Konrad Rudolf, autor de la fachada de la Catedral de Valencia (1703); Jaime Bort, artífice de la fachada de la catedral de Murcia (1736-1753); Vicente Acero, que proyectó la catedral de Cádiz (1722-1762); y Fernando de Casas Novoa, autor de la fachada del Obradoiro de la catedral de Santiago de Compostela (1739-1750).

### Otros países europeos

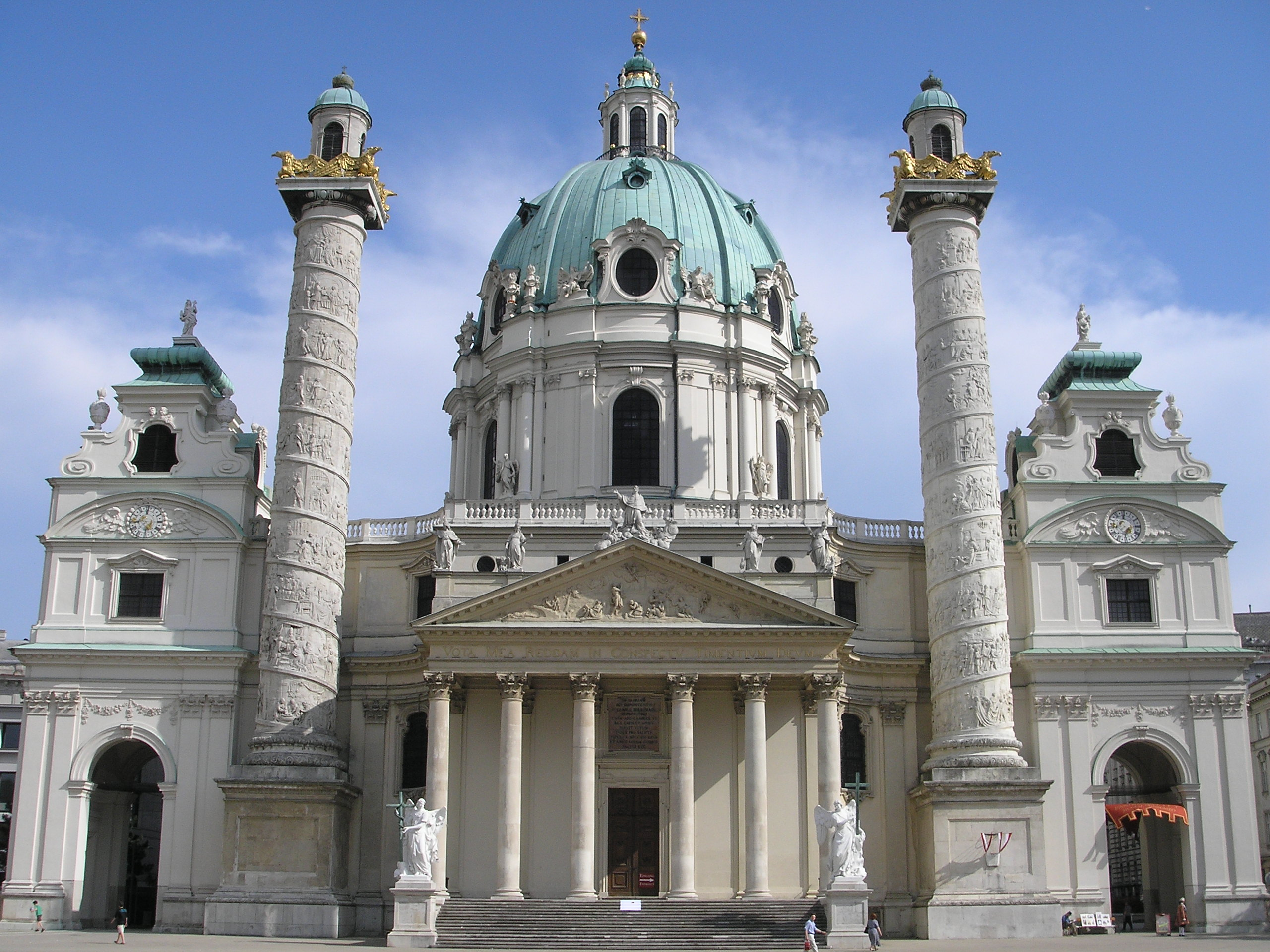
Iglesia de San Carlos Borromeo (Viena) (1715-1725), de Johann Bernhard Fischer von Erlach.

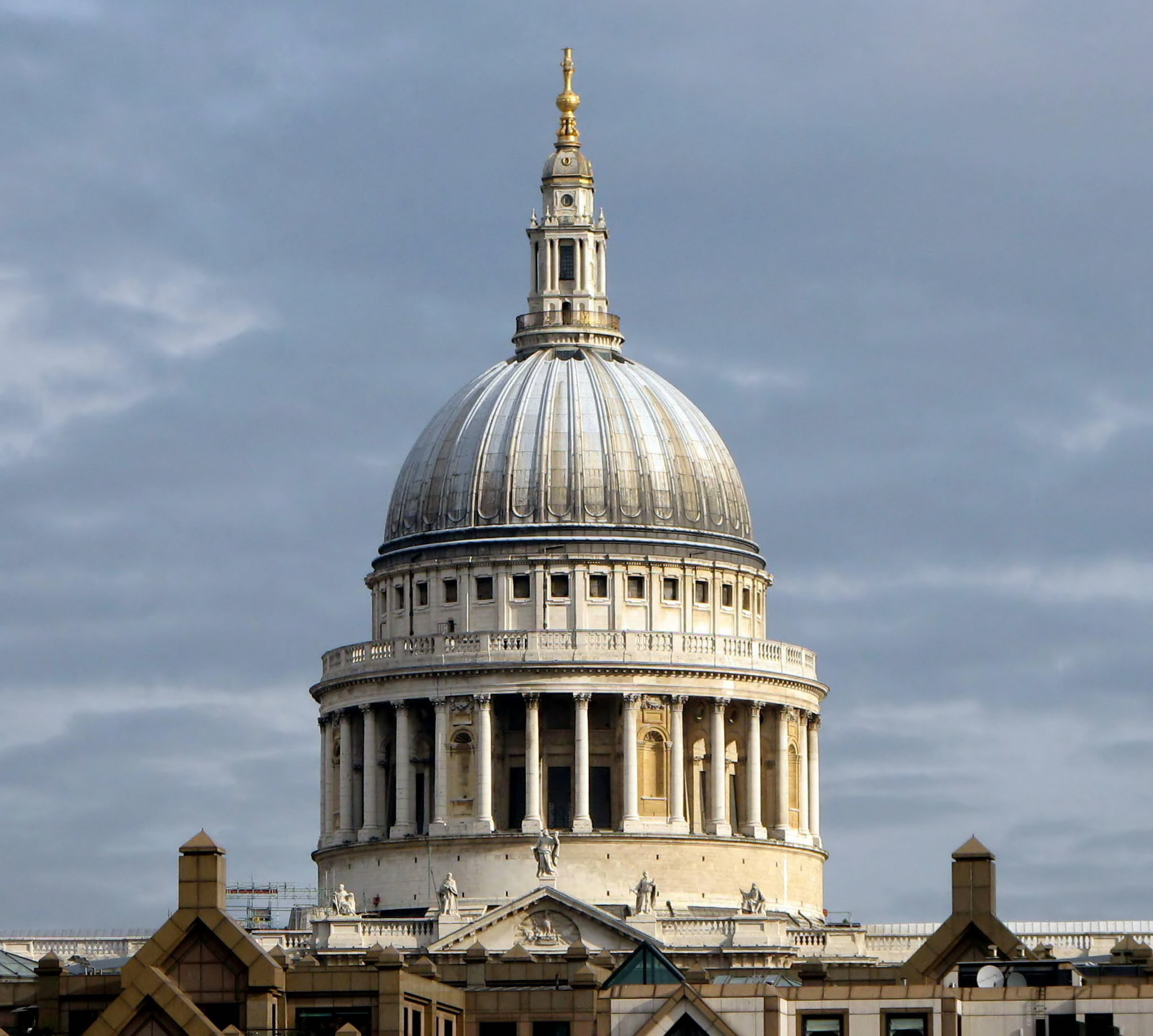
Cúpula de la Catedral de San Pablo de Londres, de sir Christopher Wren.

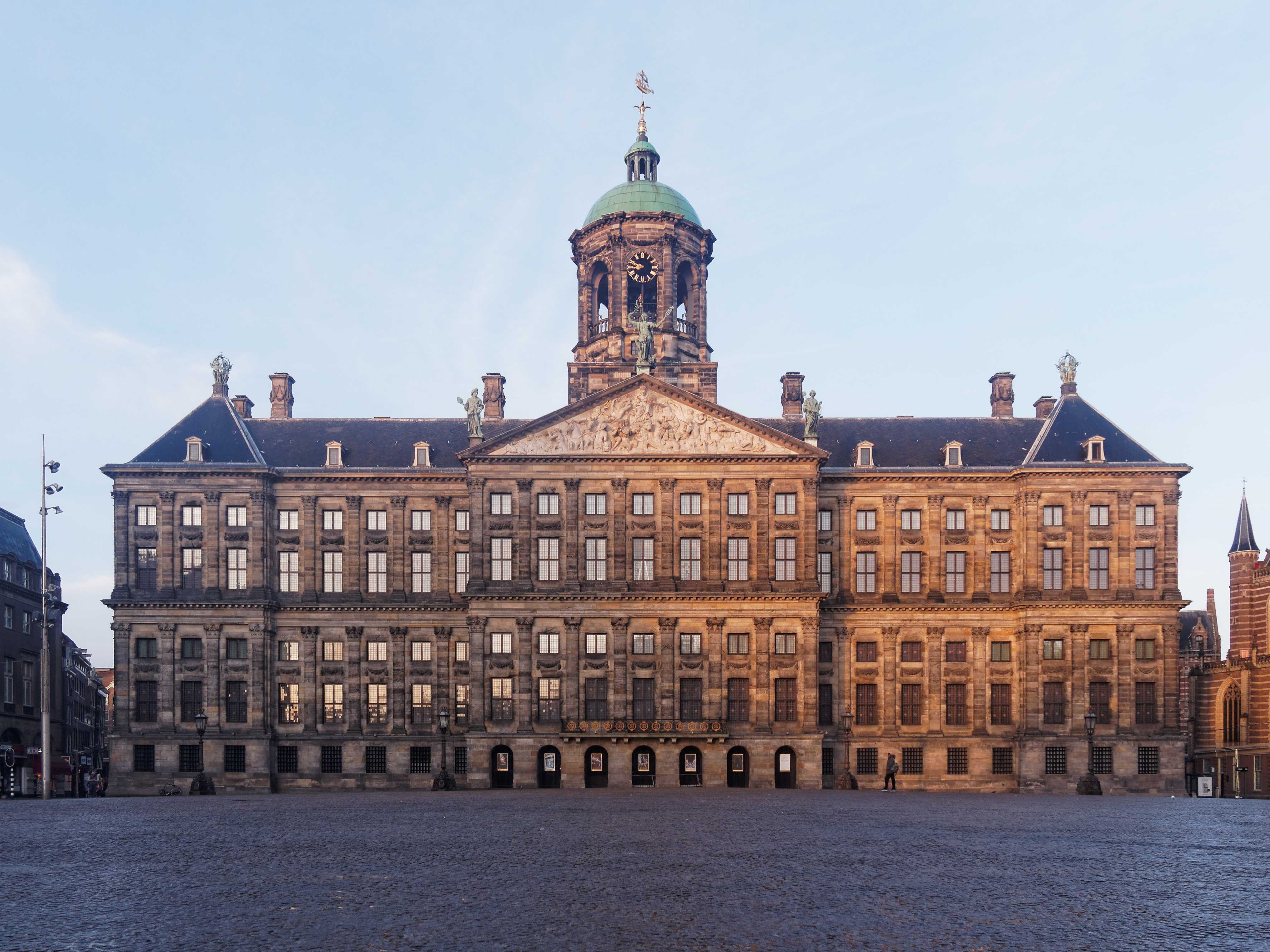
Palacio Real de Ámsterdam, de Jacob van Campen (1646-1665).

En Alemania, hasta mediados de siglo no se iniciaron construcciones de relevancia, debido a la Guerra de los Treinta Años, y aún entonces las principales obras fueron encargadas a arquitectos italianos. Sin embargo, a finales de siglo hubo una eclosión de arquitectos alemanes de gran valía, que hicieron obras cuyas innovadoras soluciones apuntaban ya al Rococó: Andreas Schlüter, autor del Palacio Real de Berlín (1698-1706), de influencia versallesca; Matthäus Daniel Pöppelmann, autor del palacio Zwinger de Dresde (1711-1722); y Georg Bähr, autor de la iglesia de Frauenkirche de Dresde (1722-1738). En Austria destacaron Johann Bernhard Fischer von Erlach, autor de la iglesia de San Carlos Borromeo en Viena (1715-1725); Johann Lukas von Hildebrandt, autor del palacio Belvedere de Viena (1713-1723); y Jakob Prandtauer, artífice de la abadía de Melk (1702-1738). En Suiza cabe nombrar la abadía de Einsiedeln (1691-1735), de Kaspar Moosbrugger; la iglesia de los jesuitas de Solothurn (1680), de Heinrich Mayer; y la Colegiata de Sankt Gallen (1721-1770), de Kaspar Moosbrugger, Michael Beer y Peter Thumb.
En Inglaterra pervivió durante buena parte del siglo XVII un clasicismo renacentista de influencia palladiana, cuyo máximo representante fue Inigo Jones. Posteriormente se fueron introduciendo las nuevas formas del continente, aunque reinterpretadas nuevamente con un sentido de mesura y contención pervivientes de la tradición palladiana. En ese sentido la obra maestra del período fue la catedral de San Pablo de Londres (1675-1711), de Christopher Wren. Otras obras de relevancia serían el castillo de Howard (1699-1712) y el palacio de Blenheim (1705-1725), ambos de John Vanbrugh y Nicholas Hawksmoor.
En Flandes, las formas barrocas, presentes en un desbordado decorativismo, convivieron con antiguas estructuras góticas, órdenes clásicos y decoración manierista: cabe destacar las iglesias de Saint-Loup de Namur (1621), Sint-Michiel de Lovaina (1650-1666), Saint-Jean-Baptiste de Bruselas (1657-1677) y Sint-Pieter de Malinas (1670-1709). En los Países Bajos, el calvinismo determinó una arquitectura más simple y austera, de líneas clásicas, con preponderancia de la arquitectura civil: Bolsa de Ámsterdam (1608), de Hendrik de Keyser; Palacio Mauritshuis de La Haya (1633-1644), de Jacob van Campen; Ayuntamiento de Ámsterdam (1648, actual Palacio Real), de Jacob van Campen.
En los países nórdicos, el protestantismo propició igualmente una arquitectura sobria y de corte clásico, con modelos importados de otros países, y características propias tan solo perceptibles en la utilización de diversos materiales, como los muros combinados de ladrillo y piedra de cantería, o los techos de cobre. En Dinamarca destacan el edificio de la Bolsa de Copenhague (1619-1674), de Hans van Steenwinkel el Joven; y la iglesia de Federico V (1754-1894), de Nicolai Eigtved. En Suecia cabe destacar el palacio de Drottningholm (1662-1685) y la iglesia de Riddarholm (1671), de Nicodemus Tessin el Viejo, y el palacio Real de Estocolmo (1697-1728), de Nicodemus Tessin el Joven.
En Portugal, hasta mediados de siglo —con la independencia de España— no se inició una actividad constructora de envergadura, favorecida por el descubrimiento de minas de oro y diamantes en Minas Gerais (Brasil), que llevó al rey Juan V a querer emular las cortes de Versalles y el Vaticano. Entre las principales construcciones destacan: el Palacio Nacional de Mafra (1717-1740), de Johann Friederich Ludwig; el palacio Real de Queluz (1747), de Mateus Vicente; y el Santuario de Bom Jesus do Monte, en Braga (1784-1811), de Manuel Pinto Vilalobos.
En Europa oriental, Praga (Chequia) fue una de las ciudades con un mayor programa constructivo, favorecido por la aristocracia checa: palacio Czernin (1668-1677), de Francesco Caratti; palacio Arzobispal (1675-1679), de Jean-Baptiste Mathey; iglesia de San Nicolás (1703-1717), de Christoph Dientzenhofer; Santuario de la Virgen de Loreto (1721), de Christoph y Kilián Ignác Dientzenhofer. En Polonia destacan la catedral de San Juan Bautista de Breslavia (1716-1724), de Fischer von Erlach; el palacio Krasiński (1677-1682), de Tylman van Gameren; y el palacio de Wilanów (1692), de Agostino Locci y Andreas Schlüter. En Rusia, donde el zar Pedro I el Grande llevó a cabo un proceso de occidentalización del estado, se recibió la influencia del barroco noreuropeo, cuyo principal exponente fue la catedral de San Pedro y San Pablo de San Petersburgo (1703-1733), obra del arquitecto italiano Domenico Trezzini. Dentro del llamado «barroco petrino» destaca también los Doce Colegios de San Petersburgo (1722-1744), el mayor edificio gubernamental de la época. Más tarde, Francesco Bartolomeo Rastrelli fue el exponente de un barroco tardío de influencia francoitaliana, que ya apuntaba al Rococó: Palacio de Peterhof, llamado «el Versalles ruso» (1714-1764, iniciado por Le Blond); Palacio de Invierno en San Petersburgo (1754-1762); y Palacio de Catalina en Tsárskoye Seló (1752-1756). En Ucrania, el Barroco se distingue del occidental por medio de una ornamentación más moderada y unas formas más simples: monasterio de las Cuevas de Kiev, monasterio de San Miguel de Vydubichi en Kiev.
En el Imperio otomano el arte occidental influyó durante el siglo XVIII a las tradicionales formas islámicas, como se denota en la mezquita de los Tulipanes (1760-1763), obra de Mehmet Tahir Ağa. Otro exponente fue la mezquita de Nuruosmaniye (1748-1755), obra del arquitecto griego Simon el Rum y patrocinada por el sultán Mahmud I, el cual mandó traer planos de iglesias europeas para su construcción.

### Arquitectura colonial

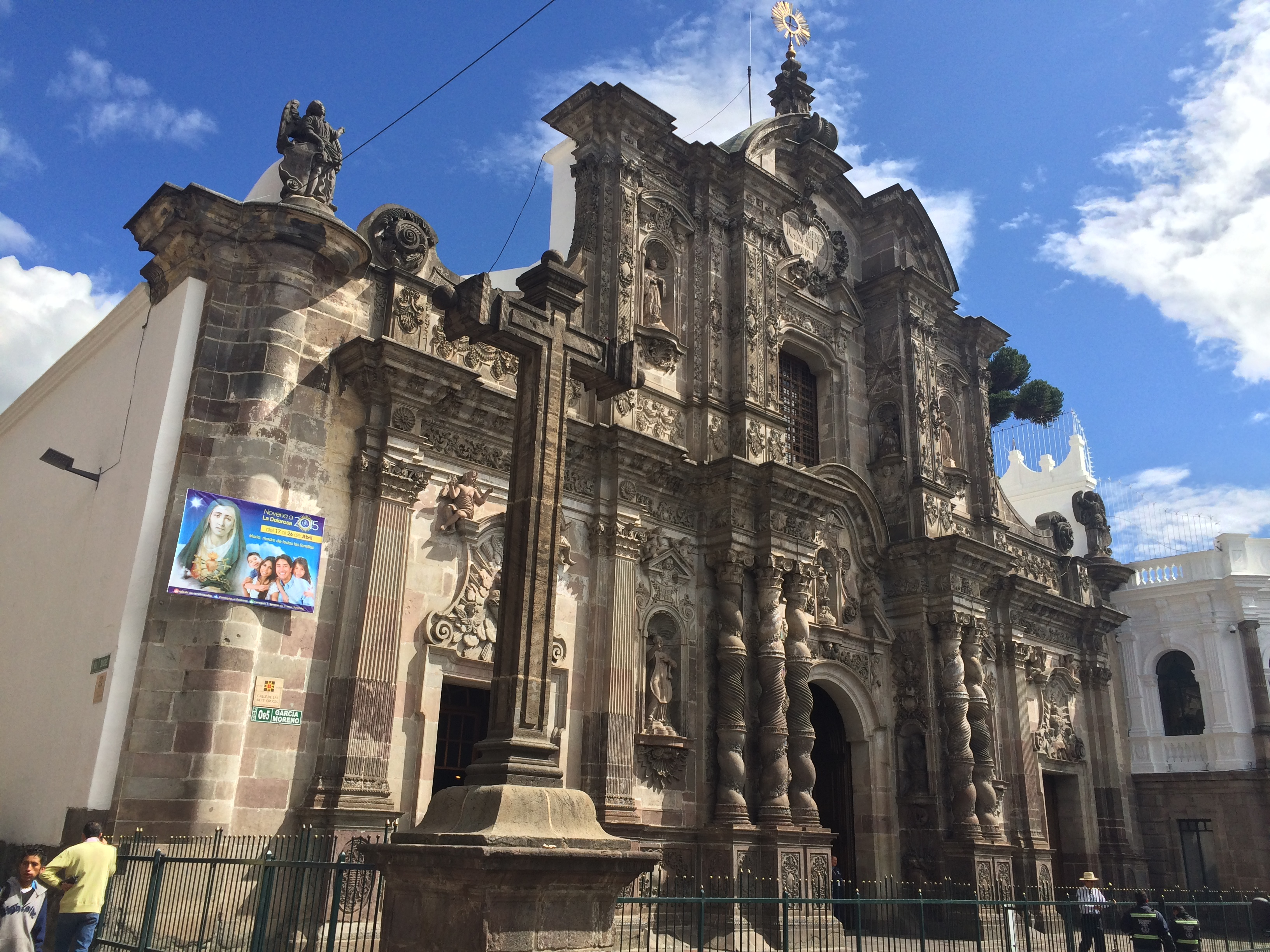
Iglesia de la Compañía (Quito).

La arquitectura barroca colonial se caracteriza por una profusa decoración (Portada de La Profesa, México; fachadas revestidas de azulejos del estilo de Puebla, como en San Francisco Acatepec en San Andrés Cholula y San Francisco de Puebla), que resultará exacerbada en el llamado «ultrabarroco» (Fachada del Sagrario de la Catedral de México, de Lorenzo Rodríguez; Iglesia de Tepotzotlán; Templo de Santa Prisca de Taxco). En Perú, las construcciones desarrolladas en Lima y Cuzco desde 1650 muestran unas características originales que se adelantan incluso al Barroco europeo, como en el uso de muros almohadillados y de columnas salomónicas (Iglesia de la Compañía, Cuzco; San Francisco, Lima). En otros países destacan: la catedral Metropolitana de Sucre en Bolivia; el santuario del Señor de Esquipulas en Guatemala; la catedral de Tegucigalpa en Honduras; la catedral de León en Nicaragua; la Iglesia de la Compañía en Quito, Ecuador; la iglesia de San Ignacio en Bogotá, Colombia; la catedral de Caracas en Venezuela; la Audiencia de Buenos Aires en Argentina; la iglesia de Santo Domingo en Santiago de Chile; y la catedral de La Habana en Cuba. También conviene recordar la calidad de las iglesias de las misiones jesuitas en Paraguay y de las misiones franciscanas en California.
En Brasil, al igual que en la metrópoli, Portugal, la arquitectura tiene una cierta influencia italiana, generalmente de tipo borrominesco, como se percibe en las iglesias de San Pedro dos Clérigos en Recife (1728) y Nuestra Señora de la Gloria en Outeiro (1733). En la región de Minas Gerais destacó la labor de Aleijadinho, autor de un conjunto de iglesias que destacan por su planimetría curva, fachadas con efectos dinámicos cóncavo-convexos y un tratamiento plástico de todos los elementos arquitectónicos (São Francisco de Assis en Ouro Preto, 1765-1775).
En las colonias portuguesas de la India (Goa, Damao y Diu) floreció un estilo arquitectónico de formas barrocas mezcladas con elementos hindúes, como la catedral de Goa (1562-1619) y la basílica del Buen Jesús de Goa (1594-1605), que alberga la tumba de San Francisco Javier. El conjunto de iglesias y conventos de Goa fue declarado Patrimonio de la Humanidad en 1986.
En Filipinas destacan las iglesias barrocas de Filipinas (designadas como Patrimonio de la Humanidad en 1993), con un estilo que es una reinterpretación de la arquitectura barroca europea por los chinos y los artesanos filipinos: iglesia de San Agustín (Manila), iglesia de Nuestra Señora de la Asunción (Santa María, Ilocos Sur), iglesia de San Agustín (Paoay, Ilocos Norte) e Iglesia de Santo Tomás de Villanueva (Miagao, Iloílo).

### Jardinería
Durante el Barroco la jardinería estuvo muy vinculada a la arquitectura, con diseños racionales donde cobró preferencia el gusto por la forma geométrica. Su paradigma fue el jardín francés, caracterizado por mayores zonas de césped y un nuevo detalle ornamental, el parterre, como en los Jardines de Versalles, diseñados por André Le Nôtre. El gusto barroco por la teatralidad y la artificiosidad conllevó la construcción de diversos elementos accesorios al jardín, como islas y grutas artificiales, teatros al aire libre, ménageries de animales exóticos, pérgolas, arcos triunfales, etc. Surgió la orangerie, una construcción de grandes ventanales destinada a proteger en invierno naranjos y otras plantas de origen meridional. El modelo de Versalles fue copiado por las grandes cortes monárquicas europeas, con exponentes como los jardines de Schönbrunn (Viena), Charlottenburg (Berlín), La Granja (Segovia) y Petrodvorets (San Petersburgo).

## Escultura

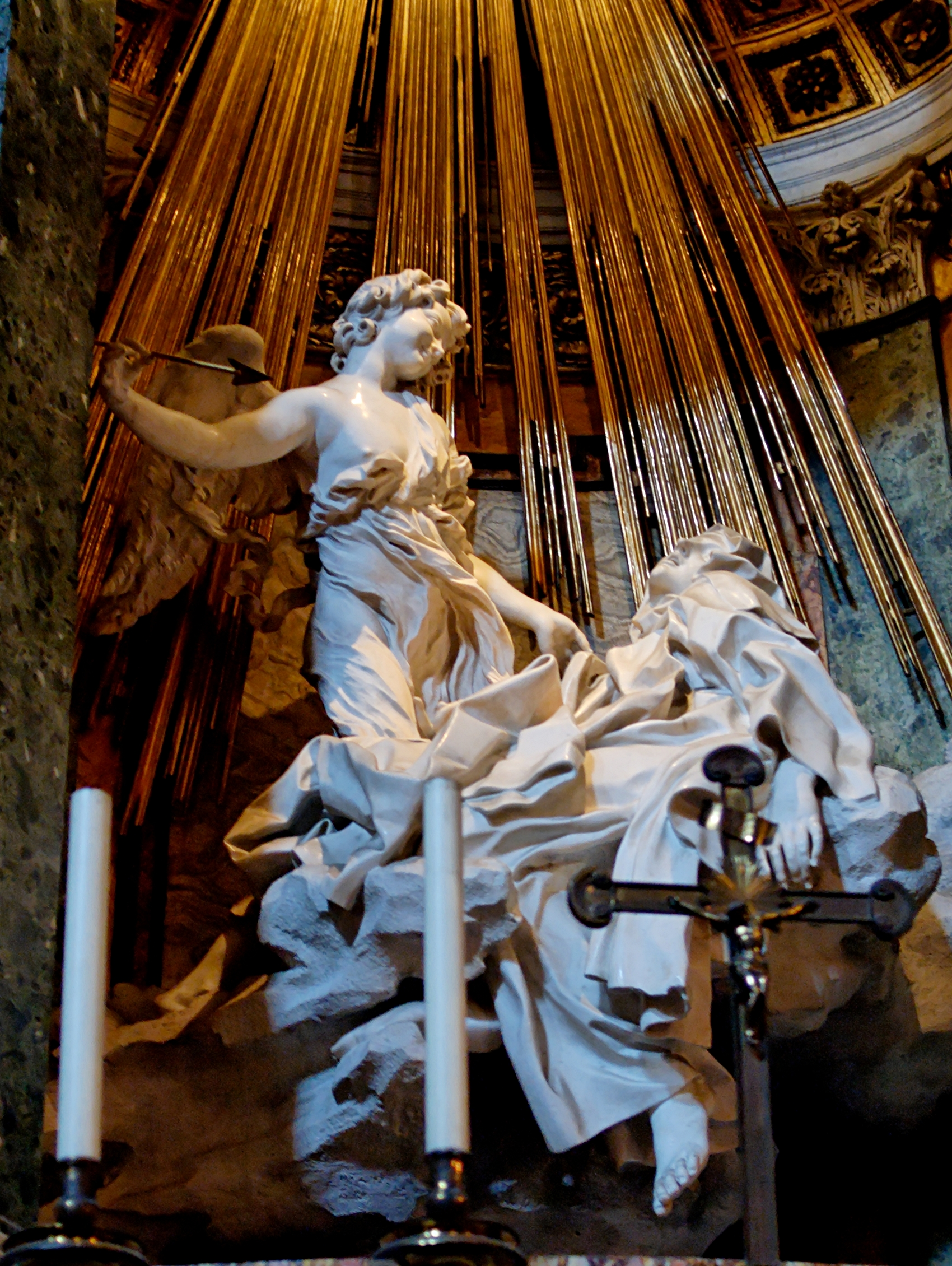
Éxtasis de Santa Teresa (1647-1651), de Gian Lorenzo Bernini, iglesia de Santa María de la Victoria, Roma.

La escultura barroca adquirió el mismo carácter dinámico, sinuoso, expresivo y ornamental que la arquitectura —con la que llegará a una perfecta simbiosis sobre todo en edificios religiosos—, destacando el movimiento y la expresión, partiendo de una base naturalista, pero deformada a capricho del artista. La evolución de la escultura no fue uniforme en todos los países, ya que en ámbitos como España y Alemania, donde el arte gótico había tenido mucho asentamiento —especialmente en la imaginería religiosa—, aún pervivían ciertas formas estilísticas de la tradición local, mientras que en países donde el Renacimiento había supuesto la implantación de las formas clásicas (Italia y Francia) la perduración de estas es más acentuada. Por temática, junto a la religiosa tuvo bastante importancia la mitológica, sobre todo en palacios, fuentes y jardines.
En Italia destacó nuevamente Gian Lorenzo Bernini, escultor de formación aunque trabajase como arquitecto por encargo de varios papas. Influido por la escultura helenística —que en Roma podía estudiar a la perfección gracias a las colecciones arqueológicas papales—, logró una gran maestría en la expresión del movimiento, en la fijación de la acción parada en el tiempo. Fue autor de obras tan relevantes como Eneas, Anquises y Ascanio huyendo de Troya (1618-1619), El rapto de Proserpina (1621-1622), Apolo y Dafne (1622-1625), David lanzando su honda (1623-1624), el Sepulcro de Urbano VIII (1628-1647), Éxtasis de Santa Teresa (1644-1652), la Fuente de los Cuatro Ríos en Piazza Navona (1648-1651) y Muerte de la beata Ludovica Albertoni (1671-1674). Otros escultores de la época fueron: Stefano Maderno, a caballo entre el Manierismo y el Barroco (Santa Cecilia, 1600); François Duquesnoy, flamenco de nacimiento, pero activo en Roma (San Andrés, 1629-1633); Alessandro Algardi, formado en la escuela boloñesa, de corte clásico (Decapitación de San Pablo, 1641-1647; El papa San León deteniendo a Atila, 1646-1653); y Ercole Ferrata, discípulo de Bernini (La muerte en la hoguera de Santa Inés, 1660).
En Francia la escultura fue heredera del clasicismo renacentista, con preeminencia del aspecto decorativo y cortesano, y de la temática mitológica. Jacques Sarrazin se formó en Roma, donde estudió la escultura clásica y la obra de Miguel Ángel, cuya influencia se trasluce en sus Cariátides del Pavillon de l'Horloge del Louvre (1636). François Girardon trabajó en la decoración de Versalles, y es recordado por su Mausoleo del Cardenal Richelieu (1675-1694) y por el grupo de Apolo y las Ninfas de Versalles (1666-1675), inspirado en el Apolo de Belvedere de Leócares (circa 330 a. C.-300 a. C.). Antoine Coysevox también participó en el proyecto versallesco, y entre su producción destaca la Glorificación de Luis XIV en el Salón de la Guerra de Versalles (1678) y el Mausoleo de Mazarino (1689-1693). Pierre Puget fue el más original de los escultores franceses de la época, aunque no trabajó en París, y su gusto por el dramatismo y el movimiento violento le alejaron del clasicismo de su entorno: Milón de Crotona (1671-1682), inspirada en el Laocoonte.

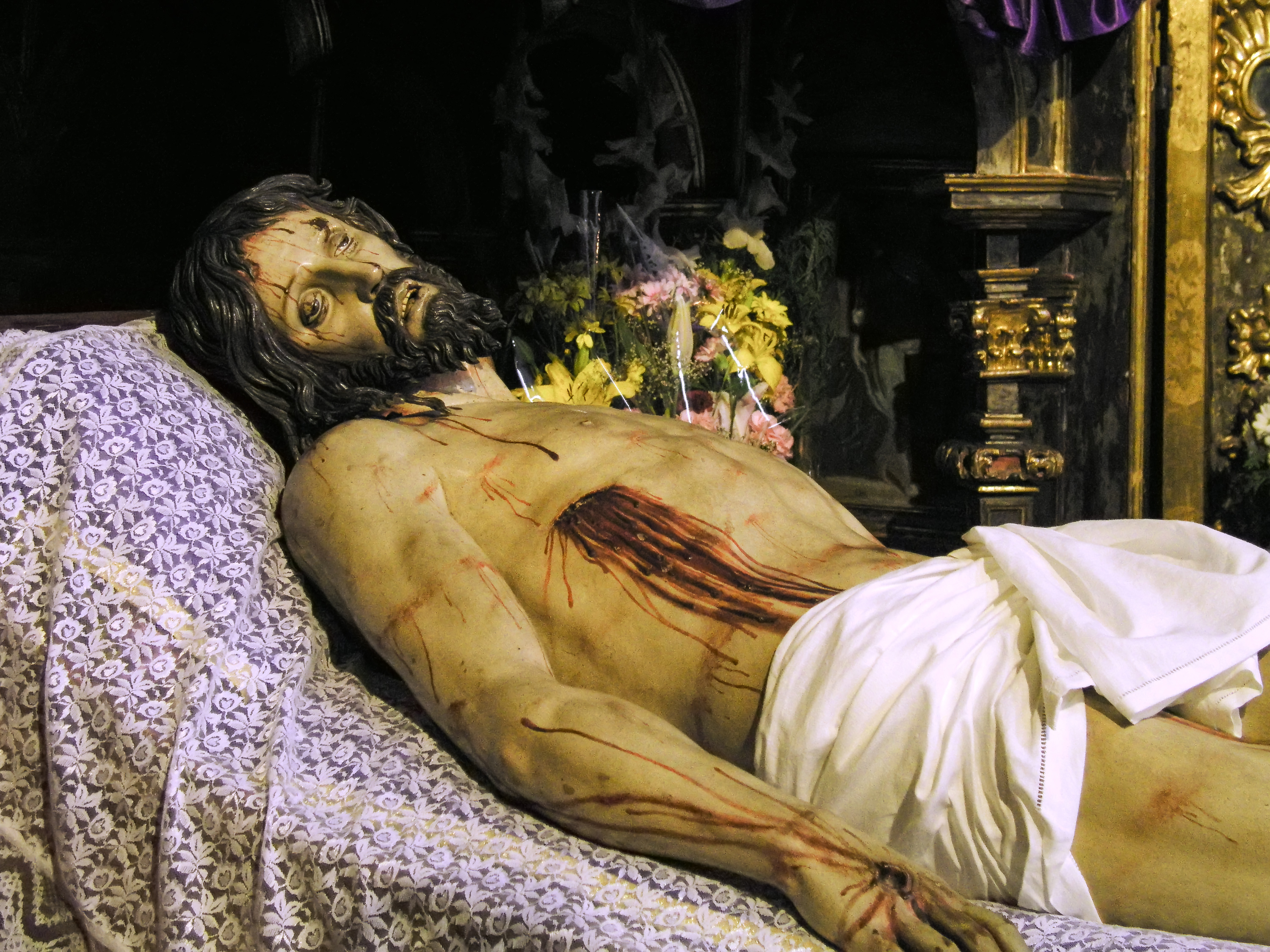
Cristo yacente (1634), de Gregorio Fernández, Iglesia de San Miguel y San Julián, Valladolid.

En España perduró la imaginería religiosa de herencia gótica, generalmente en madera policromada —a veces con el añadido de ropajes auténticos—, presente o bien en retablos o bien en figura exenta. Se suelen distinguir en una primera fase dos escuelas: la castellana, centrada en Madrid y Valladolid, donde destaca Gregorio Fernández, que evoluciona de un manierismo de influencia juniana a un cierto naturalismo (Cristo yacente, 1614; Bautismo de Cristo, 1630), y Manuel Pereira, de corte más clásico (San Bruno, 1652); en la escuela andaluza, activa en Sevilla y Granada, destacan: Juan Martínez Montañés, con un estilo clasicista y figuras que denotan un detallado estudio anatómico (Cristo crucificado, 1603; Inmaculada Concepción, 1628-1631); su discípulo Juan de Mesa, más dramático que el maestro (Jesús del Gran Poder, 1620); Alonso Cano, también discípulo de Montañés, y como él de un contenido clasicismo (Inmaculada Concepción, 1655; San Antonio de Padua, 1660-1665); y Pedro de Mena, discípulo de Cano, con un estilo sobrio, pero expresivo (Magdalena penitente, 1664). Desde mediados de siglo se produce el «pleno barroco», con una fuerte influencia berniniana, con figuras como Pedro Roldán (Retablo Mayor del Hospital de la Caridad de Sevilla, 1674) y Pedro Duque Cornejo (Sillería del coro de la Catedral de Córdoba, 1748). Ya en el siglo XVIII destacó la escuela levantina en Murcia y Valencia, con nombres como Ignacio Vergara o Nicolás de Bussi, y la figura principal de Francisco Salzillo, con un estilo sensible y delicado que apunta al rococó (Oración del Huerto, 1754; Prendimiento, 1763).
En Alemania meridional y Austria la escultura tuvo un gran auge en el siglo XVII gracias al impulso contrarreformista, tras la anterior iconoclasia protestante. En un principio las obras más relevantes fueron encargadas a artistas holandeses, como Adriaen de Vries (Aflicción de Cristo, 1607). Como nombres alemanes cabe destacar a: Hans Krumper (Patrona Bavariae, 1615); Hans Reichle, discípulo de Giambologna (coro y grupo de La Crucifixión de la catedral de San Ulrico y Santa Afra de Augsburgo, 1605); Georg Petel (Ecce Homo, 1630); Justus Glesker (Grupo de la Crucifixión, 1648-1649); y el también arquitecto Andreas Schlüter, que recibe la influencia berniniana (Estatua ecuestre del Gran Elector Federico Guillermo I de Brandemburgo, 1689-1703). En Inglaterra se combinó la influencia italiana, presente especialmente en el dinámico dramatismo de los monumentos funerarios, y la francesa, cuyo clasicismo es más apropiado para las estatuas y los retratos. El escultor inglés más importante de la época fue Nicholas Stone, formado en Holanda, autor de monumentos funerarios como el de Lady Elisabeth Carey (1617-1618) o el de sir William Curle (1617).
En los Países Bajos la escultura barroca se limitó a un único nombre de fama internacional, el también arquitecto Hendrik de Keyser, formado en el manierismo italiano (Monumento funerario de Guillermo I, 1614-1622). En Flandes en cambio sí surgieron numerosos escultores, muchos de los cuales se instalaron en el país vecino, como Artus Quellinus, autor de la decoración escultórica del Ayuntamiento de Ámsterdam. Otros escultores flamencos fueron: Lukas Fayd'herbe (Tumba del arzobispo André Cruesen, 1666); Rombout Verhulst (Tumba de Johan Polyander van Kerchoven, 1663); y Hendrik Frans Verbruggen (Púlpito de la Catedral de San Miguel y Santa Gúdula de Bruselas, 1695-1699).
En América destacó la obra escultórica desarrollada en Lima, con autores como el catalán Pedro de Noguera, inicialmente de estilo manierista, que evolucionó hacia el Barroco en obras como la sillería de la catedral de Lima; el vallisoletano Gomes Hernández Galván, autor de las Tablas de la Catedral; Juan Bautista Vásquez, autor de una escultura de la Virgen conocida como La Rectora, actualmente en el Instituto Riva-Agüero; y Diego Rodrigues, autor de la imagen de la Virgen de Copacabana en el Santuario homónimo del Distrito del Rímac de Lima. En México destacó el zamorano Jerónimo de Balbás, autor del Retablo de los Reyes de la Catedral Metropolitana de la Ciudad de México. En Ecuador destacó la escuela quiteña, representada por Bernardo de Legarda y Manuel Chili (apodado Caspicara). En Brasil destacó nuevamente la figura del Aleijadinho, que se encargó de la decoración escultórica de sus proyectos arquitectónicos, como la iglesia de São Francisco de Assis en Ouro Preto, donde realizó las esculturas de la fachada, el púlpito y el altar; o el Santuario del Buen Jesús de Congonhas, donde destacan las figuras de los doce profetas.

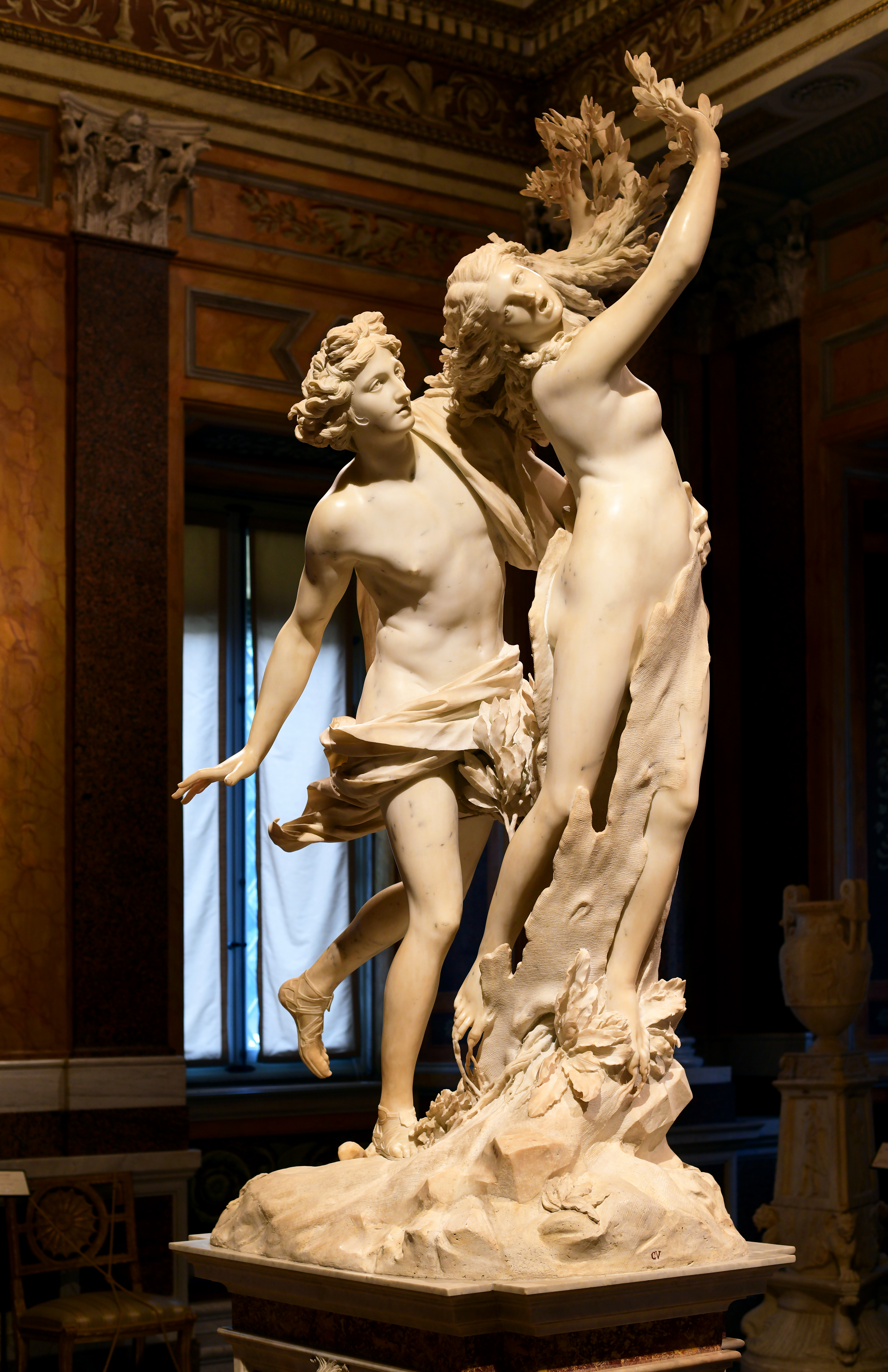
Apolo y Dafne (1622-1625), de Gian Lorenzo Bernini, Galería Borghese, Roma.
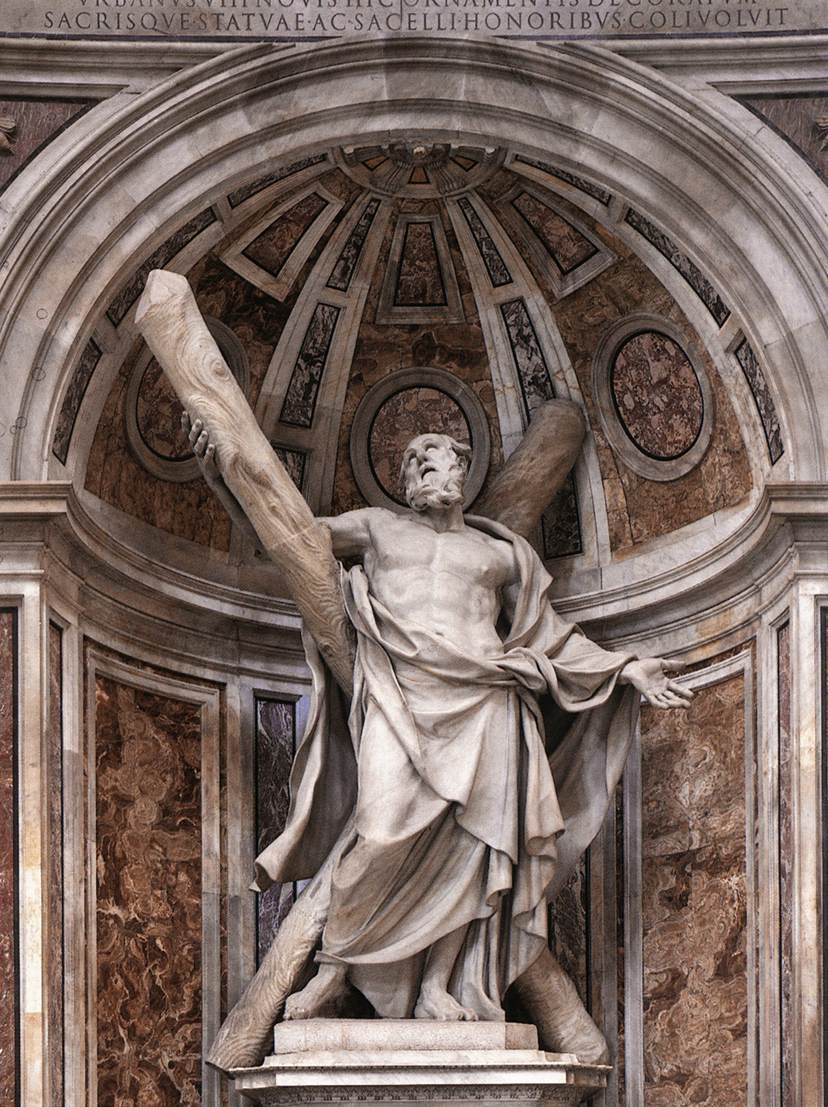
San Andrés (1629-1633), de François Duquesnoy, San Pedro del Vaticano.
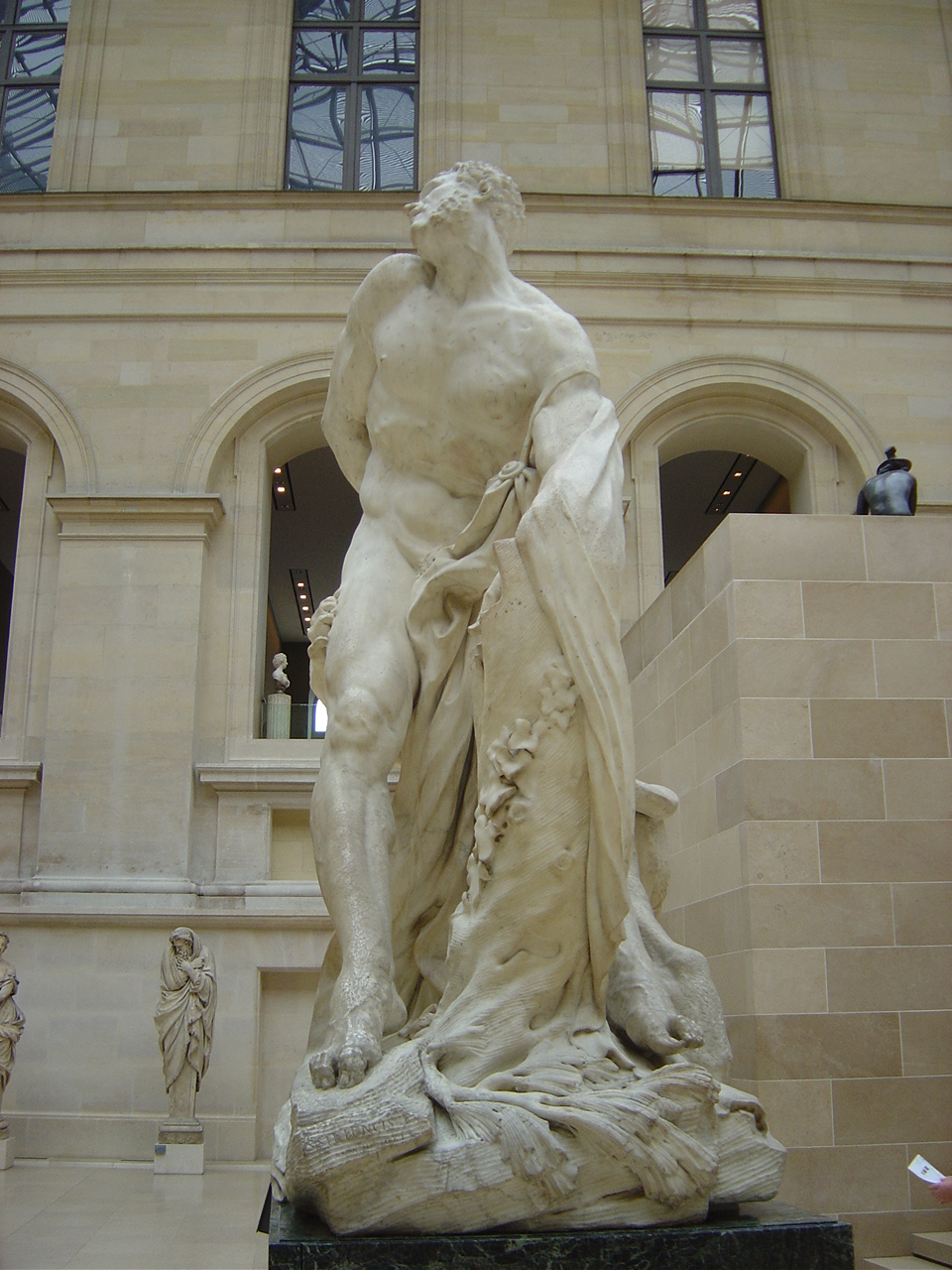
Milón de Crotona (1671-1682), de Pierre Puget, Museo del Louvre, París.
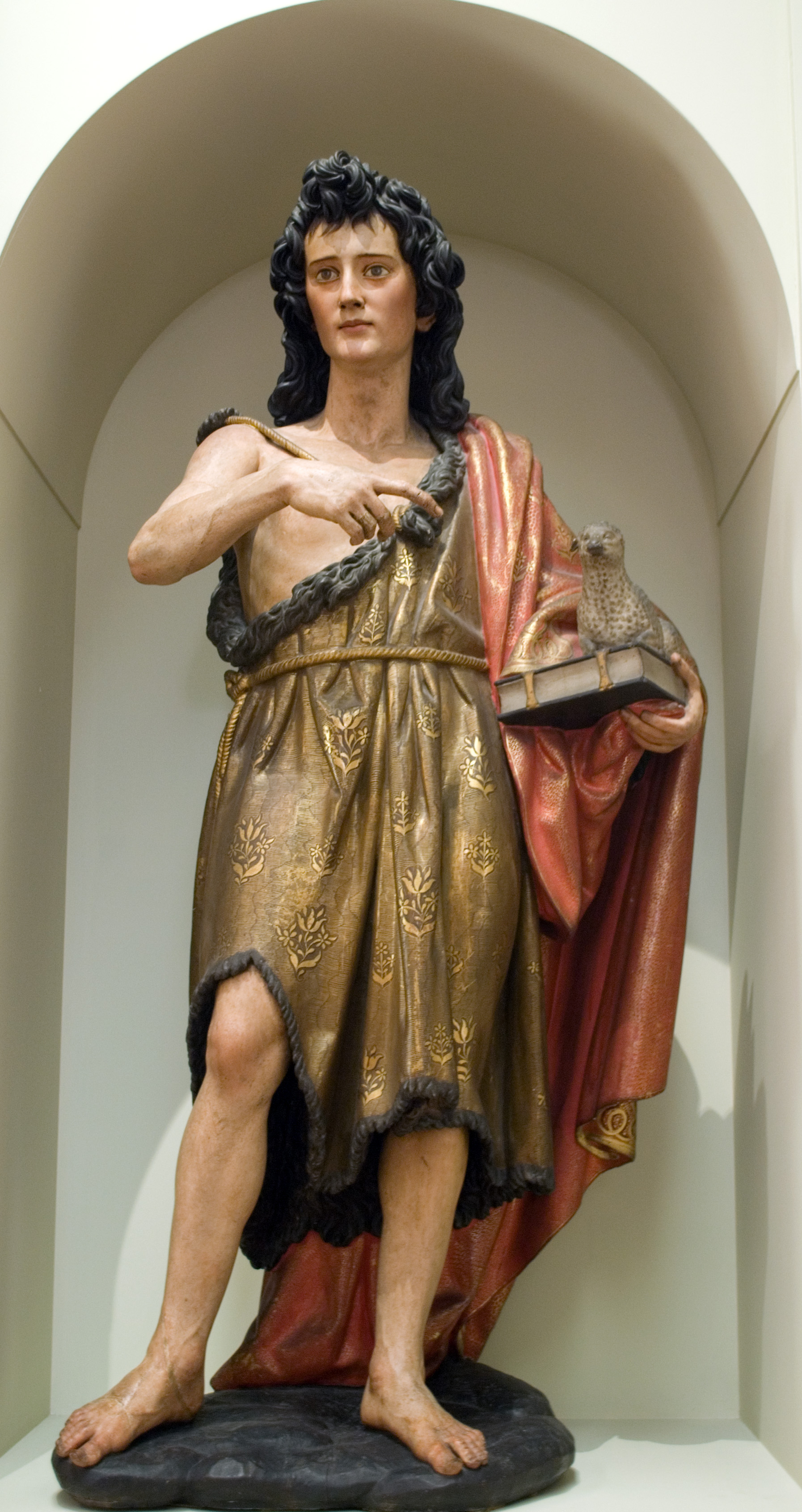
San Juan Bautista (1623), de Juan de Mesa, Museo de Bellas Artes de Sevilla.
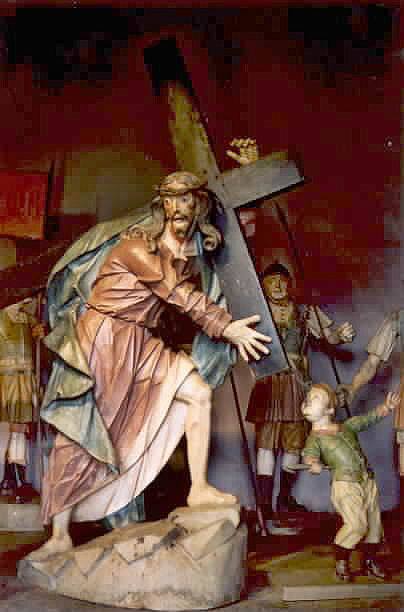
Cristo con la cruz (1757-1765), de Aleijadinho, Santuario del Buen Jesús de Congonhas.

## Pintura

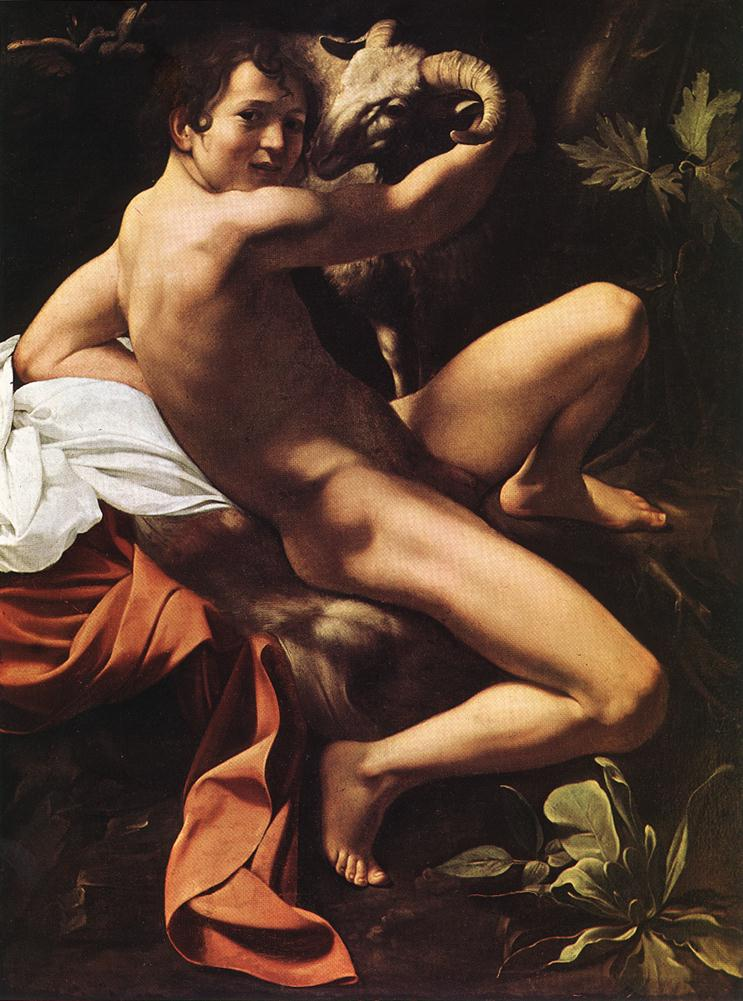
San Juan Bautista (1602), de Caravaggio, Museos Capitolinos, Roma.

La pintura barroca tuvo un marcado acento diferenciador geográfico, ya que su desarrollo se produjo por países, en diversas escuelas nacionales cada una con un sello distintivo. Sin embargo, se percibe una influencia común proveniente nuevamente de Italia, donde surgieron dos tendencias contrapuestas: el naturalismo (también llamado caravagismo), basado en la imitación de la realidad natural, con cierto gusto por el claroscuro —el llamado tenebrismo—; y el clasicismo, que es igual de realista, pero con un concepto de la realidad más intelectual e idealizado. Posteriormente, en el llamado «pleno barroco» (segunda mitad del siglo XVII), la pintura evolucionó a un estilo más decorativo, con predominio de la pintura mural y cierta predilección por los efectos ópticos (trompe-l'oeil) y las escenografías lujosas y exuberantes.

### Italia
Como hemos visto, en un primer lugar surgieron dos tendencias contrapuestas, naturalismo y clasicismo. La primera tuvo su máximo exponente en Caravaggio, un artista original y de vida azarosa que, pese a su prematura muerte, dejó numerosas obras maestras en las que se sintetizan la descripción minuciosa de la realidad y el tratamiento casi vulgar de los personajes con una visión no exenta de reflexión intelectual. Igualmente fue introductor del tenebrismo, donde los personajes destacan sobre un fondo oscuro, con una iluminación artificial y dirigida, de efecto teatral, que hace resaltar los objetos y los gestos y actitudes de los personajes. Entre las obras de Caravaggio destacan: Crucifixión de San Pedro (1601), La vocación de San Mateo (1602), Entierro de Cristo (1604), etc. Otros artistas naturalistas fueron: Bartolomeo Manfredi, Carlo Saraceni, Giovanni Battista Caracciolo y Orazio y Artemisia Gentileschi. También cabe mencionar, en relación con este estilo, un género de pinturas conocido como «bambochadas» (por el pintor neerlandés establecido en Roma Pieter van Laer, apodado il Bamboccio), que se centra en la representación de personajes vulgares como mendigos, gitanos, borrachos o vagabundos.
La segunda tendencia fue el clasicismo, que surgió en Bolonia, en torno a la denominada escuela boloñesa, iniciada por los hermanos Annibale y Agostino Carracci. Esta tendencia suponía una reacción contra el manierismo, buscando una representación idealizada de la naturaleza, representándola no como es, sino como debería ser. Perseguía como único objetivo la belleza ideal, para lo que se inspiraron en al arte clásico grecorromano y el arte renacentista. Este ideal encontró un tema idóneo de representación en el paisaje, así como en temas históricos y mitológicos. Los hermanos Carracci trabajaron juntos en un principio (frescos del Palazzo Fava de Bolonia), hasta que Annibale fue llamado a Roma para decorar la bóveda del Palazzo Farnese (1597-1604), que por su calidad ha sido comparada con la Capilla Sixtina. Otros miembros de la escuela fueron: Guido Reni (Hipómenes y Atalanta, 1625), Domenichino (La caza de Diana, 1617), Francesco Albani (Los Cuatro Elementos, 1627), Guercino (La Aurora, 1621-1623) y Giovanni Lanfranco (Asunción de la Virgen, 1625-1627).
Por último, en el «pleno barroco» culminó el proceso iniciado en la arquitectura y la escultura, tendentes a la monumentalidad y el decorativismo, a la figuración recargada y ampulosa, con gusto por el horror vacui y los efectos ilusionistas. Uno de sus grandes maestros fue el también arquitecto Pietro da Cortona, influido por la pintura veneciana y flamenca, autor de la decoración de los palacios Barberini y Pamphili en Roma y Pitti en Florencia. Otros artistas fueron: il Baciccia, autor de los frescos de la iglesia del Gesù (1672-1683); Andrea Pozzo, que decoró la bóveda de la iglesia de San Ignacio de Roma (1691-1694); y el napolitano Luca Giordano, artífice de la decoración del Palazzo Medici-Riccardi de Florencia (1690), y que también trabajó en España, donde es conocido como Lucas Jordán.

Crucifixión de San Pedro (1601), de Caravaggio, Santa María del Popolo, Roma.
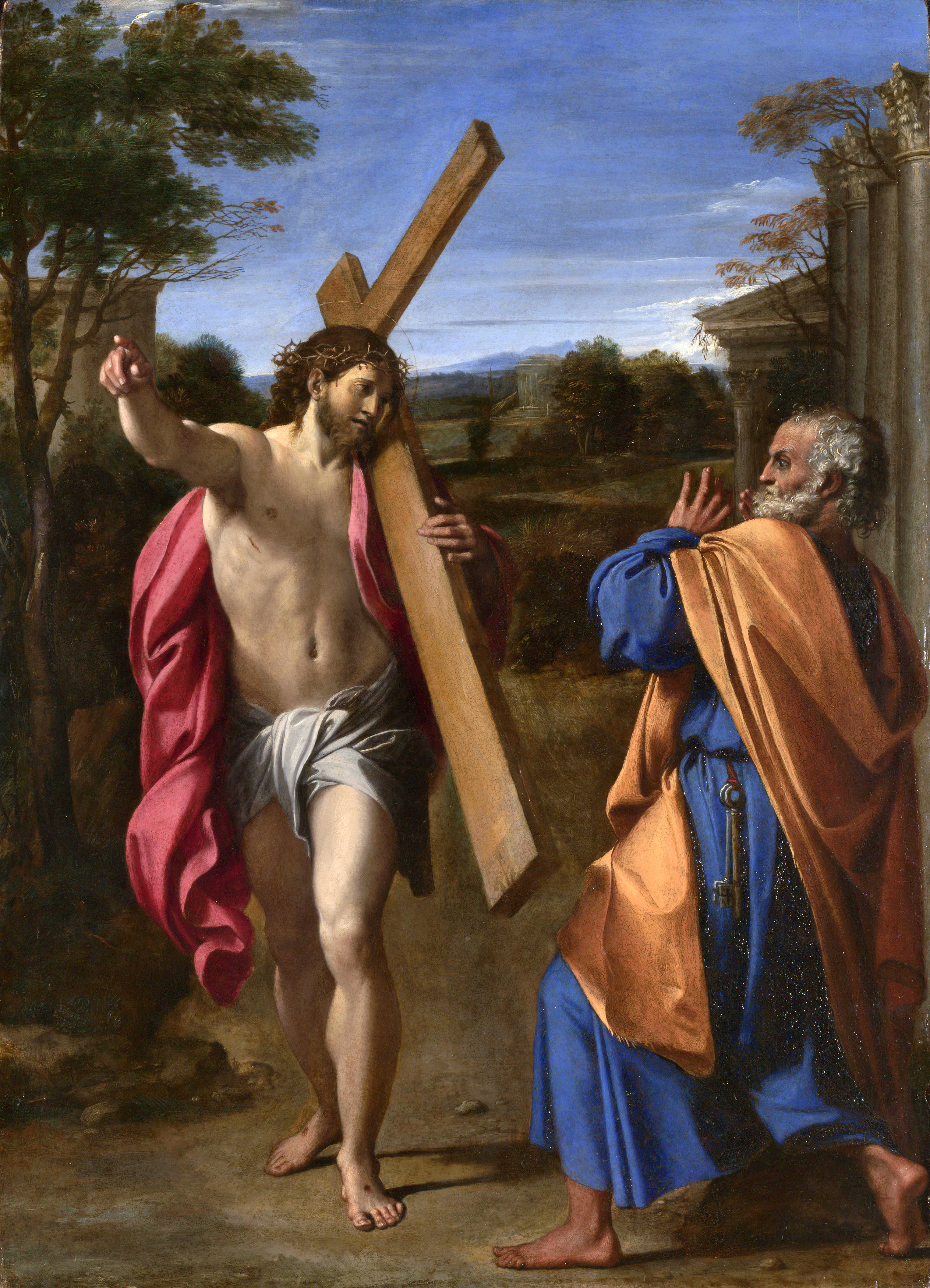
Domine, Quo Vadis? (1602), de Annibale Carracci, National Gallery de Londres.
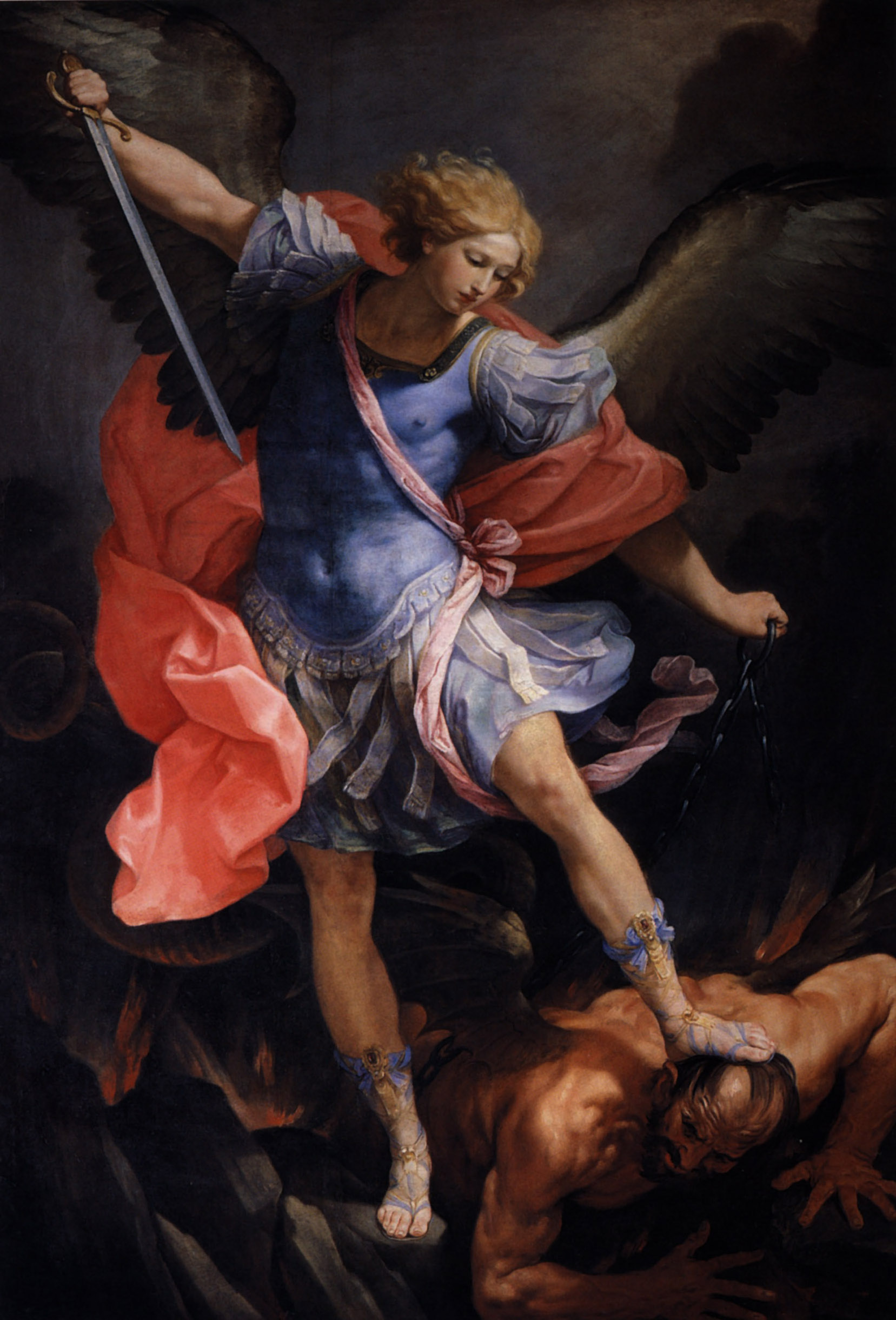
El arcángel Miguel (1636), de Guido Reni, Santa Maria della Concezione dei Cappuccini, Roma.
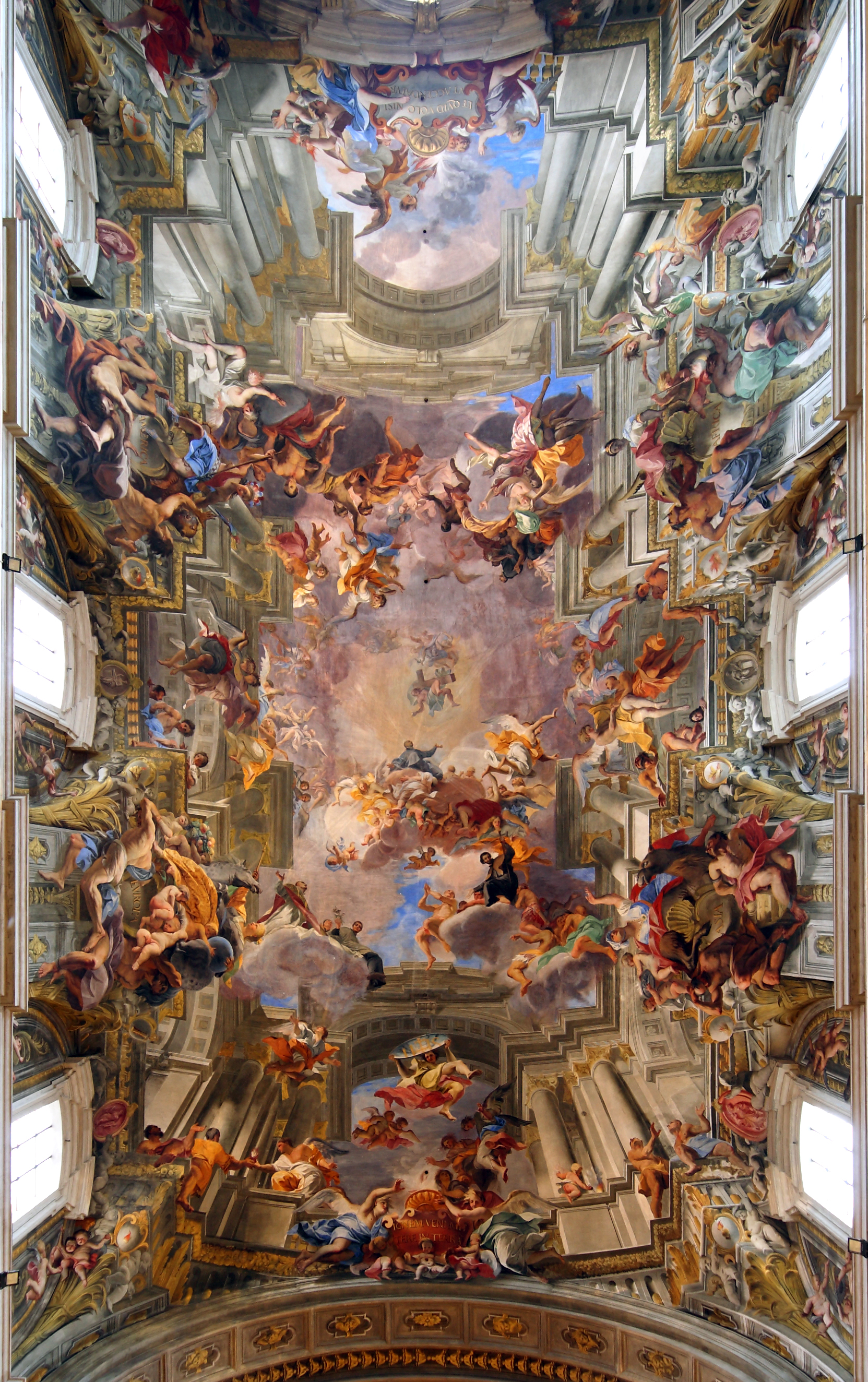
La gloria de San Ignacio (1685-1694), de Andrea Pozzo, Iglesia de San Ignacio (Roma).
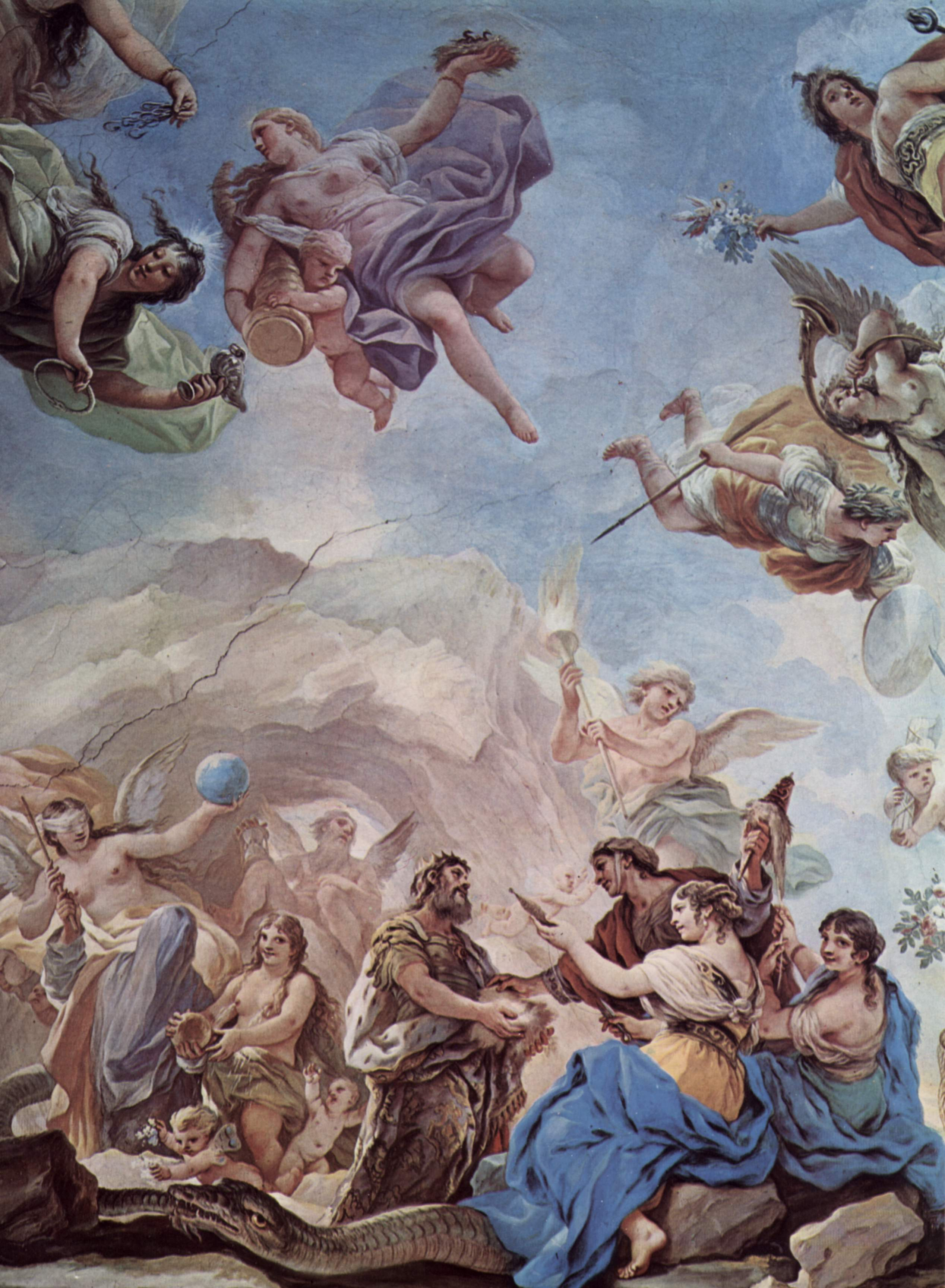
La creación del Hombre (1684-1686), de Luca Giordano, Palacio Medici Riccardi, Florencia.

### Francia

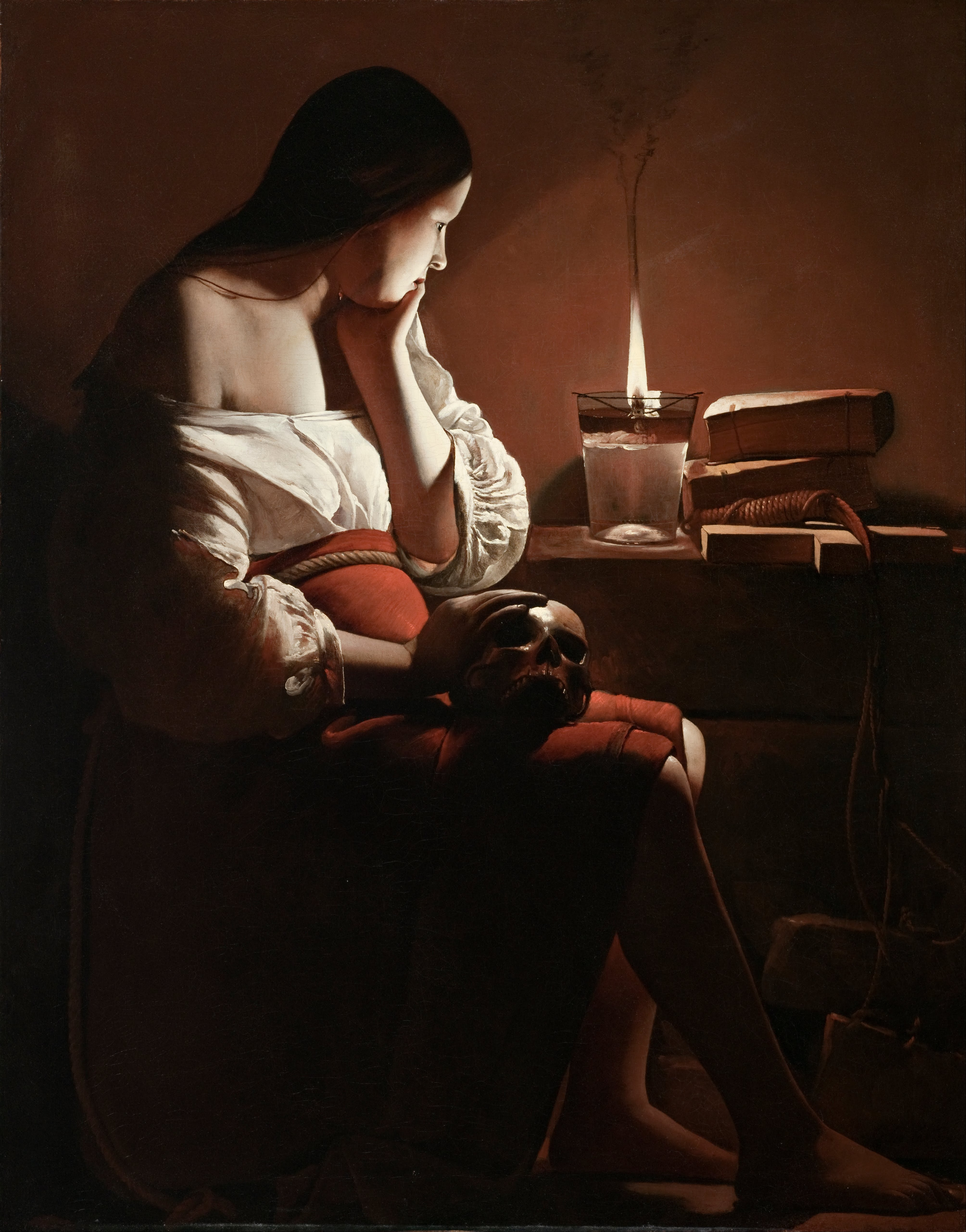
Magdalena penitente (c. 1640), de Georges de La Tour, Museo de Arte del Condado de Los Ángeles. Se trata de una vanitas, donde la vela que arde simboliza el paso del tiempo y cómo la vida se va consumiendo lenta, pero inexorablemente.

En Francia también se dieron las dos corrientes surgidas en Italia, el naturalismo y el clasicismo, aunque el primero no tuvo excesivo predicamento, debido al gusto clasicista del arte francés desde el Renacimiento, y se dio principalmente en provincias y en círculos burgueses y eclesiásticos, mientras que el segundo fue adoptado como «arte oficial» por la monarquía y la aristocracia, que le dieron unas señas de identidad propias con la acuñación del término clasicismo francés. El principal pintor naturalista fue Georges de La Tour, en cuya obra se distinguen dos fases, una centrada en la representación de tipos populares y escenas jocosas, y otra donde predomina la temática religiosa, con un radical tenebrismo donde las figuras se vislumbran con tenues luces de velas o lámparas de bujía: Magdalena penitente (1638-1643), San Sebastián cuidado por Santa Irene (1640). También se engloban en esta corriente los hermanos Le Nain (Antoine, Louis y Mathieu), centrados en la temática campesina, pero alejados del tenebrismo, y con cierta influencia bambochante.
La pintura clasicista se centra en dos grandes pintores que desarrollaron la mayor parte de su carrera en Roma: Nicolas Poussin y Claude Lorrain. El primero recibió la influencia de la pintura rafaelesca y de la escuela boloñesa, y creó un tipo de representación de escenas —de temática generalmente mitológica— donde evoca el esplendoroso pasado de la antigüedad grecorromana como un paraíso idealizado de perfección, una edad dorada de la humanidad, en obras como: El triunfo de Flora (1629) y Los pastores de la Arcadia (1640). Por su parte, Lorrain reflejó en su obra un nuevo concepto en la elaboración del paisaje basándose en referentes clásicos —el denominado «paisaje ideal»—, que evidencia una concepción ideal de la naturaleza y del hombre. En sus obras destaca la utilización de la luz, a la que otorga una importancia primordial a la hora de concebir el cuadro: Paisaje con el embarque en Ostia de Santa Paula Romana (1639), Puerto con el embarque de la Reina de Saba (1648).
En el pleno barroco la pintura se enmarcó más en el círculo áulico, donde se encaminó principalmente hacia el retrato, con artistas como Philippe de Champaigne (Retrato del cardenal Richelieu, 1635-1640), Hyacinthe Rigaud (Retrato de Luis XIV, 1701) y Nicolas de Largillière (Retrato de Voltaire joven, 1718). Otra vertiente fue la de la pintura académica, que buscaba sentar las bases del oficio pictórico sobre la base de unos ideales clasicistas que, a la larga, acabaron constriñéndolo en unas rígidas fórmulas repetitivas. Algunos de sus representantes fueron: Simon Vouet (Presentación de Jesús en el templo, 1641), Charles Le Brun (Entrada de Alejandro Magno en Babilonia, 1664), Pierre Mignard (Perseo y Andrómeda, 1679), Antoine Coypel (Luis XIV descansando después de la Paz de Nimega, 1681) y Charles de la Fosse (Rapto de Proserpina, 1673).

### España

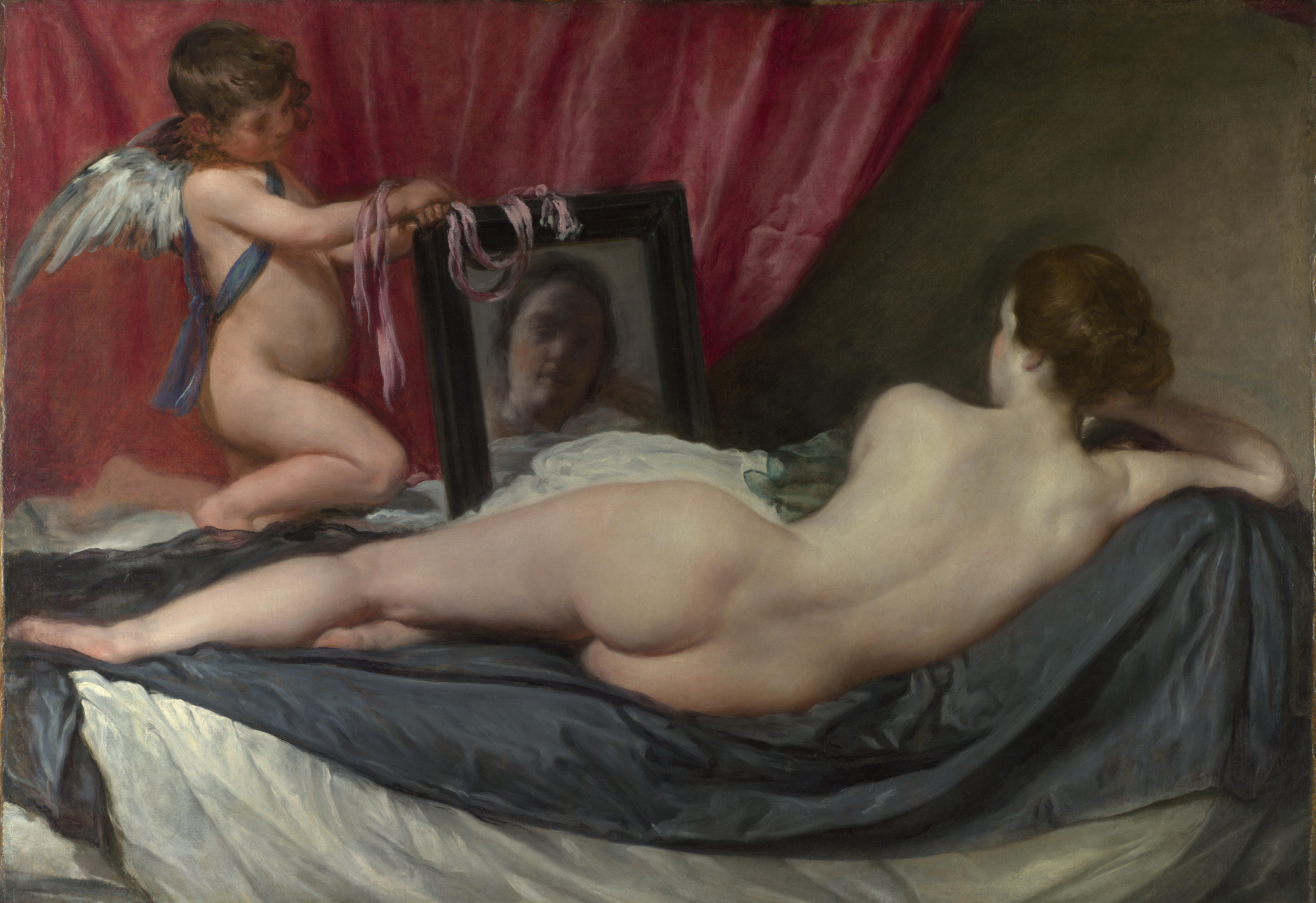
Venus del espejo (1647-1651), de Diego Velázquez, National Gallery, Londres. Es uno de los escasos ejemplos de desnudo realizados en la predominantemente religiosa pintura española de la época.

En España, pese a la decadencia económica y política, la pintura alcanzó cotas de gran calidad, por lo que se suele hablar, en paralelo a la literatura, de un «Siglo de Oro» de la pintura española. La mayor parte de la producción fue de temática religiosa, practicándose en menor medida la pintura de género, el retrato y el bodegón —especialmente vanitas—. Se percibe la influencia italiana y flamenca, que llega sobre todo a través de estampas: la primera se produce en la primera mitad del siglo XVII, con predominio del naturalismo tenebrista; y la segunda en el siguiente medio siglo y principios del XVIII, de procedencia rubeniana.
En la primera mitad de siglo destacan tres escuelas: la castellana (Madrid y Toledo), la andaluza (Sevilla) y la valenciana. La primera tiene un fuerte sello cortesano, por ser la sede de la monarquía hispánica, y denota todavía una fuerte influencia escurialense, perceptible en el estilo realista y austero del arte producido en esa época. Algunos de sus representantes son: Bartolomé y Vicente Carducho, Eugenio Cajés, Juan van der Hamen y Juan Bautista Maíno, en Madrid; Luis Tristán, Juan Sánchez Cotán y Pedro Orrente, en Toledo. En Valencia destacó Francisco Ribalta, con un estilo realista y colorista, de temática contrarreformista (San Bruno, 1625). También se suele incluir en esta escuela, aunque trabajó principalmente en Italia, a José de Ribera, de estilo tenebrista, pero con un colorido de influencia veneciana (Sileno borracho, 1626; El martirio de San Felipe, 1639). En Sevilla, tras una primera generación que aún denota la influencia renacentista (Francisco Pacheco, Juan de Roelas, Francisco de Herrera el Viejo), surgieron tres grandes maestros que elevaron la pintura española de la época a cotas de gran altura: Francisco de Zurbarán, Alonso Cano y Diego Velázquez. Zurbarán se dedicó principalmente a la temática religiosa —sobre todo en ambientes monásticos—, aunque también practicó el retrato y el bodegón, con un estilo simple, pero efectista, de gran atención al detalle: San Hugo en el refectorio de los Cartujos (1630), Fray Gonzalo de Illescas (1639), Santa Casilda (1640). Alonso Cano, también arquitecto y escultor, evolucionó de un acentuado tenebrismo a un cierto clasicismo de inspiración veneciana: Cristo muerto en brazos de un ángel (1650), Presentación de la Virgen en el Templo (1656).
Diego Velázquez fue sin duda el artista de mayor genio de la época en España, y de los de más renombre a nivel internacional. Se formó en Sevilla, en el taller del que sería su suegro, Francisco Pacheco, y sus primeras obras de enmarcan en el estilo naturalista de moda en la época. En 1623 se estableció en Madrid, donde se convirtió en pintor de cámara de Felipe IV, y su estilo fue evolucionando gracias al contacto con Rubens (al que conoció en 1628) y al estudio de la escuela veneciana y el clasicismo boloñés, que conoció en un viaje a Italia en 1629-1631. Entonces abandonó el tenebrismo y se aventuró en un profundo estudio de la iluminación pictórica, de los efectos de luz tanto en los objetos como en el medio ambiente, con los que alcanza cotas de gran realismo en la representación de sus escenas, que, sin embargo, no está exento de un aire de idealización clásica, que muestra un claro trasfondo intelectual que para el artista era una reivindicación del oficio de pintor como actividad creativa y elevada. Entre sus obras destacan: El aguador de Sevilla (1620), Los borrachos (1628-1629), La fragua de Vulcano (1630), La rendición de Breda (1635), Cristo crucificado (1639), Venus del espejo (1647-1651), Retrato de Inocencio X (1649), Las meninas (1656) y Las hilanderas (1657).
En la segunda mitad de siglo los principales focos artísticos fueron Madrid y Sevilla. En la capital, el naturalismo fue sustituido por el colorido flamenco y el decorativismo del pleno barroco italiano, con artistas como: Antonio de Pereda (El sueño del caballero, 1650); Juan Ricci (Inmaculada Concepción, 1670); Francisco de Herrera el Mozo (Apoteosis de san Hermenegildo, 1654); Juan Carreño de Miranda (Fundación de la Orden Trinitaria, 1666); Juan de Arellano (Florero, 1660); José Antolínez (El tránsito de la Magdalena, 1670); Claudio Coello (Carlos II adorando la Sagrada Forma, 1685); y Antonio Palomino (decoración del Sagrario de la Cartuja de Granada, 1712). En Sevilla destacó la obra de Bartolomé Esteban Murillo, centrado en la representación sobre todo de Inmaculadas y Niños Jesús —aunque también realizó retratos, paisajes y escenas de género—, con un tono delicado y sentimentalista, pero de gran maestría técnica y virtuosismo cromático: Adoración de los pastores (1650); Inmaculada Concepción (1678). Junto a él destacó Juan de Valdés Leal, antítesis de la belleza murillesca, con su predilección por las vanitas y un estilo dinámico y violento, que desprecia el dibujo y se centra en el color, en la materia pictórica: lienzos de las Postrimerías del Hospital de la Caridad de Sevilla (1672).

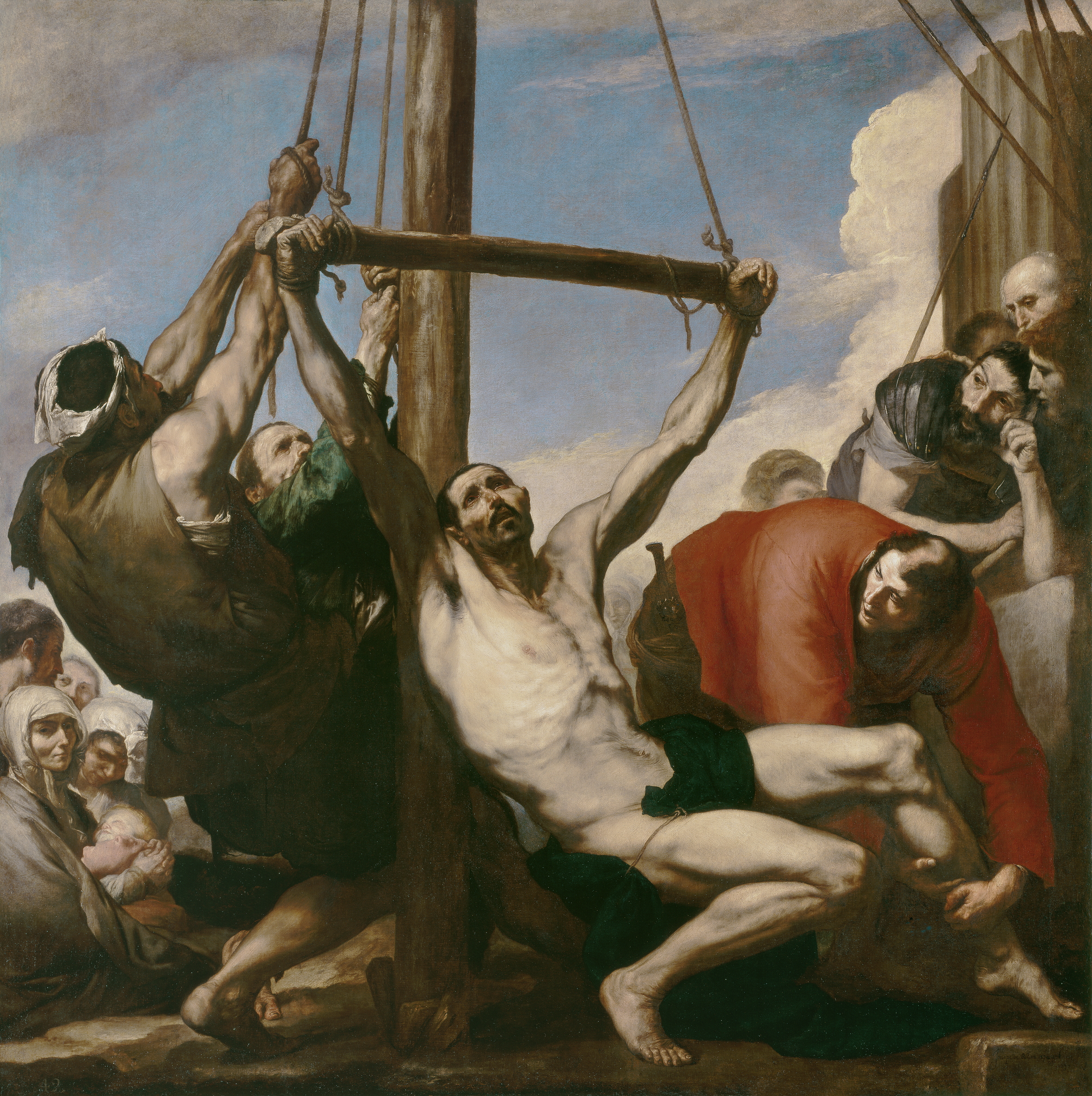
El martirio de San Felipe (1639), de José de Ribera, Museo del Prado, Madrid.
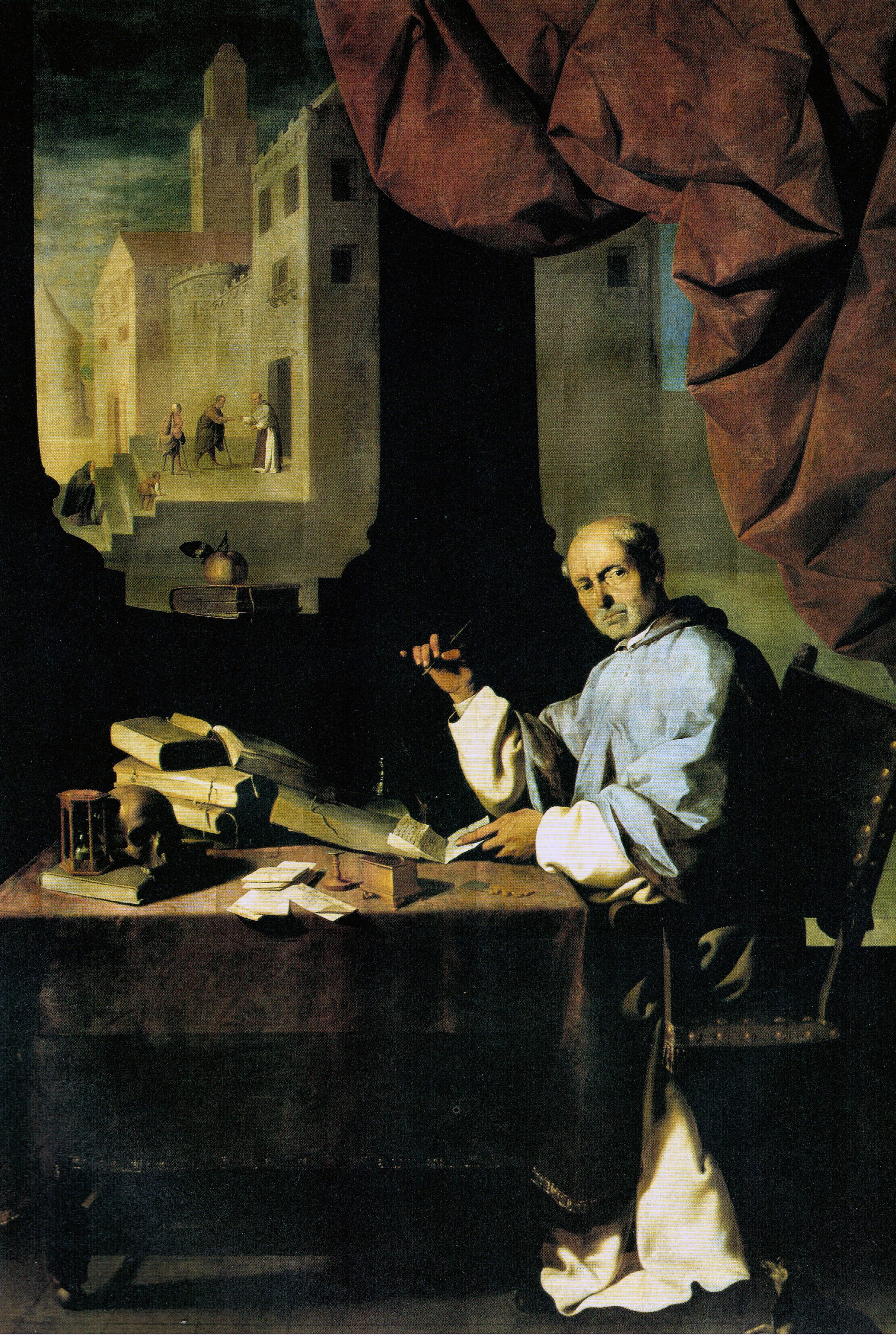
Fray Gonzalo de Illescas (1639), de Francisco de Zurbarán, Monasterio de Guadalupe.
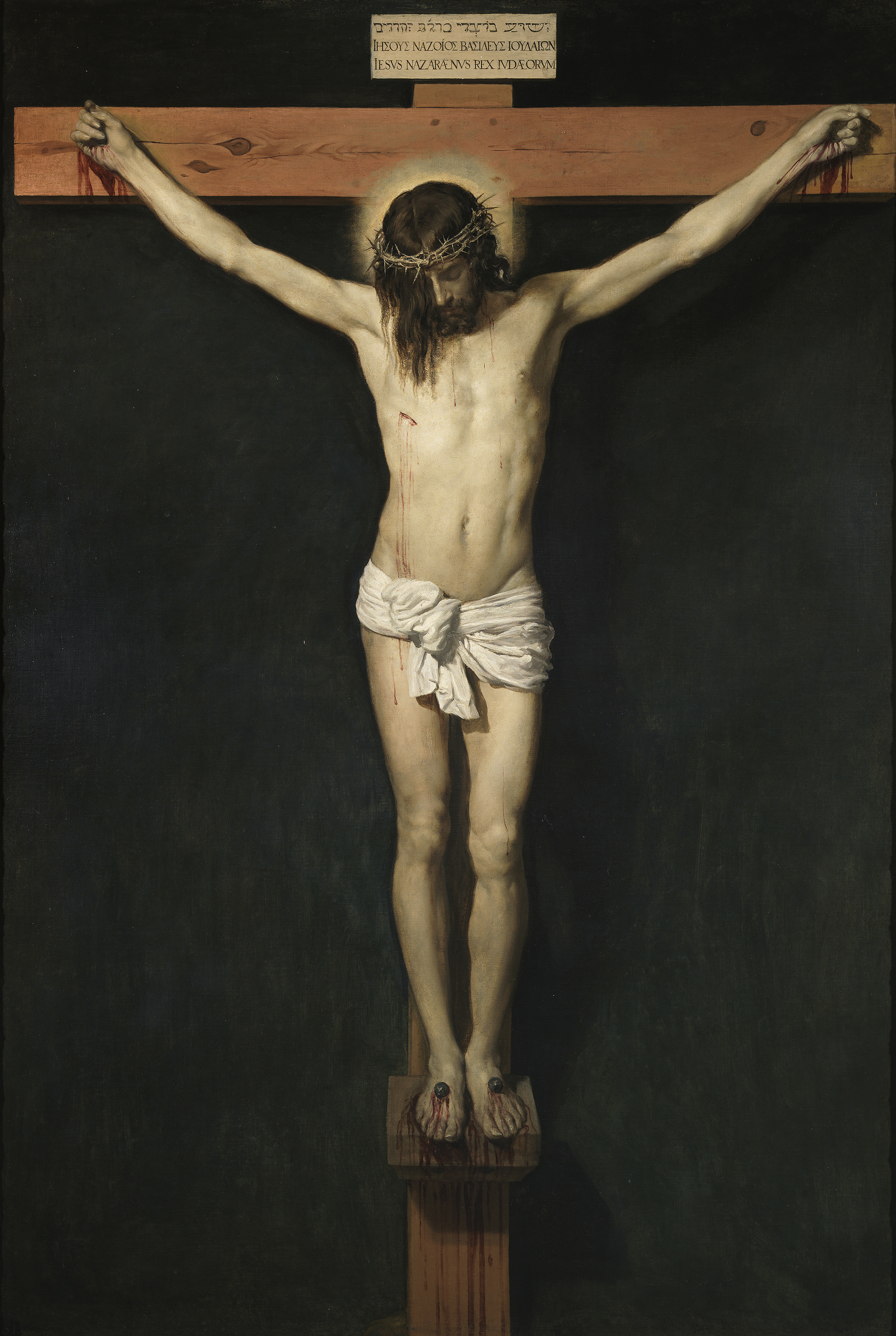
Cristo crucificado (1632), de Diego Velázquez, Museo del Prado, Madrid.
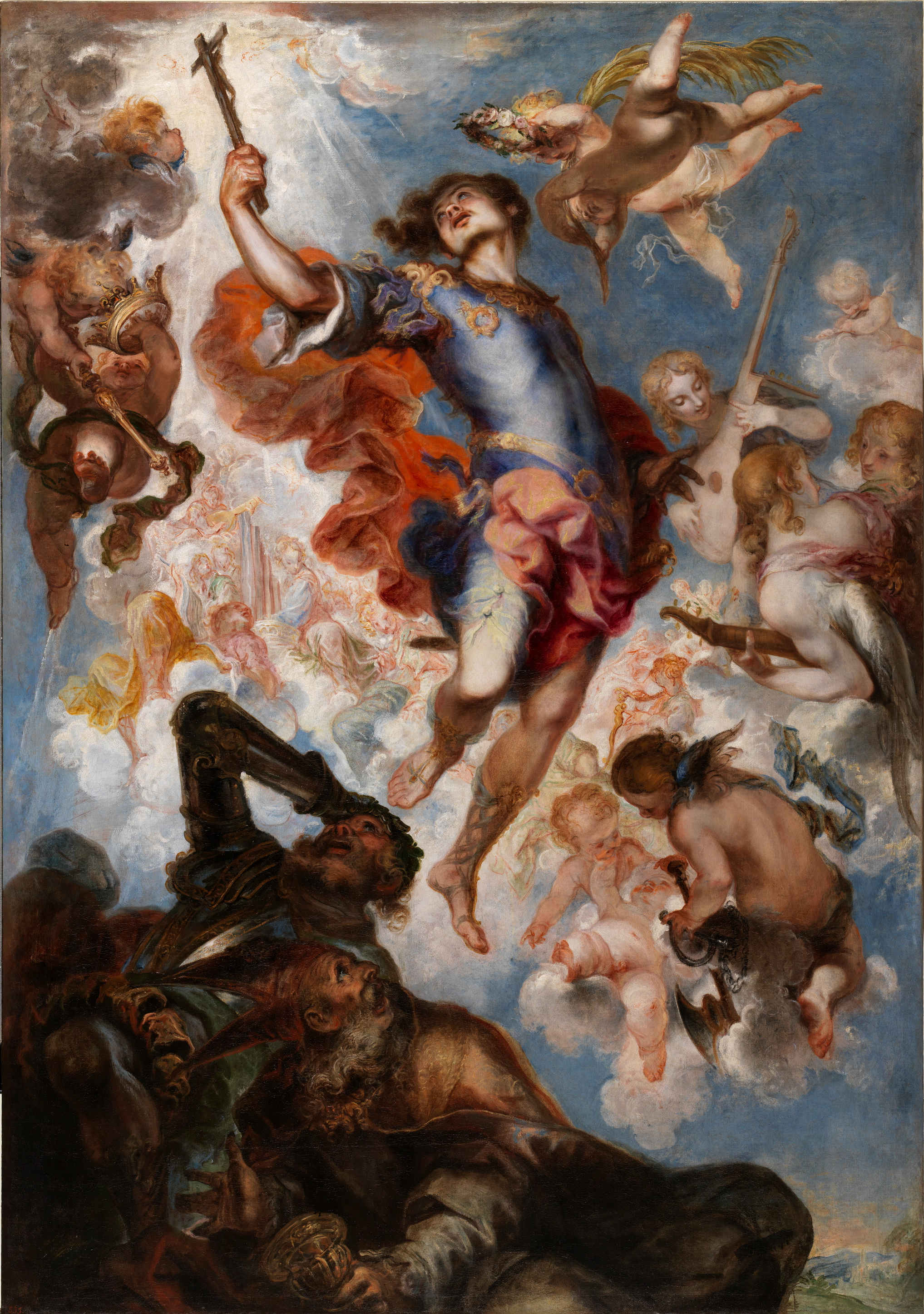
El triunfo de san Hermenegildo (1654), de Francisco Herrera el Mozo, Museo del Prado, Madrid.
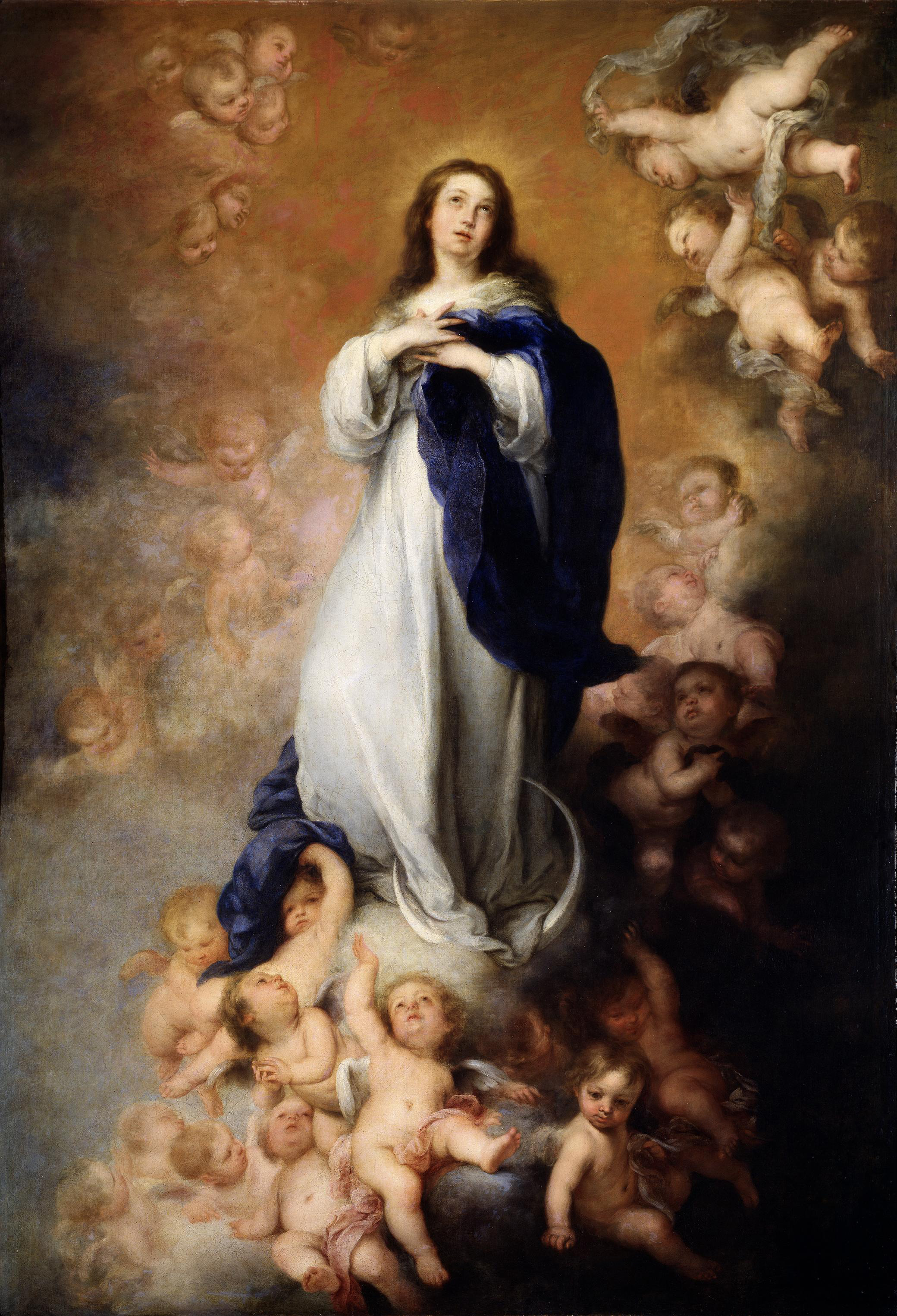
Inmaculada Concepción (1678), de Bartolomé Esteban Murillo, Museo del Prado, Madrid.

### Flandes y Holanda

Las tres Gracias (1636-1639), de Peter Paul Rubens, Museo del Prado.

La separación política y religiosa de dos zonas que hasta el siglo anterior habían tenido una cultura prácticamente idéntica pone de manifiesto las tensiones sociales que se vivieron en el siglo XVII: Flandes, que seguía bajo el dominio español, era católica y aristocrática, con predominio en el arte de la temática religiosa, mientras que los recién independizados Países Bajos fueron protestantes y burgueses, con un arte laico y más realista, con gusto por el retrato, el paisaje y el bodegón.
En Flandes la figura capital fue Peter Paul Rubens, formado en Italia, donde recibió la influencia de Miguel Ángel y de las escuelas veneciana y boloñesa. En su taller de Amberes empleó a gran cantidad de colaboradores y discípulos, por lo que su producción pictórica destaca tanto por su cantidad como por su calidad, con un estilo dinámico, vital y colorista, donde destaca la rotundidad anatómica, con varones musculosos y mujeres sensuales y carnosas: El desembarco de María de Médicis en el puerto de Marsella (1622-1625), Minerva protege a Pax de Marte (1629), Las tres Gracias (1636-1639), Rapto de las hijas de Leucipo (1636), Juicio de Paris (1639), etc. Discípulos suyos fueron: Anton van Dyck, gran retratista, de estilo refinado y elegante (Sir Endymion Porter y Anton van Dyck, 1635); Jacob Jordaens, especializado en escenas de género, con gusto por los temas populares (El rey bebe, 1659); y Frans Snyders, centrado en el bodegón (Bodegón con aves y caza, 1614).
En Holanda destacó especialmente Rembrandt, artista original de fuerte sello personal, con un estilo cercano al tenebrismo, pero más difuminado, sin los marcados contrastes entre luz y sombra propios de los caravaggistas, sino una penumbra más sutil y difusa. Cultivó todo tipo de géneros, desde el religioso y mitológico hasta el paisaje y el bodegón, así como el retrato, donde destacan sus autorretratos, que practicó a lo largo de toda su vida. Entre sus obras destacan: Lección de anatomía del Dr. Nicolaes Tulp (1632), La ronda de noche (1642), El buey desollado (1655), y Los síndicos de los pañeros (1662). Otro nombre relevante es Frans Hals, magnífico retratista, con una pincelada libre y enérgica que antecede al impresionismo (Banquete de los arcabuceros de San Jorge de Haarlem, 1627). El tercer nombre de gran relevancia es Jan Vermeer, especializado en paisajes y escenas de género, a los que otorgó un gran sentido poético, casi melancólico, donde destaca especialmente el uso de la luz y los colores claros, con una técnica casi puntillista: Vista de Delft (1650), La lechera (1660), La carta (1662). El resto de artistas holandeses se especializaron por lo general en géneros: de interior y temas populares y domésticos (Pieter de Hooch, Jan Steen, Gabriel Metsu, Gerard Dou, Escuela caravaggista de Utrecht); paisaje (Jan van Goyen, Jacob van Ruysdael, Meindert Hobbema, Aelbert Cuyp); y bodegón (Willem Heda, Pieter Claesz, Jan Davidsz de Heem).

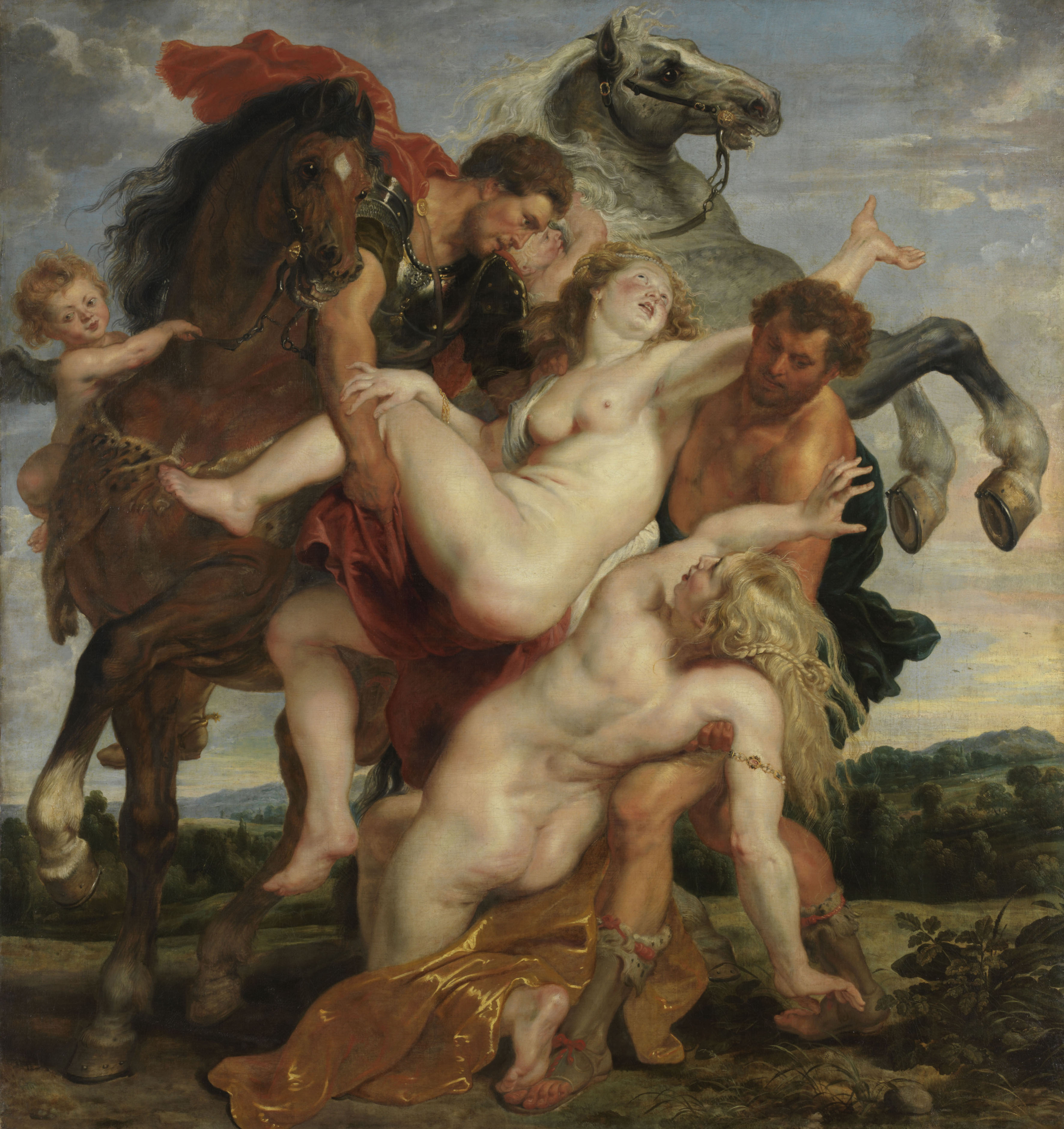
Rapto de las hijas de Leucipo (1616), de Peter Paul Rubens, Alte Pinakothek, Múnich.
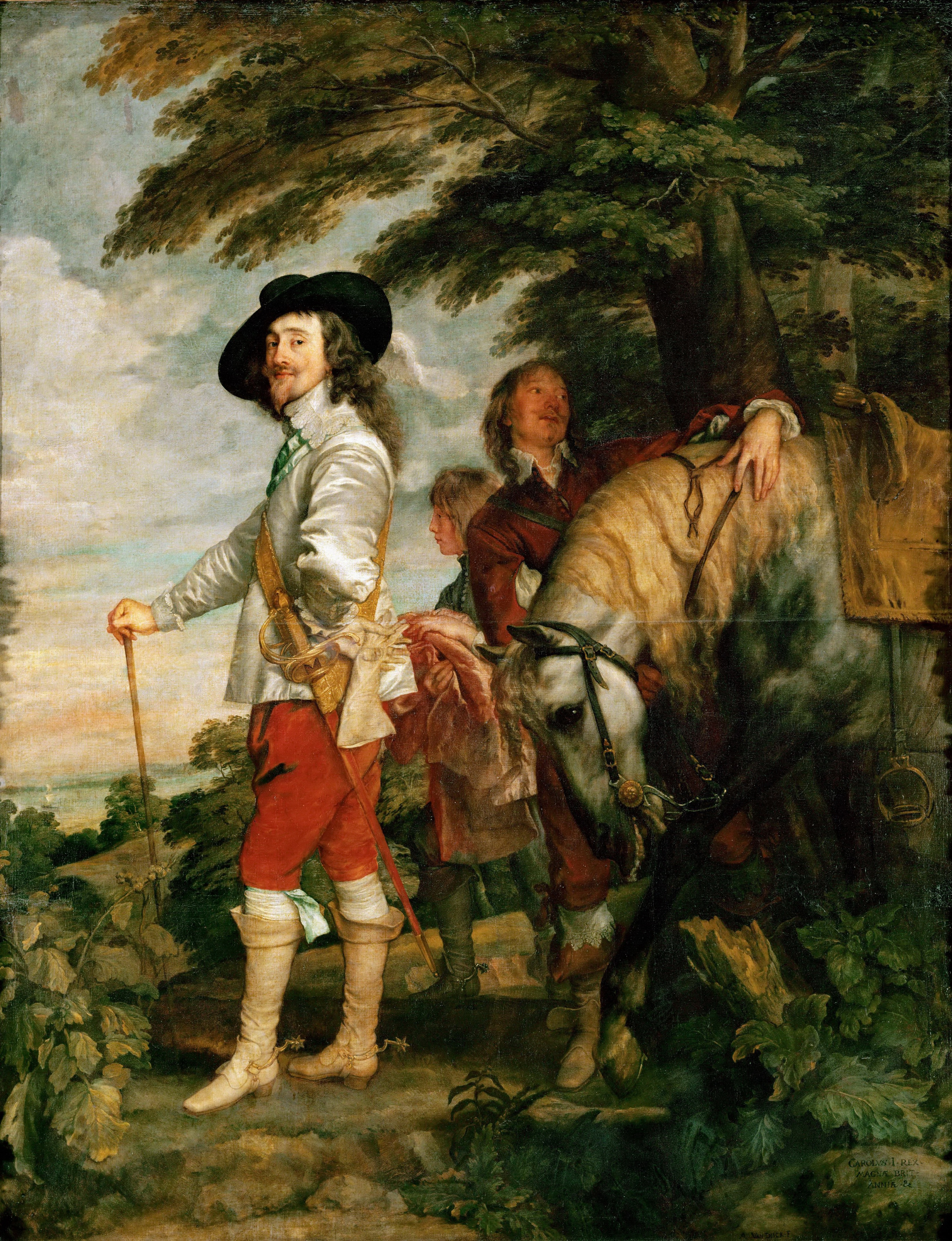
Carlos I de Inglaterra (1635), de Anton van Dyck, Museo del Louvre, París.
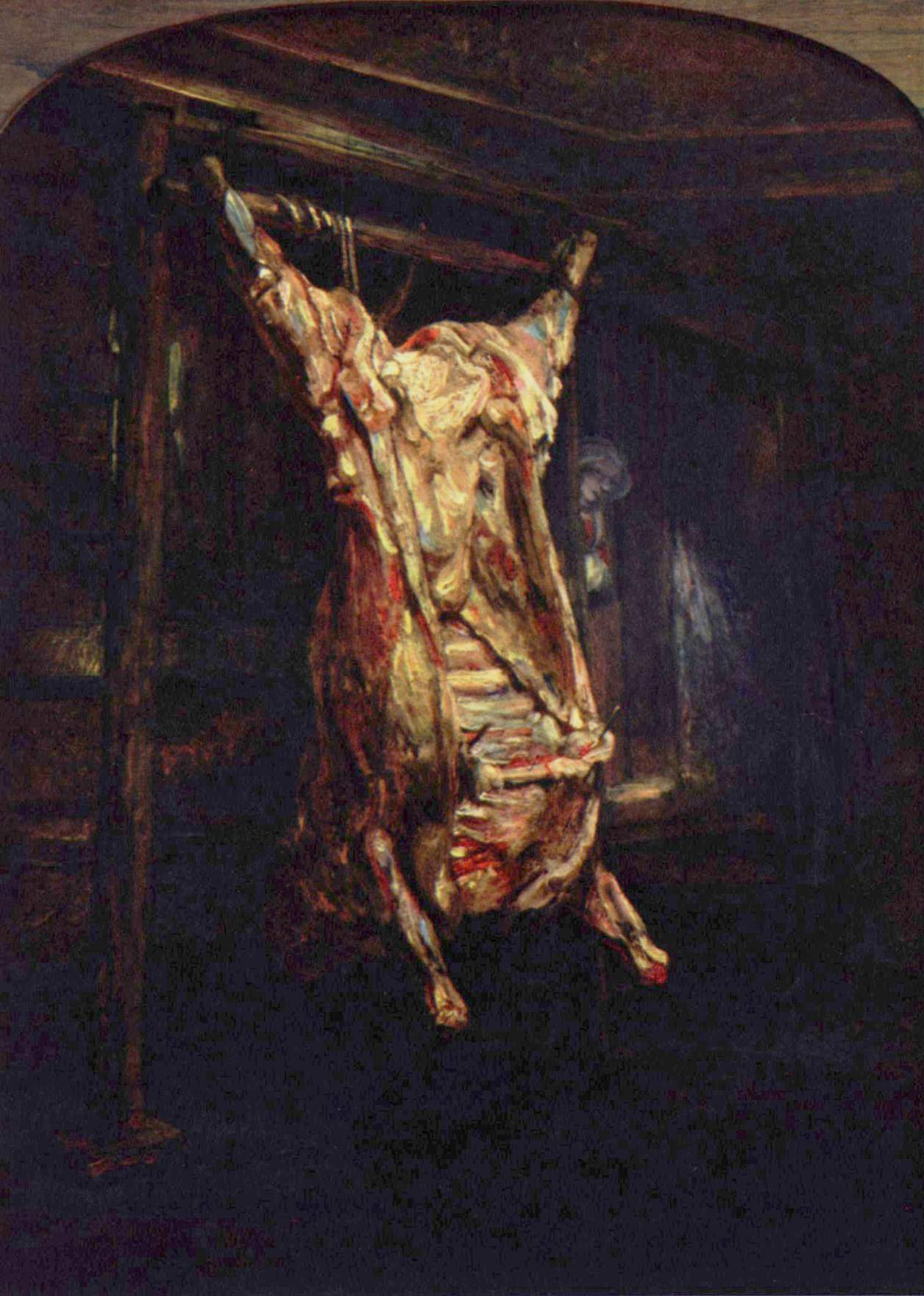
El buey desollado (1655), de Rembrandt, Museo del Louvre, París.
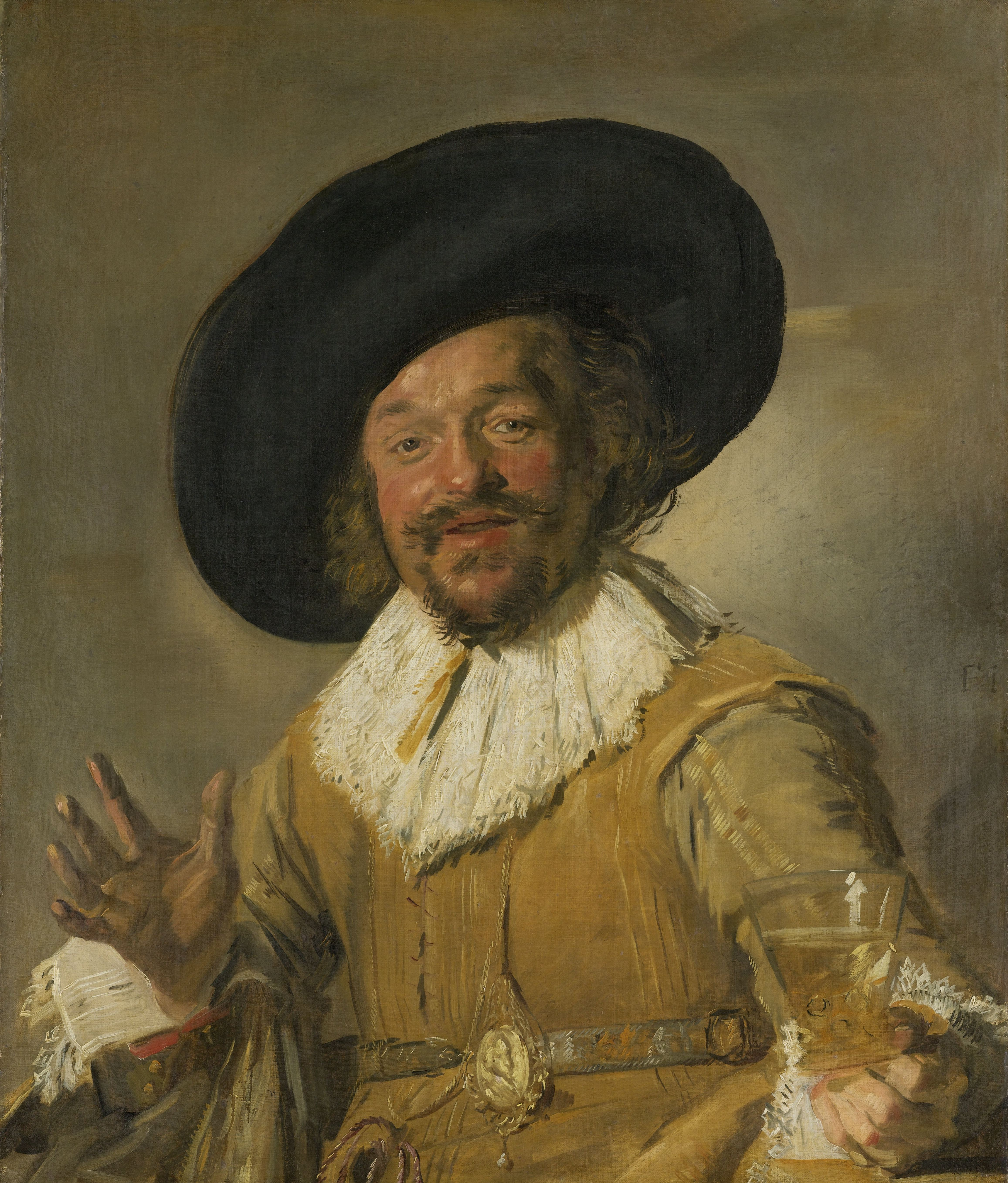
El alegre bebedor (1628), de Frans Hals, Rijksmuseum, Ámsterdam.
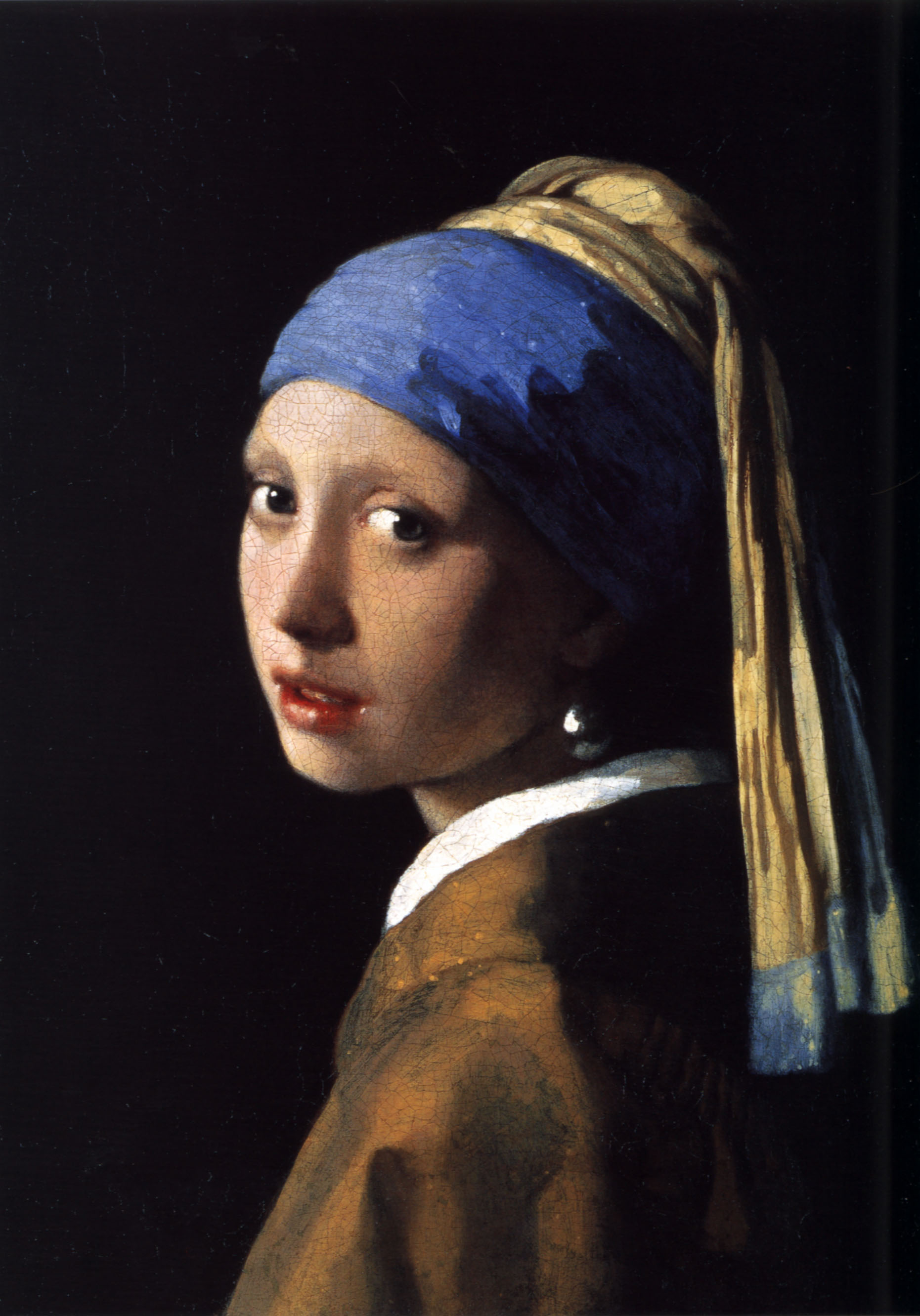
La joven de la perla (1665), de Jan Vermeer, Mauritshuis, La Haya.
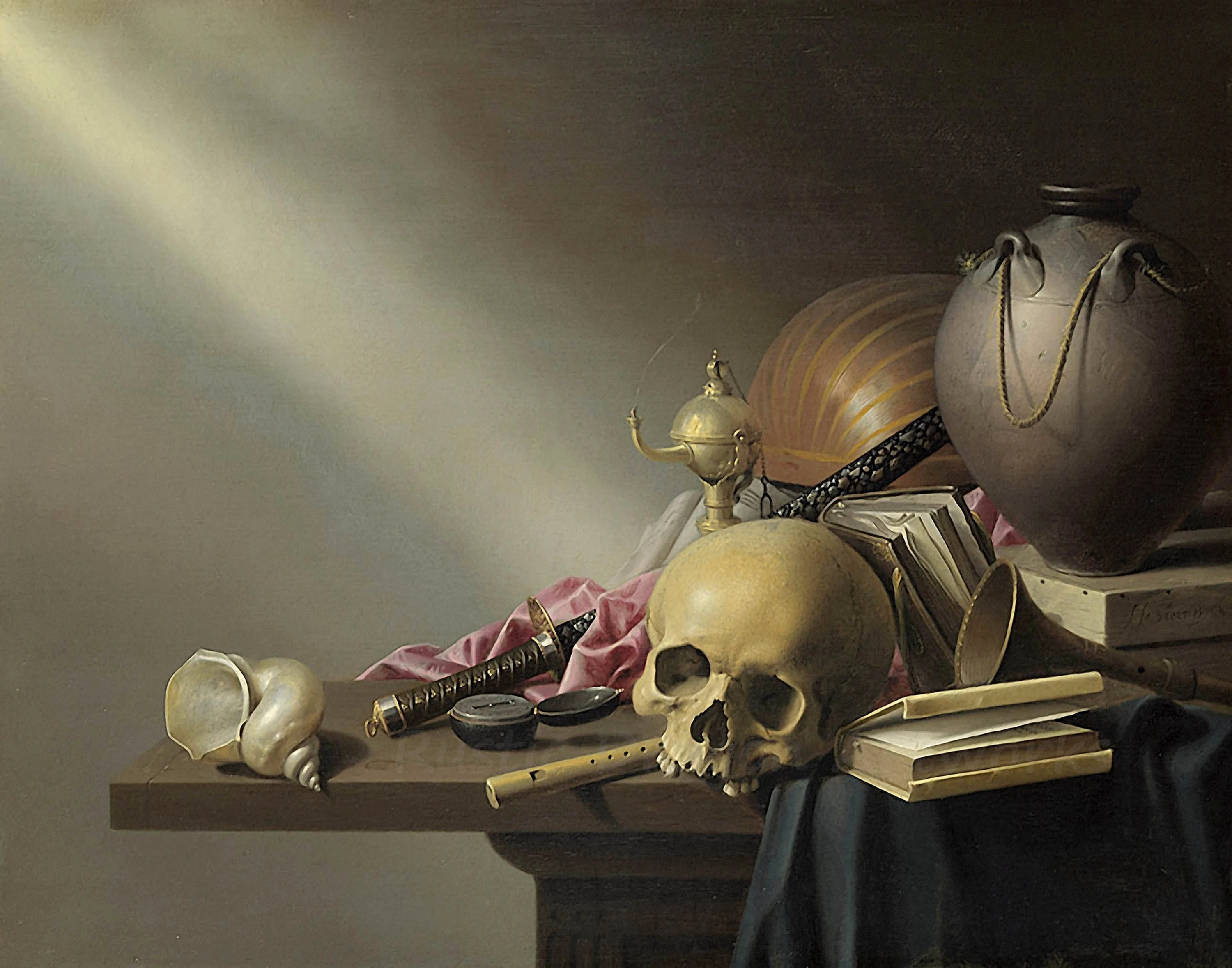
Vanidades (1640-1645), de Harmen Steenwijck, The National Gallery, Londres.

### Otros países

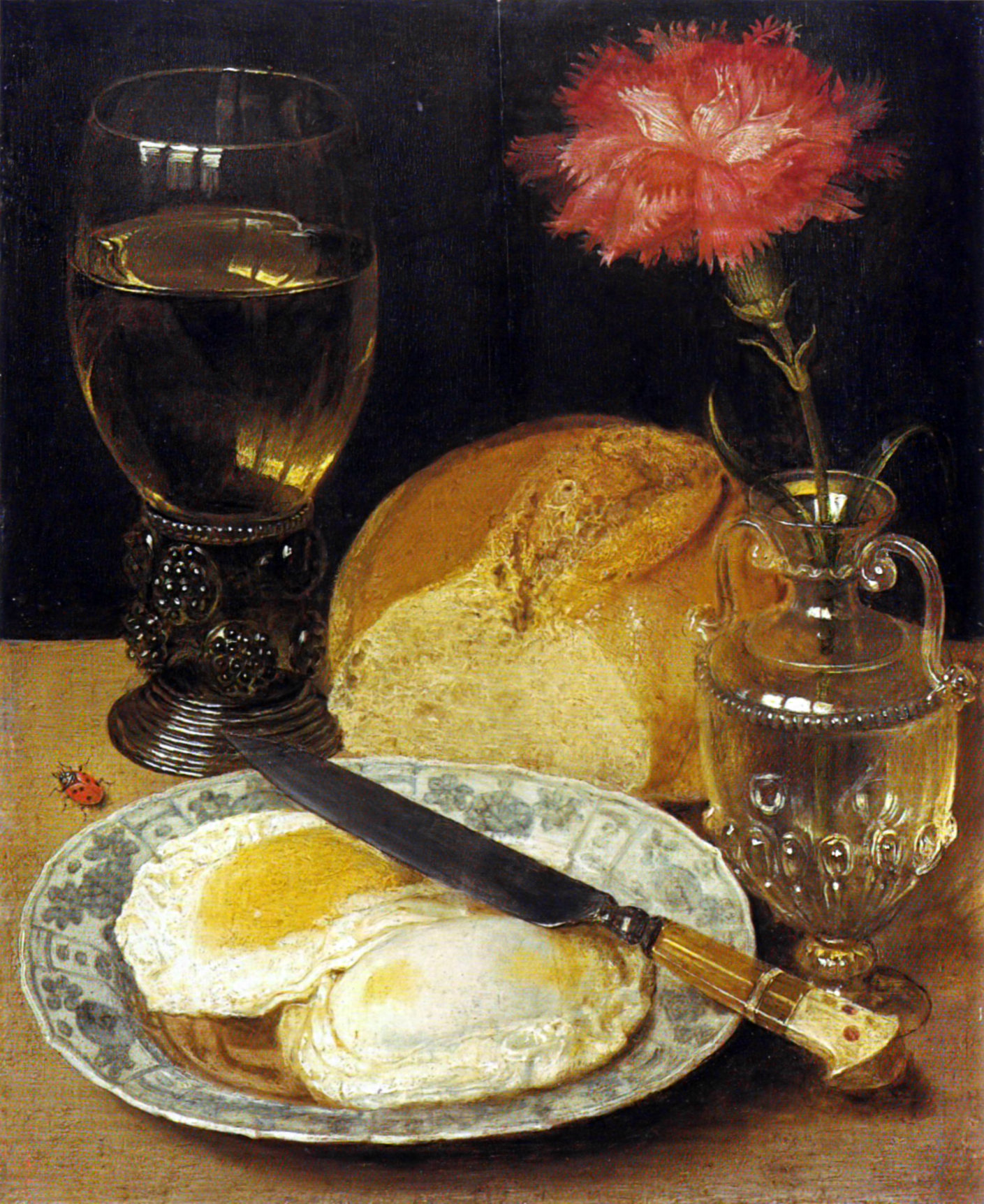
Merienda con huevos fritos, de Georg Flegel, Galería Municipal de Aschaffenburg.

En Alemania hubo escasa producción pictórica, debido a la Guerra de los Treinta Años, por lo que muchos artistas alemanes tuvieron que trabajar en el extranjero, como es el caso de Adam Elsheimer, un notable paisajista adscrito al naturalismo que trabajó en Roma (La huida a Egipto, 1609). También en Roma se afincó Joachim von Sandrart, pintor y escritor que recopiló diversas biografías de artistas de la época (Teutschen Academie der Edlen Bau-, Bild- und Mahlerey-Künsten, 1675). Igualmente, Johann Liss estuvo peregrinando entre Francia, Países Bajos e Italia, por lo que su obra es muy variada tanto estilísticamente como de géneros (La inspiración de San Jerónimo, 1627). Johann Heinrich Schönfeld pasó buena parte de su carrera en Nápoles, elaborando una obra de estilo clasicista e influencia poussiniana (Desfile triunfal de David, 1640-1642). En la propia Alemania, se desarrolló notablemente el bodegón, con artistas como Georg Flegel, Johann Georg Hainz y Sebastian Stoskopff. En Austria destacó Johann Michael Rottmayr, autor de los frescos de la iglesia colegial de Melk (1716-1722) y la iglesia de San Carlos Borromeo de Viena (1726). En Inglaterra, la escasa tradición pictórica autóctona hizo que la mayoría de encargos —generalmente retratos— fuese confiada a artistas extranjeros, como el flamenco Anton van Dyck (Retrato de Carlos I de Inglaterra, 1638), o el alemán Peter Lely (Louise de Kéroualle, 1671).

### América
Las primeras influencias fueron del tenebrismo sevillano, principalmente de Zurbarán —algunas de cuyas obras aún se conservan en México y Perú—, como se puede apreciar en la obra de los mexicanos José Juárez y Sebastián López de Arteaga, y del boliviano Melchor Pérez de Holguín. La Escuela cuzqueña de pintura surgió a raíz de la llegada del pintor italiano Bernardo Bitti en 1583, que introdujo el manierismo en América. Destacó la obra de Luis de Riaño, discípulo del italiano Angelino Medoro, autor de los murales del templo de Andahuaylillas. También destacaron los pintores indios Diego Quispe Tito y Basilio Santa Cruz Puma Callao, así como Marcos Zapata, autor de los cincuenta lienzos de gran tamaño que cubren los arcos altos de la Catedral de Cuzco. En Ecuador se formó la escuela quiteña, representada principalmente por Miguel de Santiago y Nicolás Javier de Goríbar.
En el siglo XVIII los retablos escultóricos empezaron a ser sustituidos por cuadros, desarrollándose notablemente la pintura barroca en América. Igualmente, creció la demanda de obras de tipo civil, principalmente retratos de las clases aristocráticas y de la jerarquía eclesiástica. La principal influencia fue la murillesca, y en algún caso —como en Cristóbal de Villalpando— la de Valdés Leal. La pintura de esta época tiene un tono más sentimental, con formas más dulces y blandas. Destacan Gregorio Vázquez de Arce en Colombia, y Juan Rodríguez Juárez y Miguel Cabrera en México.

## Artes gráficas y decorativas

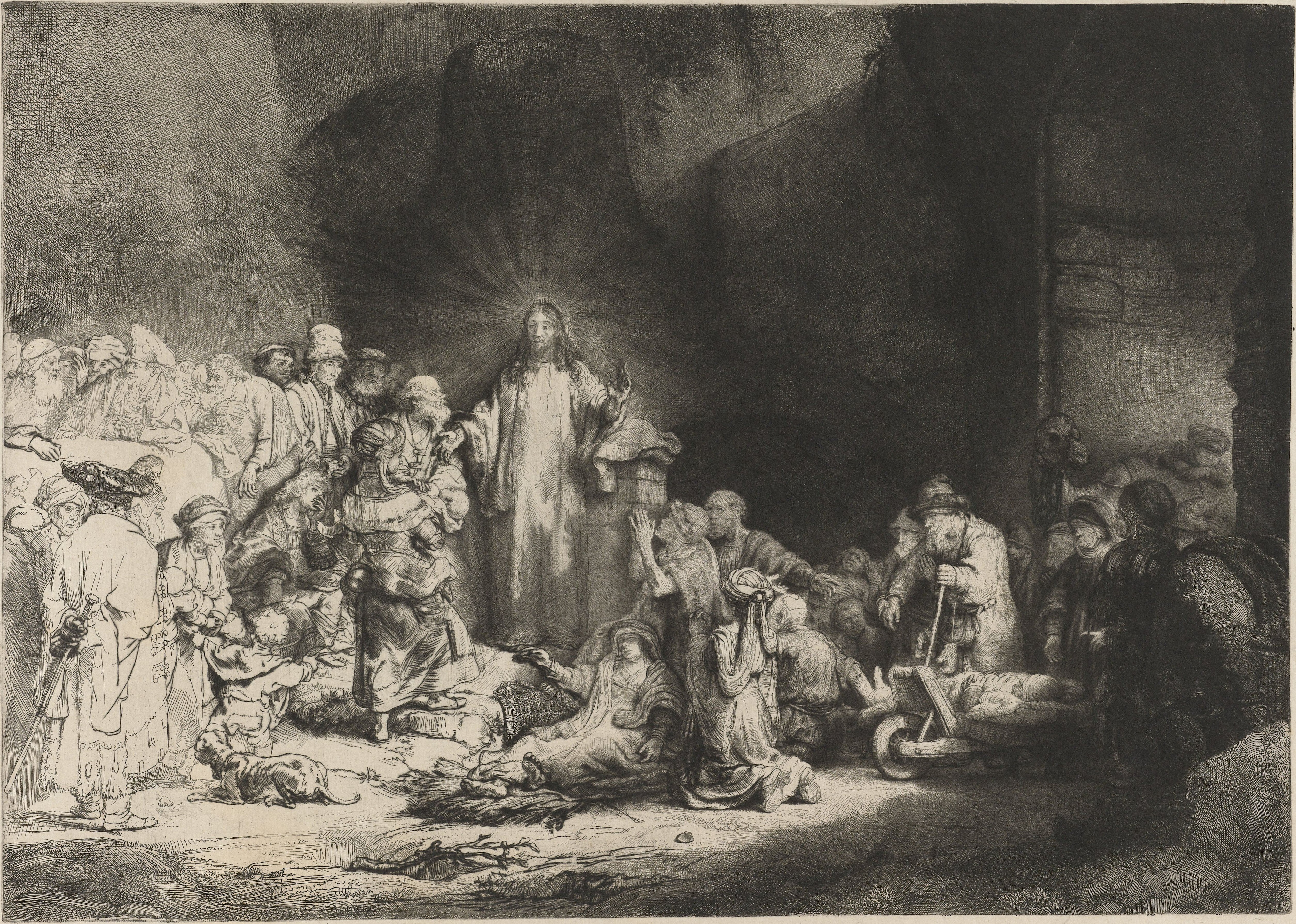
Cristo curando a un enfermo (1648-1650), aguafuerte de Rembrandt. Rijksmuseum, Ámsterdam.

Las artes gráficas tuvieron una gran difusión durante el Barroco, continuando el auge que este sector tuvo durante el Renacimiento. La rápida profusión de grabados a todo lo largo de Europa propició la expansión de los estilos artísticos originados en los centros de mayor innovación y producción de la época, Italia, Francia, Flandes y Países Bajos —decisivos, por ejemplo, en la evolución de la pintura española—. Las técnicas más empleadas fueron el aguafuerte y el grabado a punta seca. Estos procedimientos permiten a un artista confeccionar un diseño sobre una placa de cobre en sucesivas etapas, pudiendo ser retocado y perfeccionado sobre la marcha. Los diversos grados de desgastamiento de las placas permitían realizar unas 200 impresiones al aguafuerte —aunque siendo solo las 50 primeras de una calidad excelente—, y unas 10 a la punta seca.
En el siglo XVII los principales centros de producción de grabados estaban en Roma, París y Amberes. En Italia fue practicado por Guido Reni, con un dibujo claro y firme de corte clasicista; y Claude Lorrain, autor de aguafuertes de gran calidad, especialmente en los sombreados y la utilización de líneas entrelazadas para sugerir distintos tonos, por lo general en paisajes. En Francia destacaron: Abraham Bosse, autor de unos 1500 grabados, generalmente escenas de género; Jacques Bellange, autor de representaciones religiosas, influido por Parmigianino; y Jacques Callot, formado en Florencia y especializado en figuras de mendigos y seres deformes, así como escenas de la novela picaresca y la commedia dell'arte —su serie de Grandes miserias de la guerra influyó en Goya—. En Flandes, Rubens fundó una escuela de burilistas para divulgar más eficazmente su obra, entre los que destacó Lucas Vorsterman I; también Anton van Dyck cultivó el aguafuerte. En España el grabado fue practicado principalmente por José de Ribera, Francisco Ribalta y Francisco Herrera el Viejo. Uno de los artistas que más empleó la técnica del grabado fue Rembrandt, que alcanzó cotas de gran maestría no solo en el dibujo, sino también en la creación de contrastes entre luces y sombras. Sus grabados fueron muy cotizados, como se puede comprobar con su aguafuerte Cristo curando a un enfermo (1648-1650), que se vendió por cien florines, una cifra récord en la época.

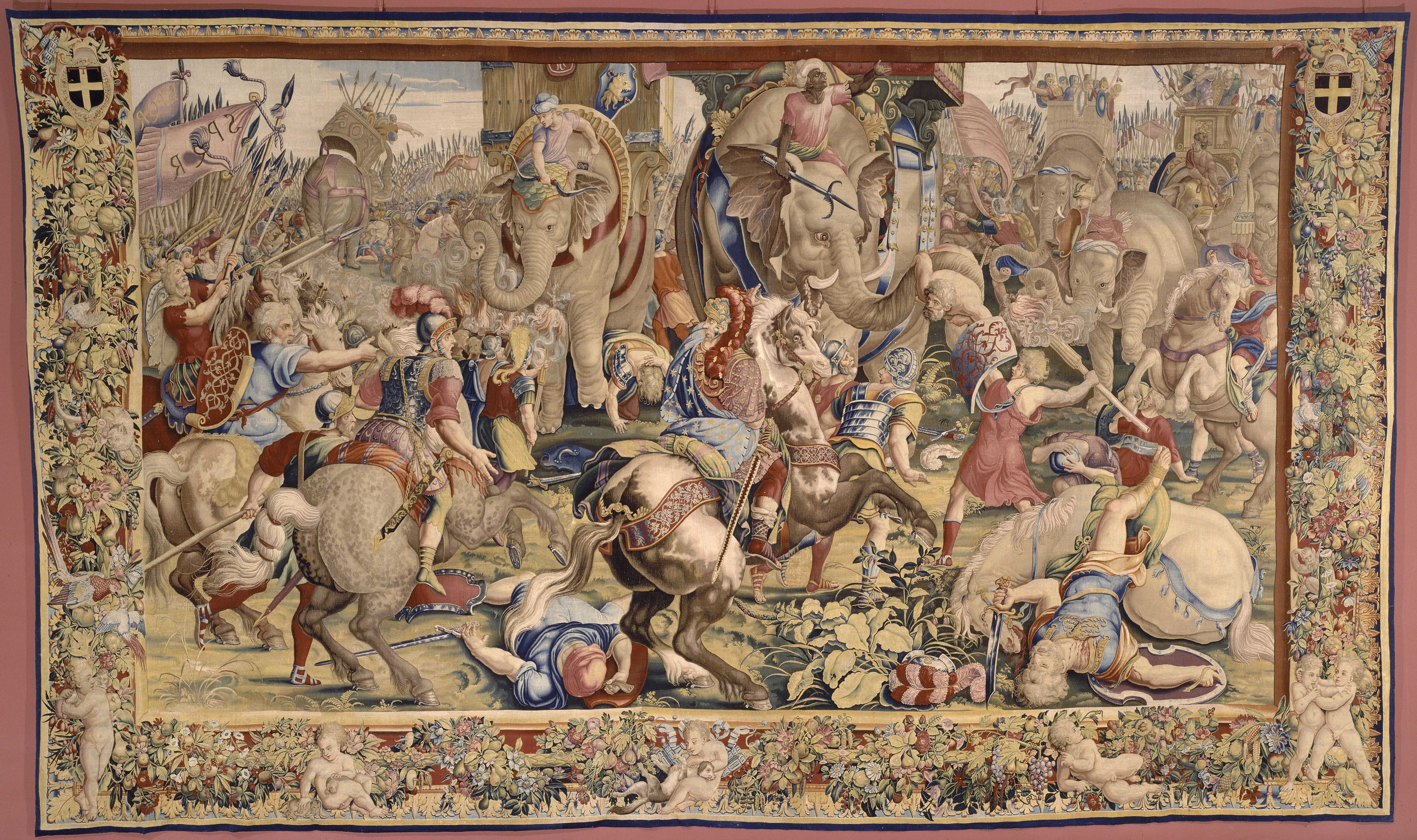
La batalla de Zama (1688–1690), tapiz gobelino diseñado por Giulio Romano, Museo del Louvre, París.

Las artes decorativas y aplicadas también tuvieron una gran expansión en el siglo XVII, debido principalmente al carácter decorativo y ornamental del arte barroco, y al concepto de «obra de arte total» que se aplicaba a las grandes realizaciones arquitectónicas, donde la decoración de interiores tenía un papel protagonista, como medio de plasmar la magnificencia de la monarquía o el esplendor de la Iglesia contrarreformista. En Francia, el lujoso proyecto del palacio de Versalles conllevó la creación de la Manufacture Royale des Gobelins —dirigida por el pintor del rey, Charles Le Brun—, donde se manufacturaban todo tipo de objetos de decoración, principalmente mobiliario, tapicería y orfebrería. La confección de tapices tuvo un significativo incremento en su producción, y se encaminó a la imitación de la pintura, con la colaboración en numerosos casos de pintores de renombre que elaboraban cartones para tapices, como Simon Vouet, el propio Le Brun o Rubens en Flandes —país que también fue un gran centro productor de tapicería, que exportaba a todo el continente, como los magníficos tapices de Triunfos del Santo Sacramento, confeccionados para las Descalzas Reales de Madrid—.
La orfebrería también alcanzó niveles de elevada producción, especialmente en plata y piedras preciosas. En Italia surgió una nueva técnica para revestir telas y objetos como altares o tableros de mesa con piedras semipreciosas como el ónice, la ágata, la cornalina o el lapislázuli.
En Francia, como el resto de manufacturas fue objeto de protección real, y fue tal la profusión de objetos de plata que en 1672 se promulgó una ley que limitaba la producción de objetos de este metal. La cerámica y el vidrio continuaron generalmente con las mismas técnicas de elaboración que en el período renacentista, destacando la cerámica blanca y azul de Delft (Holanda) y el vidrio pulido y tallado de Bohemia.
El vidriero de Murano Nicola Mazzolà fue artífice de un tipo de vidrio que imitaba la porcelana china.
También continuó la elaboración de vidrieras para iglesias, como las de la iglesia parisina de Saint-Eustache (1631), diseñadas por Philippe de Champaigne.

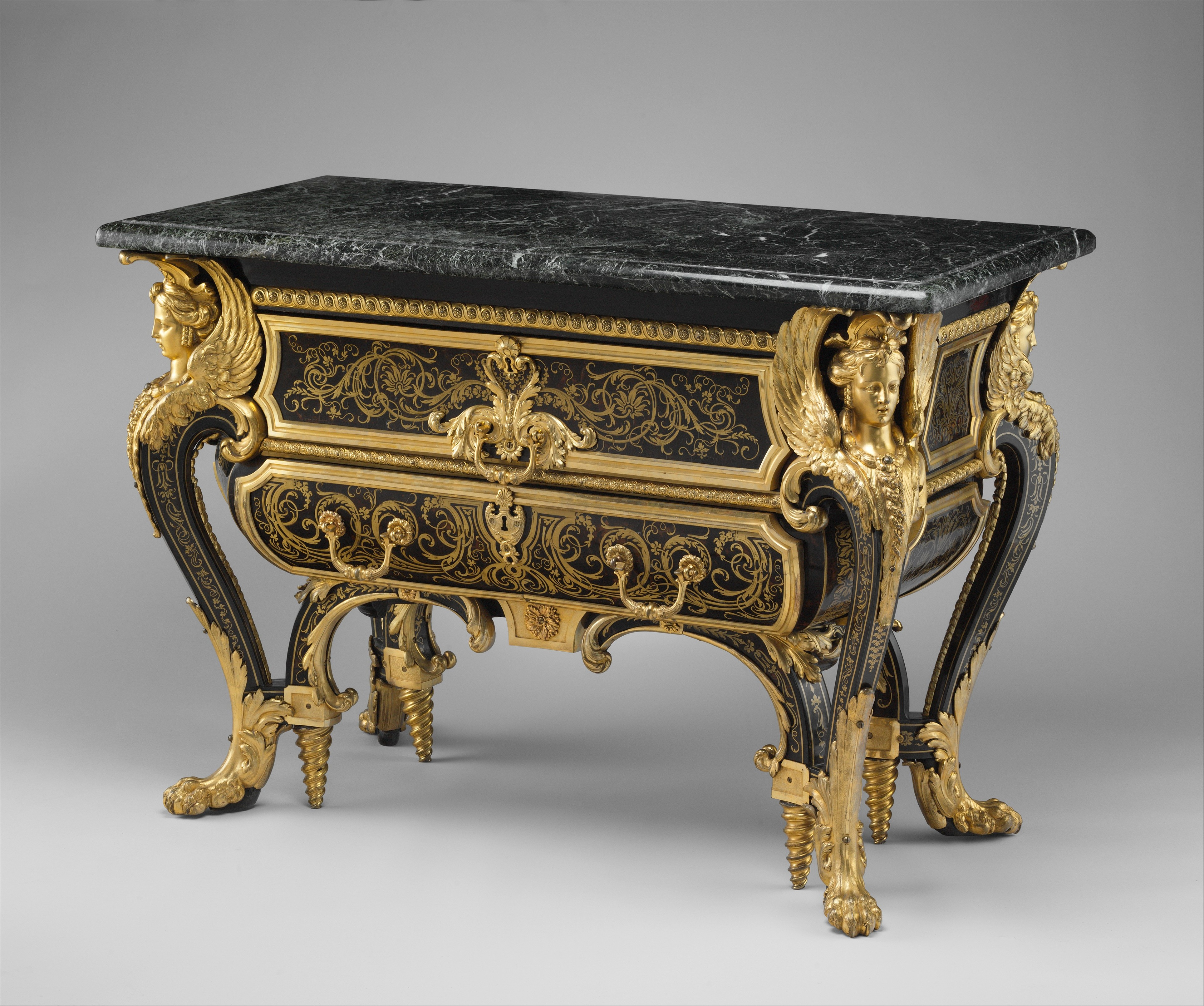
Cómoda Mazarino, de André-Charles Boulle, Museo Metropolitano de Arte.

Uno de los sectores que cobró más relevancia fue la ebanistería, caracterizada por las superficies onduladas (cóncavas y convexas), con volutas y diversos motivos como cartelas y conchas. En Italia destacaron: el armario toscano de dos cuerpos, con balaustradas de bronce y decoración de taracea de piedras duras; el escritorio ligur de dos cuerpos, con figuras talladas y superpuestas (bambochos); y el sillón entallado veneciano (tronetto), de exuberante decoración. En España surgió el bargueño, cofre rectangular con asas, con numerosos cajones y compartimentos. El mobiliario español continuó con la decoración de estilo mudéjar, mientras que el Barroco se denotaba en las formas curvas y el uso de columnas salomónicas en las camas. Aun así, predominó la austeridad de signo contrarreformista, como se denota en el sillón llamado frailero (o misional en Hispanoamérica). La edad de oro de la ebanistería se produjo en la Francia de los Luises, donde se alcanzaron altos niveles de calidad y refinamiento, sobre todo gracias a la obra de André-Charles Boulle, creador de una nueva técnica de aplicación de metales (cobre, estaño) sobre materiales orgánicos (carey, madreperla, marfil) o viceversa. Entre las obras de Boulle destacan las dos cómodas del Trianón, en Versalles, y el reloj de péndulo con el Carro de Apolo en Fontainebleau.

## Literatura

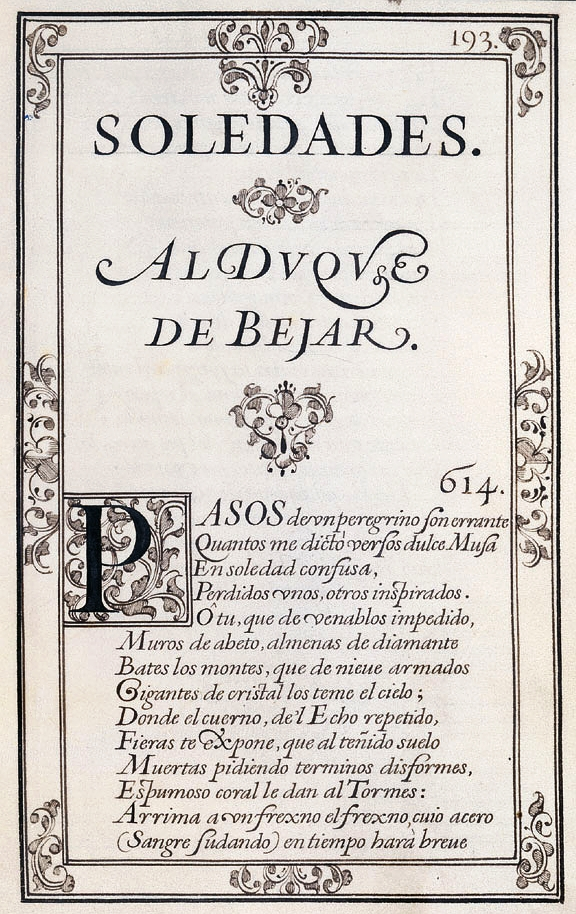
Página inicial de Soledades (l. I, pág. 193) en el Manuscrito Chacón, de Luis de Góngora.

La literatura barroca, como el resto de las artes, se desarrolló bajo preceptos políticos absolutistas y religiosos contrarreformistas, y se caracterizó principalmente por el escepticismo y el pesimismo, con una visión de la vida planteada como lucha, sueño o mentira, donde todo es fugaz y perecedero, y donde la actitud frente a la vida es la duda o el desengaño, y la prudencia como norma de conducta. Su estilo era suntuoso y recargado, con un lenguaje muy adjetivado, alegórico y metafórico, y un empleo frecuente de figuras retóricas. Los principales géneros que se cultivaron fueron la novela utópica y la poesía bucólica, que junto al teatro —que por su importancia se trata en otro apartado—, fueron los principales vehículos de expresión de la literatura barroca. Como ocurrió igualmente con el resto de las artes, la literatura barroca no fue homogénea en todo el continente, sino que se formaron diversas escuelas nacionales, cada una con sus peculiaridades, hecho que fomentó el auge de las lenguas vernáculas y el progresivo abandono del latín.
En la situación de crisis del barroco cada autor decidió enfrentarse a esta etapa de forma diferente:
- El escapismo: como el propio nombre indica, el fin al que los autores pretendían llegar es el de poder alejarse y olvidar los problemas socioeconómicos de la época a través de fantasías, glorias, diferentes realidades o presentando una utopía de un mundo idealizado donde todos los problemas que puedan surgir son solucionados fácilmente y donde abarca el orden.
- La sátira: otros escritores como Quevedo o Góngora dejaron marca al utilizar la sátira como una forma de reírse del mundo y la situación en la que les había tocado vivir a través de las llamadas novelas picarescas.
- El estoicismo: es una crítica a la vanidad del mundo, la transitoriedad de la belleza, la fama y la vida. Calderón de la Barca es el autor más destacado de este estilo por su obra Autos Sacramentales.
- La moralidad: intento de erradicar los defectos y vicios, proponiendo modelos de conducta más apropiados según las ideologías políticas y religiosas de su tiempo.

En Italia, la literatura se forjó sobre los cimientos de la dicotomía realismo-idealismo renacentista, así como el predominio nuevamente de la religión sobre el humanismo. Su principal sello lingüístico fue el uso y abuso de la metáfora, que lo impregna todo, con un gusto estético un tanto retorcido, con preferencia por lo deforme sobre lo bello. La principal corriente fue el marinismo —por Giambattista Marino—, un estilo ampuloso y exagerado que pretende sorprender por el virtuosismo del lenguaje, sin prestar especial atención al contenido. Para Marino, «el fin del poeta es el asombro»: su principal obra, Adonis (1623), destaca por su musicalidad y por la abundancia de imágenes, con un estilo elocuente y, pese a todo, sencillo de leer. Otros poetas marinistas fueron: Giovanni Francesco Busenello, Emanuele Tesauro, Cesare Rinaldi, Giulio Strozzi, etc.
En Francia surgió el preciosismo, una corriente similar al marinismo que otorga especial relevancia a la riqueza del lenguaje, con un estilo elegante y amanerado. Estuvo representado por Isaac de Benserade y Vincent Voiture en poesía, y Honoré d'Urfé y Madeleine de Scudéry en prosa. Más adelante surgió el clasicismo, que propugnaba un estilo simple y austero, sujeto a cánones clásicos —como las tres unidades aristotélicas—, con una rígida reglamentación métrica. Su iniciador fue François de Malherbe, cuya poesía racional y excesivamente rígida le restaba cualquier atisbo de emocionalidad, al que siguieron: Jean de La Fontaine, un impecable fabulista, de intención didáctica y moralizadora; y Nicolas Boileau-Despréaux, poeta elegante, pero falto de creatividad, por su insistencia en someter la imaginación al imperio de la norma y la reglamentación. Otros géneros cultivados fueron: el burlesco (Paul Scarron), la elocuencia (Jacques-Bénigne Bossuet), la novela psicológica (Madame de La Fayette), la novela didáctica (François Fénelon), la prosa satírica (Jean de La Bruyère, François de la Rochefoucauld), la literatura epistolar (Jean-Louis Guez de Balzac, la marquesa de Sévigné), la religiosa (Blaise Pascal), la novela fantástica (Cyrano de Bergerac) y el cuento de hadas (Charles Perrault).

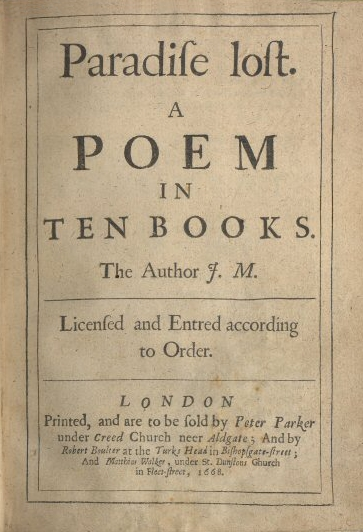
El paraíso perdido (1667), de John Milton.

En Inglaterra surgió el eufuismo —por Eufues o la Anatomía del Ingenio, de John Lyly (1575)—, una corriente similar al marinismo o el preciosismo, que presta más atención a los efectos lingüísticos (antítesis, paralelismos) que al contenido, y que mezcla elementos de la cultura popular con la mitología clásica. Este estilo fue practicado por Robert Greene, Thomas Lodge y Barnabe Rich. Posteriormente surgió una serie de poetas llamados «metafísicos», cuyo principal representante fue John Donne, que renovó la lírica con un estilo directo y coloquial, alejado de fantasías y virtuosismos lingüísticos, con gran realismo y trasfondo conceptual (Sonetos sagrados, 1618). Otros poetas metafísicos fueron: George Herbert, Richard Crashaw, Andrew Marvell y Henry Vaughan. Figura aparte y de mayor relevancia es John Milton, autor de El paraíso perdido (1667), de influjo puritano, con un estilo sensible y delicado, y que gira en torno a la religión y el destino del hombre, al que otorga un espíritu de rebeldía que sería recogido por los románticos. El último gran poeta de la época es John Dryden, poeta y dramaturgo de tono satírico. En prosa destacó la época de la Restauración, con un estilo racional, moral y didáctico, con influencia del clasicismo francés, representado por diversos géneros: literatura religiosa (John Bunyan, George Fox); narrativa (Henry Neville); y memorias y diarios (Samuel Pepys).
En Alemania, la literatura estuvo influida por la Pléiade francesa, el gongorismo español y el marinismo italiano, aunque tuvo un desarrollo diferenciado por la presencia del protestantismo y el mayor peso social de la burguesía, que se denota en géneros como el Schuldrama («teatro escolar») y el Gemeindelied («canto parroquial»). Pese al desmembramiento del territorio alemán en numerosos estados, surgió una conciencia nacional de la lengua común, que fue protegida a través de las Sprachgesellschaften («sociedades de la lengua»). En el terreno de la lírica destacaron las denominadas Primera escuela de Silesia, representada por Martin Opitz, Paul Fleming, Angelus Silesius y Andreas Gryphius, y Segunda escuela de Silesia, donde destacan Daniel Casper von Lohenstein y Christian Hofmann von Hofmannswaldau. En la narrativa destaca igualmente Lohenstein, autor de la primera novela alemana plenamente barroca (La maravillosa historia del gran príncipe cristiano alemán Hércules), y Hans Jakob Christoph von Grimmelshausen, autor de El aventurero Simplicíssimus (1669), una novela costumbrista similar al género picaresco español.
En Portugal, la anexión a la Corona española originó un período de cierta decadencia, viéndose la literatura portuguesa sometida al influjo de la española. Numerosos poetas siguieron el estilo épico de Camões, el gran poeta renacentista autor de Os Lusíadas, al que imitaron autores como Vasco Mouzinho de Quebedo (Alfonso Africano, 1616), Francisco Sá de Meneses (Malaca conquistada, 1634), Gabriel Pereira de Castro (Lisboa edificada, 1686), y Braz Garcia de Mascarenhas (Viriato trágico, 1699). En la primera mitad de siglo destacaron el novelista y poeta Francisco Rodrigues Lobo, autor de novelas pastoriles que alternan el verso y la prosa (El pastor peregrino, 1608); y Francisco Manuel de Melo, autor de poemas gongorinos, diálogos y tratados históricos (Obras métricas, 1665). También destacó la prosa religiosa, cultivada por Bernardo de Brito, João de Lucena, António Vieira y Manuel Bernardes.
En Holanda, la independencia de España supuso una revitalización de la literatura, donde el siglo XVII suele ser descrito como una «Edad de oro» de las letras neerlandesas. Sin embargo, estilísticamente la literatura holandesa de la época no encaja del todo en los cánones del Barroco, debido principalmente a las peculiaridades sociales y religiosas de este país, como se ha visto en el resto de las artes. En Ámsterdam surgió el denominado Muiderkring («Círculo de Muiden»), un grupo de poetas y dramaturgos liderado por Pieter Corneliszoon Hooft, escritor de poesía pastoral y de tratados de historia, que sentaron las bases de la gramática holandesa. A este círculo perteneció también Constantijn Huygens, conocido por sus epigramas espirituales. La cumbre de la poesía lírica de la Edad de oro holandesa fue Joost van den Vondel, que influido por Ronsard destacó por el verso sonoro y rítmico, relatando con un estilo algo satírico los principales acontecimientos de su época (Los misterios del altar, 1645). En Middelburg destacó Jacob Cats, autor de poemas didácticos y morales. En prosa cabe citar a Johan van Heemskerk, autor de Arcadia Bátava (1637), el primer romance escrito en neerlandés, género que fue rápidamente imitado, como en el Mirandor (1675) de Nikolaes Heinsius el Joven.

### España

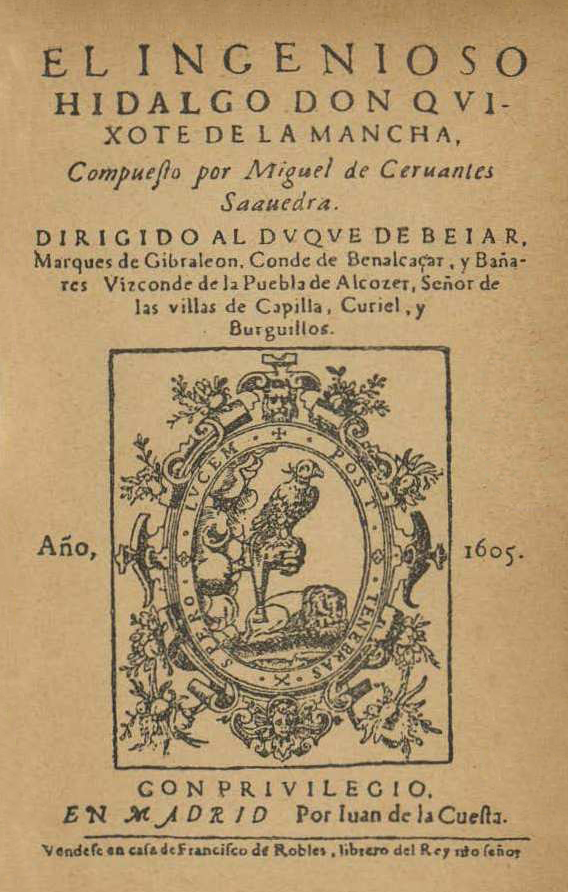
Don Quijote (1605), de Miguel de Cervantes.

En España, donde el siglo XVII sería denominado el «Siglo de oro», la literatura estuvo más que en ningún otro sitio al servicio del poder, tanto político como religioso. La mayoría de obras van encaminadas a la exaltación del monarca como elegido por Dios, y de la Iglesia como redentora de la humanidad, al mismo tiempo que se procura una evasión de la realidad para diluir la penosa situación económica de la mayoría de la población. Sin embargo, pese a estas limitaciones, la creatividad de los escritores de la época y la riqueza del lenguaje desarrollado produjeron un elevado nivel de calidad, que convierten a la literatura española de la época en el paradigma de la literatura barroca y en una de las más altas cimas de la historia de la literatura. La descripción de la realidad se basa en dos ejes vertebradores: la transitoriedad de los fenómenos terrenales, donde todo es vanidad (vanitas vanitatum); y el omnipresente recuerdo de la muerte (memento mori), que hace apreciar con más intensidad la vida (carpe diem).
La base conceptual de la literatura barroca española proviene de la cultura grecolatina, aunque adaptada, como se ha descrito, a la apología político-religiosa. Así, la estética literaria se vertebra alrededor de tres tópicos de origen clásico: la contraposición entre juicio e ingenio, que si bien en el humanismo renacentista estaban equilibrados, en el Barroco será el segundo el que asumirá mayor relevancia; el tópico horaciano delectare et prodesse («deleitar y aprovechar»), por el que se produce una simbiosis entre los recursos estilísticos y el proselitismo a favor del poder establecido, y por el que en última instancia se llega a la fórmula ars gratia artis («el arte por el arte»), en que la literatura se abandona al placer de la simple belleza; y el también tópico horaciano ut pictura poesis («la poesía como la pintura»), máxima por la cual el arte debe imitar la naturaleza para conseguir la perfección —como expresó Baltasar Gracián: «lo que es para los ojos la hermosura, y para los oídos la consonancia, eso es para el entendimiento el concepto»—.
En la lírica se dieron dos corrientes: el culteranismo (o cultismo), liderado por Luis de Góngora (por lo que también se le llama «gongorismo»), donde destacaba la belleza formal, con un estilo suntuoso, metafórico, con abundancia de paráfrasis y una gran proliferación de latinismos y juegos gramaticales; y el conceptismo, representado por Francisco de Quevedo y donde predominaba el ingenio, la agudeza, la paradoja, con un lenguaje conciso, pero polisémico, con múltiples significados en pocas palabras. Góngora fue uno de los mejores poetas de principios del siglo XVII, actividad que cultivaba en sus ratos libres como sacerdote. Su obra está influida por Garcilaso, aunque sin el sentido armónico y equilibrado que mostró este en toda su producción. El estilo de Góngora es más ornamental, musical, colorista, con abundancia de hipérbatos y metáforas, por lo que resulta difícil de leer y se dirige especialmente a minorías cultas. En cuanto a temática, predomina la amorosa, la satírica-burlesca y la religioso-moral. Empleó métricas como las silvas y las octavas reales, pero también formas más populares como sonetos, romances y redondillas. Sus principales obras son la Fábula de Polifemo y Galatea (1613) y Soledades (1613). Otros poetas culteranistas fueron: Juan de Tassis, conde de Villamediana, Gabriel Bocángel, Pedro Soto de Rojas, Anastasio Pantaleón de Ribera, Salvador Jacinto Polo de Medina, Francisco de Trillo y Figueroa, Miguel Colodrero de Villalobos y fray Hortensio Félix Paravicino.
Por su parte, Quevedo osciló en su vida personal entre importantes cargos políticos o la cárcel y el destierro, según su relación temperamental con las autoridades. En su obra se vislumbra un sentimiento desgarrado por la realidad cotidiana de su país, donde predomina el desengaño, la presencia del dolor y la muerte. Esta visión se desarrolla en dos líneas contrapuestas: o bien la cruda descripción de la realidad, o bien burlándose de ella y caricaturizándola. Sus poemas fueron publicados tras su muerte en dos volúmenes: Parnaso español (1648) y Las tres Musas (1670). Otros poetas conceptistas fueron: Alonso de Ledesma, Miguel Toledano, Pedro de Quirós y Diego de Silva y Mendoza, conde de Salinas. Aparte de estas dos corrientes merece destacarse la figura de Lope de Vega, un gran dramaturgo que también cultivó la poesía y la novela, tanto de inspiración religiosa como profana, a menudo con un trasfondo autobiográfico. Utilizó principalmente la métrica de romances y sonetos, como en Rimas sacras (1614) y Rimas humanas y divinas del licenciado Tomé de Burguillos (1634); y también realizó poemas épicos, como La Dragontea (1598), El Isidro (1599) y La Gatomaquia (1634). Además, destacar las Novelas a Marcia Leonarda, una colección de novelas románticas escritas en una mezcla de verso y prosa.
Entre más pequeños escritores se encuentra Alonso de Castillo Solórzano, nacido en Tordesillas (Valladolid). Fue destacado en la novela con obras como La niña de los embustes Teresa de Manzanares (1632) o Aventuras del Bachiller Trapaza (1637). Obras de la picaresca donde se mezclan novelas, poemas y entremeses, como también hizo Lope de Vega.
En cuanto a escritoras, la madrileña María de Zayas Sotomayor fue considerada una de las novelistas más importante del siglo. Una de sus obras más importantes fue Novelas amorosas y ejemplares, una colección formada por 10 historias cortesanas donde es visible una gran influencia de Miguel de Cervantes. En los últimos años ha sido tema de disputa el si esta escritora realmente existió o si simplemente era un heterónimo de Alonso Castillo Solórzano, pero numerosos análisis estilométricos han demostrado de forma muy concluyente que estas son dos personas y escritores diferentes.
La prosa más religiosa sale a relucir por Miguel de Molinos, de origen español, pero con residencia en Roma. Su obra más destacada es Guía espiritual, un compendio cuyo objetivo es ayudar a aquellos que desean alcanzar la vida espiritual y conducir sus almas a través del peregrinaje.

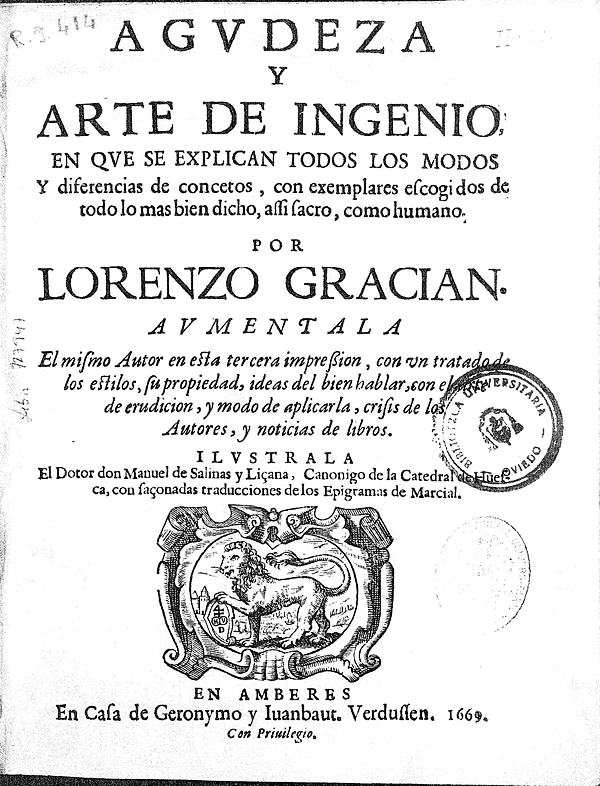
Agudeza y arte de ingenio, de Baltasar Gracián. Portada de la edición de Amberes, 1669.

La prosa estuvo dominada por la gran figura de Miguel de Cervantes, que si bien se sitúa entre el Renacimiento y el Barroco supuso una figura de transición que marcó a una nueva generación de escritores españoles. Militar en su juventud —participó en la batalla de Lepanto—, estuvo prisionero de los turcos durante cinco años; posteriormente ocupó diversos cargos burocráticos, que compaginó con la escritura, que si bien le proporcionó una inicial fama no impidió que muriese en la pobreza. Cultivó la novela, el teatro y la poesía, aunque esta última con escaso éxito. Pero indudablemente su talento estaba en la prosa, que oscila entre el realismo y el idealismo, a menudo con una fuerte intención moralizadora, como en sus Novelas ejemplares. Su gran obra, y una de las cumbres de la literatura universal, es Don Quijote (1605), la historia de un hidalgo que emprende una serie de alocadas aventuras creyéndose un gran paladín como los de las novelas de caballería, esta fue considerada “la primera novela moderna”. Si bien la primera intención de Cervantes era hacer una parodia, conforme se fue gestando la historia adquirió un fuerte sello filosófico y de introspección de la mente y el sentimiento humanos, pasando del humor a la fina ironía que, sin embargo, está exenta de resentimiento o acritud, y pone de manifiesto que la cualidad esencial del ser humano es su capacidad de soñar.
Otro terreno donde se desarrolló la prosa barroca española fue la novela picaresca, continuando la tradición iniciada el siglo anterior con el Lazarillo de Tormes (1554). Estuvo representada principalmente por tres nombres: Francisco de Quevedo, autor de La vida del Buscón (1604), de aspecto amargo y crudamente realista; Mateo Alemán, que firmó el Guzmán de Alfarache (publicado en dos partes: 1599 y 1604), quizá la mejor en su género, donde el pícaro es más un filósofo que un pobre vagabundo, consiguió alcanzar un gran éxito en España y Europa y se tradujo al Italiano, francés y, más tarde, al inglés; y Vicente Espinel, que en El escudero Marcos de Obregón (1618) ofrece una visión agridulce del pícaro, que pese a sus infortunios encuentra el lado amable de la vida. Otro género fue el de la novela pastoril, cultivada principalmente por Lope de Vega, autor de La Arcadia (1598) y La Dorotea (1632), esta última un drama en prosa cuyos largos diálogos la hacen irrepresentable como drama teatral. Por último, otra vertiente de la prosa de la época fue la conceptista, que en paralelo a la poesía desarrolló un estilo de escritura intelectual y cultivado, que se servía de los recursos de la lingüística y la sintaxis para describir la realidad circundante, generalmente de forma realista y desengañada, reflejando la amargura de una época donde la mayoría sobrevivía en duras condiciones sociales. Su principal exponente fue Baltasar Gracián, autor de Agudeza y arte de ingenio (1648), un tratado que desarrolla las posibilidades de la retórica; y El Criticón (1651-1655), novela de corte filosófico cuyo argumento es una alegoría de la vida humana, que oscila entre la civilización y la naturaleza, entre la cultura y la ignorancia, entre el espíritu y la materia. Como escritor conceptista también merece nombrarse a Luis Vélez de Guevara, autor de El diablo cojuelo (1641), novela satírica cercana a la picaresca, pero sin sus elementos más comunes, por lo que cabría más calificarla de costumbrista.
En Latinoamérica, la literatura recibió en general los principales influjos de la metrópoli, aunque con diversas peculiaridades regionales. Destacaron especialmente el teatro y la poesía, esta última de influencia principalmente gongorina, a la que se sumaba el sello indígena y el estilo épico iniciado con La Araucana de Alonso de Ercilla: tenemos así El Bernardo (1624) de Bernardo de Balbuena; Espejo de paciencia (1608), del cubano Silvestre de Balboa; o La Cristiada (1611), de Diego de Hojeda. En México la poesía gongorina alcanzó cotas de gran calidad, con poetas como Luis de Sandoval y Zapata, Carlos de Sigüenza y Góngora, Agustín de Salazar y Torres y, principalmente, Sor Juana Inés de la Cruz, que inició un tipo de poesía didáctica y analítica que entroncaría con la Ilustración (Inundación castálida, 1689). La prosa tuvo escasa producción, debido a la prohibición desde 1531 de cualquier introducción en las colonias de «literatura de ficción», y destacó solamente en el terreno de la historiografía: Histórica relación del Reyno de Chile (1646), de Alonso de Ovalle; Historia general de las conquistas del Nuevo Reino de Granada (1688), de Lucas Fernández de Piedrahíta; Historia de la conquista y población de la Provincia de Venezuela (1723), de José de Oviedo y Baños. En Brasil destacó Gregório de Matos Guerra, autor de sátiras y poesías religiosas y seculares con influencia de Góngora y Quevedo.

## Teatro
Si bien resulta complicado literariamente hablar de teatro barroco en Europa, el Barroco supuso un período de esplendor del teatro como género literario y como espectáculo que se extendió desde Italia al resto de Europa en el siglo XVII. Los teatros nacionales, que se conformaron durante el siglo XVII, tienen características propias y diversas.

### El espacio escénico

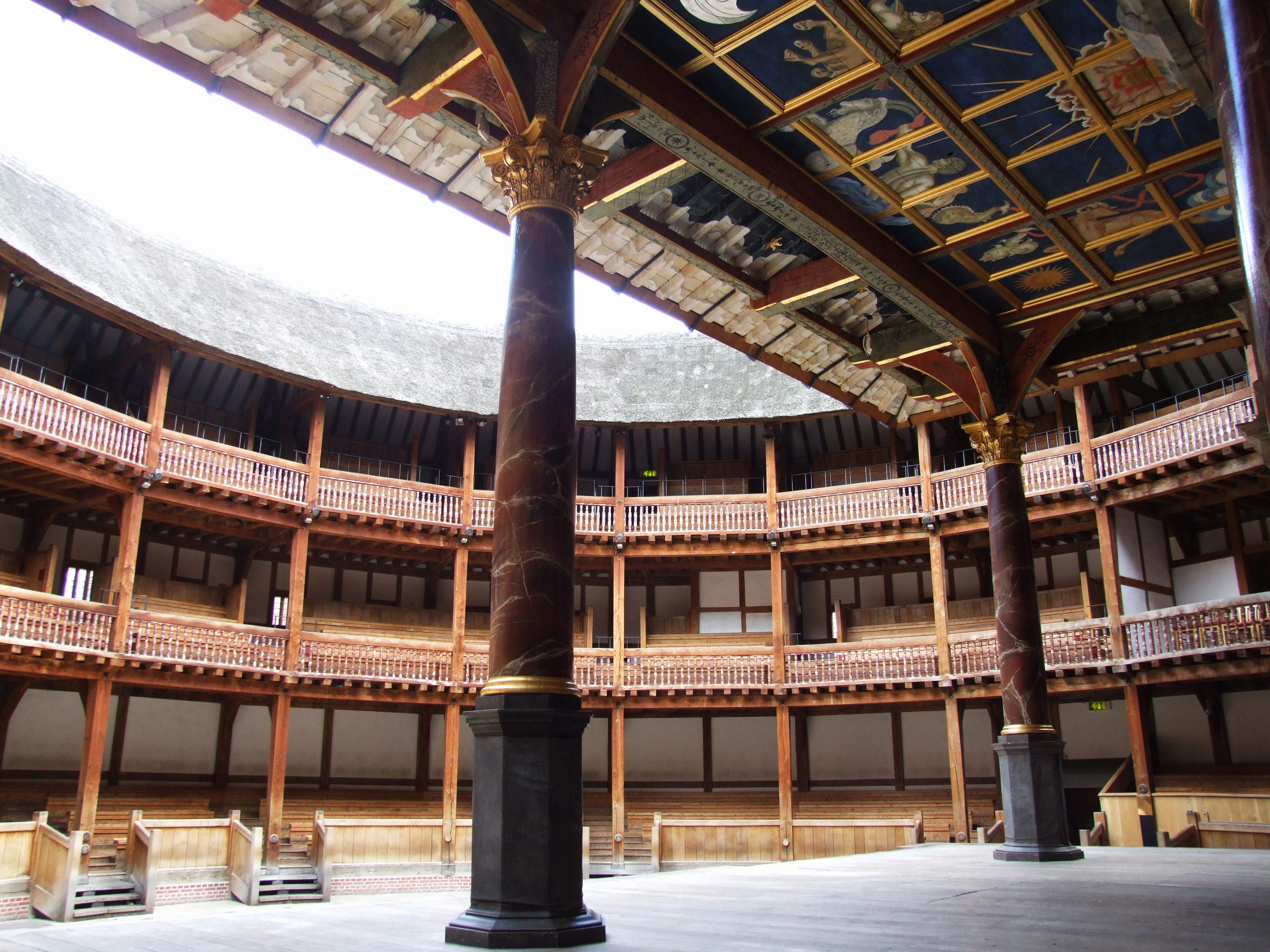
El teatro The Globe en la actualidad. Los teatros isabelinos presentaban una forma circular, con el escenario en el centro, ofreciendo tres de sus lados al público. Eran muy parecidos a los corrales de comedias españoles.

Durante el Barroco se definieron los límites estructurales de la sala y se introdujo la utilización de medios y aparatos mecánicos que potenciasen el componente visual del espectáculo.
Las realizaciones sobre el edificio teatral, las maquinarias y tramoyas (tramoggie) desarrolladas en Italia se llevaron al resto de países europeos (España, Francia y Austria principalmente).
El nuevo teatro dejó de ser un ambiente único para dividirse en sala y escenario, separados y comunicados a la vez por el proscenio. Descorrido el telón, el escenario se presentaba como una escena ilusoria, apoyada en el notable desarrollo de la escenografía. La aplicación de la perspectiva de la escena a la italiana, respuesta a una visión del mundo que confiaba en las leyes científicas, alcanzó una gran sofisticación, con complicadísimos juegos de planos y puntos de fuga. La evolución de los corrales de comedias hasta las salas a la italiana propició la aparición de los edificios y salas teatrales contemporáneos.

### El espectáculo teatral
El teatro del Barroco fue un espectáculo global que se convirtió en un negocio de distintas variantes. Por un lado estaba el teatro popular, que se trasladó del espacio público a locales específicamente dedicados a ello, como los corrales de comedias en España o los teatros isabelinos en Inglaterra. En Madrid, las cofradías de socorro (instituciones de asistencia social que, bajo advocación religiosa, proliferaron conforme crecía la Villa convertida en corte real) consiguieron el monopolio de la gestión comercial del teatro popular, lo que contribuyó a su desarrollo debido a la utilidad pública de la beneficencia, permitiendo superar la reticencia de predicadores, eclesiásticos e intelectuales hacia el teatro comercial profano, que consideraban «una fuente de pecado y malas costumbres». Se trataba de un teatro narrativo; en ausencia de telón y escenografía, los cambios de localización y tiempo se introducían a través del texto y eran habituales largos soliloquios, apartes y discursos prolongados.
El uso de artificios visuales y decoración transformó la escena con representaciones donde predominaba el espectáculo visual sobre el texto, diferenciándose de la «vulgar comedia». La «comedia de teatro» fue un género ligado al desarrollo de técnicas y artes, especialmente el edificio y la maquinaria teatral que se creaba para su representación. Arquitectos y escenógrafos de Italia llevaron los inventos sobre el edificio teatral, las maquinarias y tramoyas (tramoggie) al resto de países europeos, España, Francia y Austria principalmente.
Las veladas teatrales del Barroco, fueran en los teatros de corrales o en los escenarios cortesanos, no consistían como actualmente en la representación de una sola pieza u obra; se trataba de toda una fiesta teatral, una sucesión de piezas de distintos géneros entre los que ocupaba un papel primordial la comedia. Estas sesiones seguían una estructuración fija, en la que piezas menores de distintos géneros se intercalaban entre los actos del drama principal, normalmente una comedia o un auto sacramental. Estos géneros se diferenciaban básicamente por su función dentro de la representación y por el mayor o menor peso del componente cantado, bailado o representado. La fiesta teatral barroca pervivió, con ligeras variaciones, durante los dos primeros tercios del siglo XVIII.

### Italia
A finales del siglo XVI una serie de artistas e intelectuales desarrollaron en Florencia una estética teatral que buscaba imitar «la grandiosidad e impacto expresivo del espectáculo griego»; partiendo de los textos de Aristóteles y Platón, la nueva estética giraba sobre los recursos expresivos de la voz en la declamación y sobre el papel de la música como soporte y acompañamiento del texto poético.
El ulterior desarrollo de sus teorías dio origen a nuevos géneros musicales como la ópera, la semiópera y la zarzuela.
En Italia triunfaba la Commedia dell'Arte, teatro popular basado en la improvisación que se extendió por toda Europa y perduró hasta principios del siglo XIX. Las compañías italianas adaptaron para su repertorio una buena cantidad de comedias españolas. Los componentes trágicos propios del teatro español, que no eran del gusto del público italiano, eran minimizados o eliminados de la obra, al tiempo que se dilataban o introducían situaciones cómicas que permitieran la aparición de los personajes y máscaras propios, como Pulcinella o el Dottore.
Su acogida fue tan buena que la antigua Vía del Teatro dei Fiorentini de Nápoles (por entonces parte de la corona de España) llevaba para 1630 el sobrenombre de Via della commedia spagnola.

### Francia

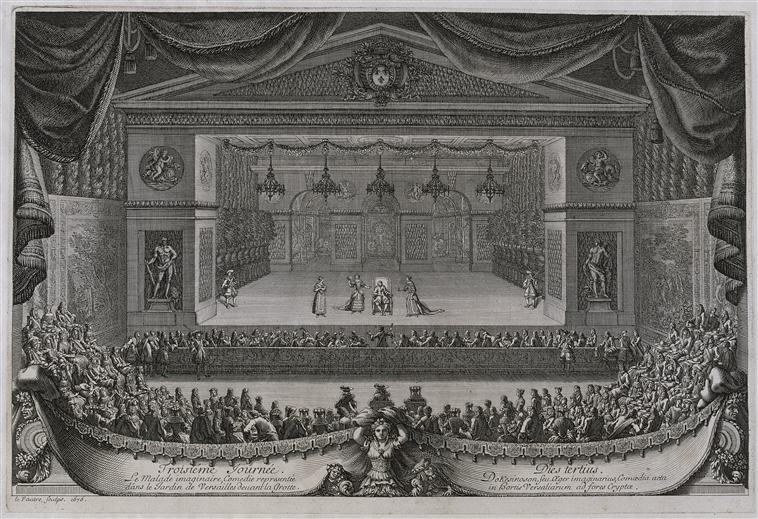
Grabado que muestra una representación de El enfermo imaginario de Molière en los jardines del Castillo de Versalles, parte de una fiesta dada por Luis XIV para celebrar la reconquista del Franco Condado en 1674. El denominado Rey Sol utilizaba el arte, la arquitectura y el teatro para llamar la atención hacia su monarquía.

En Francia, la tardía influencia del Renacimiento condujo a sus dramaturgos a desarrollar un teatro clasicista dirigido a una audiencia privilegiada. Autores como Molière, Racine y Corneille se pronunciaron a favor de los preceptos clásicos del teatro y la regla de las tres unidades dramáticas, basados en la Poética de Aristóteles.
No obstante, la obra de dramaturgos como Corneille acusa la influencia del teatro barroco español. Se dio así el Debate de los antiguos y los modernos (Querelle des Anciens et des Modernes), entre los partidarios del clasicismo y una generación de dramaturgos (la Generación de 1628) que defendían la libertad creadora y el respeto al gusto del público. Enmarcada en este debate, Le Cid (1637) de Corneille fue protagonista de una de las polémicas más célebres de la historia literaria de Francia, la Querelle du Cid. Pese a ser una de las obras más aplaudidas del siglo XVII francés, Le Cid fue fuertemente criticada por no respetar los preceptos clásicos, especialmente la verosimilitud, el decoro y la finalidad educativa.
En 1680 Luis XIV fundó la Comédie-Française, compañía nacional francesa de teatro, producto de la fusión de varias compañías teatrales y le otorgó el monopolio de las representaciones en francés en París y sus arrabales. Su nombre surgió por contraposición con la Comédie Italienne (comedia italiana), una compañía italiana especializada en representaciones de la Comedia del arte con la que sostenían una especial competencia.

### Inglaterra
La influencia renacentista fue también tardía en Inglaterra, por lo que no suele hablarse de teatro barroco en la literatura inglesa del XVII, sino del teatro isabelino y de la comedia de la Restauración. Entre los dramaturgos de la época isabelina cabe destacar a Christopher Marlowe, iniciador de la nueva técnica teatral que puliría William Shakespeare, máximo exponente de la literatura inglesa y uno de los más célebres escritores de la literatura universal.
Como en España, el teatro se profesionalizó y trasladó el escenario de las plazas a salas públicas y privadas especialmente destinadas al espectáculo dramático. Entre los primeros teatros construidos en Londres se cuentan The Theatre (El Teatro), The Curtain (El Telón), The Swan (El Cisne), The Globe (El Globo) y The Fortune (La Fortuna).
Tras un paréntesis de dieciocho años en los que la facción puritana del parlamento inglés consiguió mantener los teatros ingleses clausurados, la Restauración monárquica de Carlos II en 1660 abrió paso a la comedia de la Restauración, una manifestación de las propuestas estéticas italianas de carácter popular, libertino, frívolo y extravagante.

### Alemania
Comparado con al extraordinario desarrollo en el contexto europeo, el teatro alemán del siglo XVII no realizó grandes aportes. El dramaturgo alemán más conocido podría ser Andreas Gryphius, que tomó como modelos el teatro de los jesuitas, al neerlandés Joost van den Vondel y a Corneille. Cabe mencionar también a Johannes Velten, quien combinó la tradición de los comediantes ingleses y la comedia del arte con el teatro clásico de Corneille y Molière. Su compañía de teatro ambulante se cuenta entre las más importantes del siglo XVII.

### España

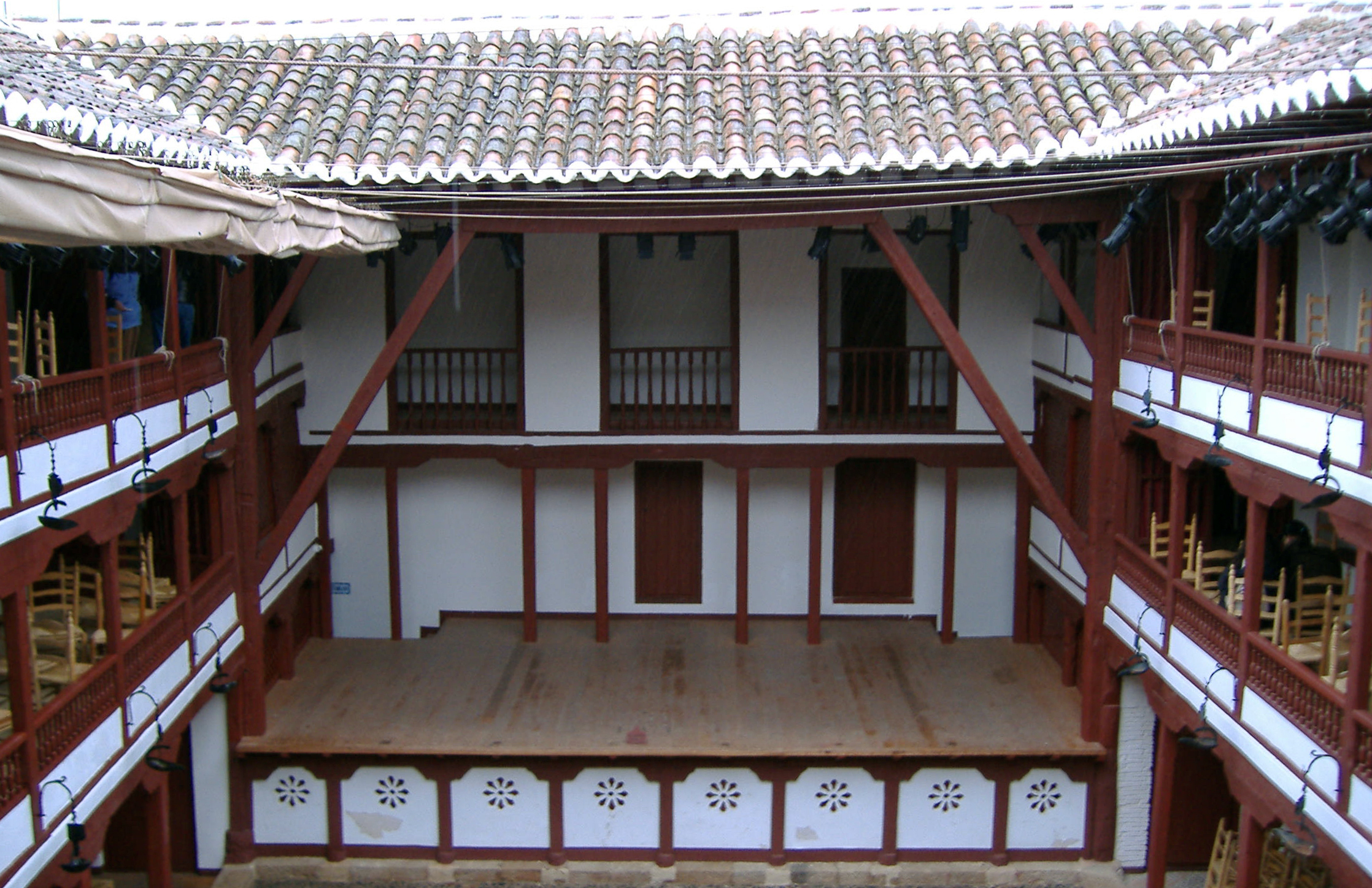
El Corral de comedias de Almagro se conserva tal como era en el.

El Barroco tuvo su realización más característica en la católica y contrarreformista España, que sucedió a Italia en el liderazgo literario que le había pertenecido durante el Renacimiento. El teatro hispano del Barroco buscaba contentar al público con una realidad idealizada, en la que se manifiestan fundamentalmente tres sentimientos: el religioso católico, el monárquico y patrio y el del honor, procedente del mundo caballeresco.
Suelen apreciarse dos períodos o ciclos en el teatro barroco español, cuya separación se acentuó hacia 1630; un primer ciclo cuyo principal exponente sería Lope de Vega y en el que cabe mencionar también a Tirso de Molina, Gaspar de Aguilar, Guillén de Castro, Antonio Mira de Amescua, Luis Vélez de Guevara, Juan Ruiz de Alarcón, Diego Jiménez de Enciso, Luis Belmonte Bermúdez, Felipe Godínez, Luis Quiñones de Benavente o Juan Pérez de Montalbán; y un segundo ciclo, del que sería exponente Calderón de la Barca y que incluye a dramaturgos como Antonio Hurtado de Mendoza, Álvaro Cubillo de Aragón, Jerónimo de Cáncer y Velasco, Francisco de Rojas Zorrilla, Juan de Matos Fragoso, Antonio Coello y Ochoa, Agustín Moreto o Francisco de Bances Candamo.
Se trata de una clasificación relativamente laxa, puesto que cada autor tiene su propio hacer y puede en ocasiones adherirse a uno u otro planteamiento de la fórmula establecida por Lope. La «manera» de Lope es quizá más libre que la de Calderón, más sistematizada.
Félix Lope de Vega y Carpio introdujo con su Arte nuevo de hacer comedias en este tiempo (1609) la comedia nueva, con la que estableció una nueva fórmula dramática que rompía con las tres unidades aristotélicas de la escuela de poética italiana (acción, tiempo y lugar), así como con una cuarta unidad, también esbozada en Aristóteles, la de estilo, tanto mezclando en una misma obra elementos trágicos y cómicos como valiéndose de distintos tipos de verso y estrofa según lo que se representa. Aunque Lope tenía un buen conocimiento de las artes plásticas, no dispuso durante la mayor parte de su carrera ni del teatro ni de la escenografía que se desarrolló posteriormente. La comedia lopesca otorgaba un papel secundario a los aspectos visuales de la representación teatral, que descansaban sobre el propio texto.
Tirso de Molina fue, junto a Lope de Vega y Calderón, uno de los tres dramaturgos más importantes de la España del Siglo de Oro. Su obra, que destaca por su sutil inteligencia y por una profunda comprensión de la humanidad de sus personajes, puede considerarse un puente entre la primitiva comedia lopesca y el más elaborado drama calderoniano. Aunque parte de la crítica discute su autoría, Tirso de Molina es conocido sobre todo por dos obras magistrales, El condenado por desconfiado y El burlador de Sevilla, principal fuente del mito de Don Juan.
La llegada a Madrid de Cosme Lotti llevó a la corte española las técnicas teatrales más avanzadas de Europa. Sus conocimientos técnicos y mecánicos se aplicaron en exhibiciones palaciegas llamadas «fiestas» y en «fastuosos despliegues sobre ríos o fuentes artificiales» denominados «naumaquias». Tuvo a su cargo los diseños de los jardines del Buen Retiro, de la Zarzuela y de Aranjuez y la construcción del edificio teatral del Coliseo del Buen Retiro. Las fórmulas lopescas comenzaron a verse desplazadas por el afianzamiento del teatro palaciego y el nacimiento de nuevos conceptos cuando comenzó la carrera como dramaturgo de Pedro Calderón de la Barca.
Marcado al principio por las innovaciones de la comedia nueva lopesca, el estilo de Calderón marcó algunas diferencias, con un mayor cuidado constructivo y atención a su estructura interna. Sus obras alcanzaron una gran perfección formal, un lenguaje más lírico y simbólico. La libertad, el vitalismo y la espontaneidad lopesca dieron paso en Calderón a la reflexión intelectual y la precisión formal. En sus comedias predominan la intención ideológica y doctrinal sobre las pasiones y la acción, e hizo que el auto sacramental alcanzase sus más altas cotas. La comedia de teatro es un género «politécnico, multiartístico, híbrido en cierta manera». El texto poético se imbricó con medios y recursos procedentes de la arquitectura, la pintura y la música, liberándose de la descripción que en la comedia lopesca suplía la falta de decorados y dedicándose al diálogo de la acción.

### Hispanoamérica
Siguiendo la evolución marcada desde España, a finales del siglo XVI las compañías de comediantes, esencialmente trashumantes, comenzaron a profesionalizarse. Con la profesionalización vino la regulación y la censura: al igual que en Europa, el teatro oscilaba entre la tolerancia e incluso protección del gobierno y el rechazo (con excepciones) o la persecución por parte de la Iglesia. El teatro resultaba útil a las autoridades como instrumento de difusión del comportamiento y modelos deseados, el respeto al orden social y a la monarquía, escuela del dogma religioso.
Los corrales se administraban en beneficio de hospitales que compartían los beneficios de las representaciones. Las compañías itinerantes (o «de la legua»), que llevaban el teatro en tablados improvisados al aire libre por las regiones que no disponían de locales fijos, precisaban una licencia virreinal para poder trabajar, cuyo precio o pinción era destinado a limosnas y obras piadosas. Para las compañías que trabajaban de forma estable en las capitales y ciudades importantes una de sus principales fuentes de ingresos era la participación en las festividades del Corpus Christi, que les proporcionaba no solo beneficios económicos, sino también reconocimiento y prestigio social. Las representaciones en el palacio virreinal y las mansiones de la aristocracia, donde representaban tanto las comedias de su repertorio como producciones especiales con grandes efectos de iluminación, escenografía y tramoya, eran también una importante fuente de trabajo bien pagada y prestigiosa.
Nacido en el virreinato de Nueva España aunque asentado posteriormente en España, Juan Ruiz de Alarcón es la figura más destacada del teatro barroco novohispano. Pese a su acomodo a la nueva comedia de Lope, se han señalado su «marcado laicismo», su discreción y mesura y una agudísima capacidad de «penetración psicológica» como características distintivas de Alarcón frente a sus coetáneos españoles. Cabe destacar entre sus obras La verdad sospechosa, una comedia de caracteres que reflejaba su constante propósito moralizante. La producción dramática de Sor Juana Inés de la Cruz la sitúa como segunda figura del teatro barroco hispanoamericano. Cabe mencionar entre sus obras el auto sacramental El divino Narciso y la comedia Los empeños de una casa.

## Música
Entre los especialistas se acepta que la música entre los albores del siglo XVII y mediados del siglo XVIII tiene una serie de características que permite clasificarla como un período estilístico, el denominado Barroco en la historia musical occidental. También hay coincidencia en que, aunque el período pueda acotarse entre 1600 y 1750, algunas de las características de esta música ya existían en la Italia de la segunda parte del siglo XVI y otras se mantuvieron en zonas periféricas de Europa hasta finales del siglo XVIII. Algunos autores dividen a su vez el barroco musical en tres subperíodos: temprano, hasta mediados del siglo XVII; medio, hasta finales del siglo XVII; y tardío, hasta las muertes de Bach y Händel.
Se han estudiado paralelismos y similitudes entre los rasgos musicales de esta época con los de las otras artes de este período histórico como la arquitectura y la pintura. Sin embargo, otros autores estiman excesivas esas analogías, prefiriendo señalar los rasgos estilísticos únicamente musicales que pueden ser calificados de barrocos simplemente por ser contemporáneos de las artes plásticas y la literatura, y por tener una unidad espiritual y artística con el período post-Renacimiento.
La música barroca a menudo tenía una textura homofónica, donde la parte superior desarrollaba la melodía sobre una base de bajos con importantes intervenciones armónicas. La polaridad que resultó del tiple y del bajo llevó desde la transición entre los siglos XVI y XVII al uso habitual del bajo continuo: una línea de bajo instrumental sobre la que se improvisaban en acordes los tonos intermedios. El bajo continuo era una línea independiente que duraba toda la obra, por eso recibe el nombre de continuo. Apoyado en la base del bajo se improvisaban melodías mediante acordes con un instrumento que los pudiese producir, normalmente un teclado. Estos acordes se solían especificar en el pentagrama mediante números junto a las notas del bajo, de allí el nombre de bajo cifrado. El bajo continuo fue esencial en la música barroca, llegándose a denominar la «época del bajo continuo».
Entre los muchos compositores barrocos destacan los italianos Claudio Monteverdi, Arcangelo Corelli, Alessandro Scarlatti, Domenico Scarlatti, Antonio Vivaldi y Tommaso Albinoni; los franceses Jean-Baptiste Lully, François Couperin, Jean Philippe Rameau y Marc-Antoine Charpentier; los alemanes Heinrich Schütz, Georg Philipp Telemann, Johann Pachelbel y Johann Sebastian Bach; y los ingleses Henry Purcell y Georg Friedrich Händel (alemán de nacimiento).
Para Francisco Camino, en los 150 años de este período la música occidental cobró un gran impulso, convirtiéndose en una de las artes más variadas, extendidas y vigorosas. La variedad la aportaban los géneros y formas que se establecieron en este período: aria de capo, cantata, ópera, oratorio, sonata (para tres instrumentos o para uno solo), concierto grosso, concierto para un instrumento solista, preludio, fuga, fantasía, coral, suite y tocata. La extensión geográfica de la música barroca alcanzó a toda Europa desde Italia: la música sonaba en todos los lugares, palacios, teatros, iglesias, conventos, colegios, etc. El vigor de las formas barrocas se siguió expandiendo en los siglos siguientes con una fuerza que hoy todavía continúa.

### Período temprano (1600-1650)

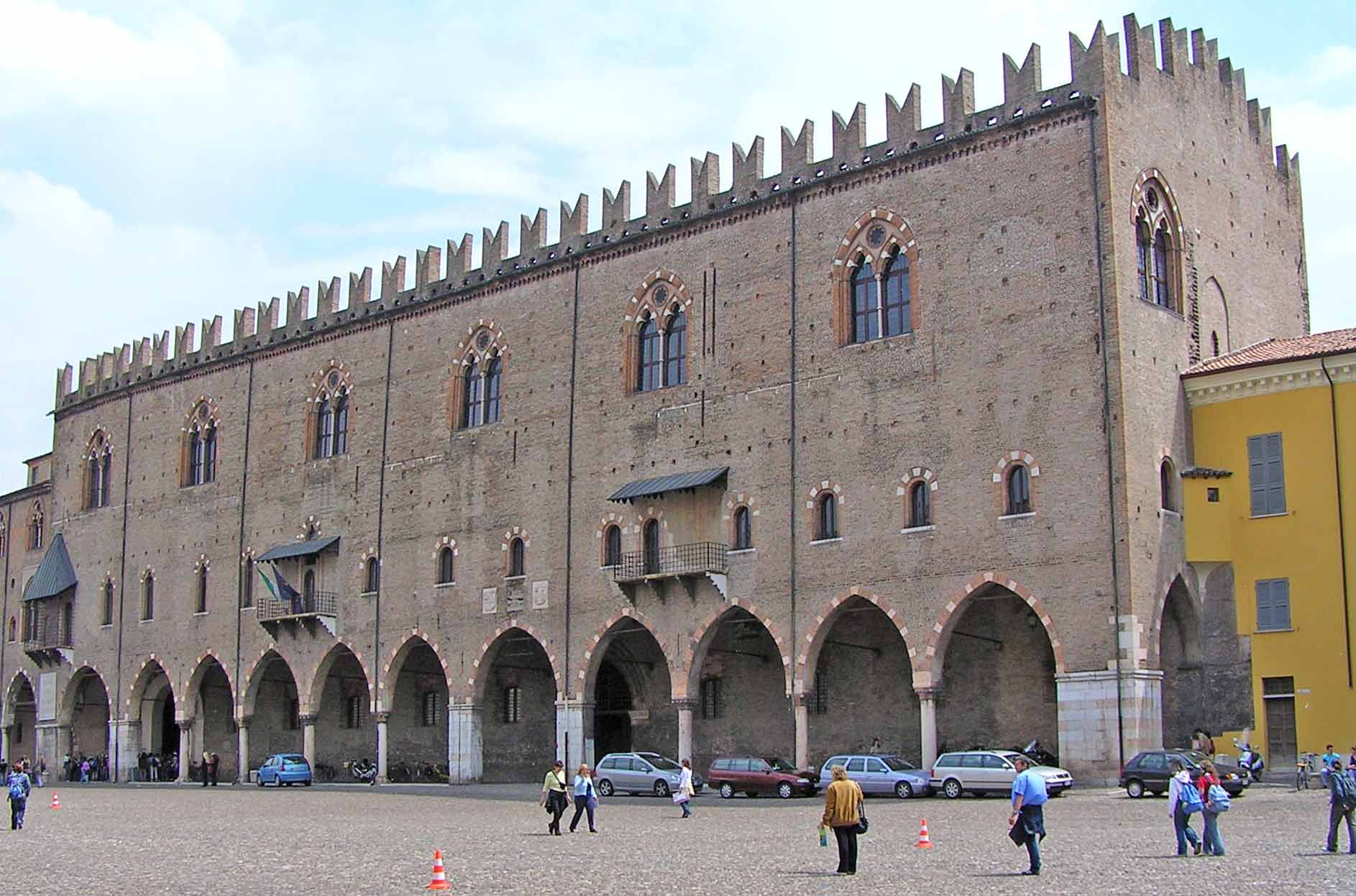
El Palacio Ducal de Mantua donde fue estrenada la ópera La fábula de Orfeo de Monteverdi en 1607, la primera gran obra maestra del género.

Fue un período de experimentación dominado por la supremacía de los estilos monódicos en diversos géneros, como el madrigal, el aria para solista, la ópera, el concierto sacro vocal, la sonata para solista o la sonata en trío. Así describe el musicólogo Adolfo Salazar la innovación de la monodia frente a la polifonía: se abandonaron las múltiples combinaciones de voces superpuestas del Renacimiento, la nueva idea de la monodia abogaba por una sola voz protagonista que buscaba que el texto solista y la melodía desnuda se escucharan con claridad expresando los afectos. Acompañando al texto y sustentando la melodía, el bajo continuo con sus acordes se ocupaba de la armonía.
Los compositores abandonaron las formas renacentistas de continuidad melódica y rítmica plana con texturas homogéneas y se decantaron por la discontinuidad dentro de la misma obra. Se buscaba el contraste de diversas formas: entre suave y fuerte, entre solos y tuttis, entre los variados colores vocales o instrumentales, entre rápido y lento, entre diferentes voces e instrumentos.
La nueva estética musical cambió el estilo vocal; buscando ser más expresivo se dejaron de emplear las voces polifónicas renacentistas. La nueva forma se basaba sobre todo en una voz solista. En Venecia comenzó la ópera y se construyeron teatros de ópera financiados por las familias nobles poderosas, lo que favoreció el desarrollo de la misma y el público de la ciudad se volcó en ello. Los compositores experimentaron con el nuevo estilo y, entre ellos, Monteverdi exploró todas las posibilidades del teatro musical, tanto vocales como instrumentales, llegando en sus últimas óperas a desarrollar completamente el género, siendo el primero en dotar a los elementos esenciales (drama, música, acción y expresión) de unidad y cohesión.
La ópera tiene un papel destacado en la cultura desde entonces. En Venecia en el siglo XVII se estima que se estrenaron más de mil óperas y otras mil en el siglo XVIII. En los 400 años de historia de la ópera en Italia se han estrenado unas 30 000 óperas y en el mundo se estiman unos 50 000 estrenos de obras de ópera.

### Período intermedio (1650-1700)

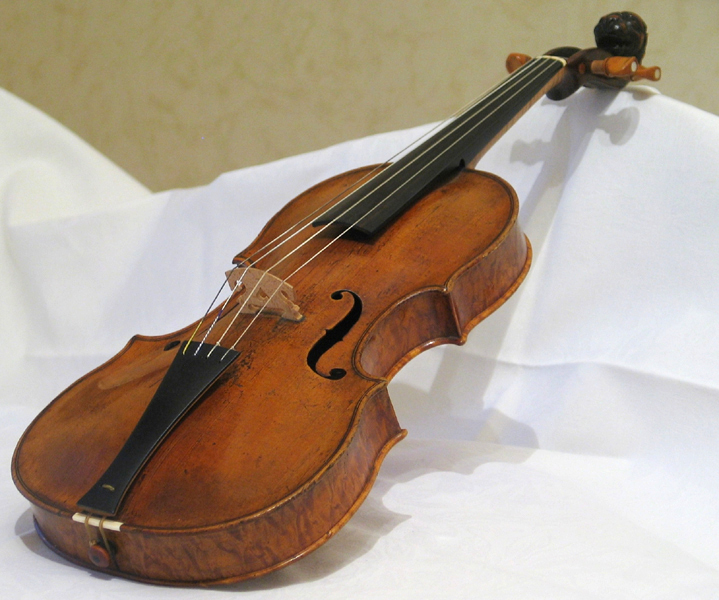
En esta época los fabricantes de violines perfeccionaron este instrumento.

Fue un período de consolidación. La disonancia se acotó de forma más estricta, mientras que el recitativo expresivo desarrollado en el tiempo anterior perdió relieve. Entre las innovaciones de este período medio apareció el estilo vocal belcantista, que fomentó el virtuosismo del cantante. Se desarrolló el lenguaje tonal, fomentando la aparición de nuevas formas y géneros musicales. El contrapunto se volvió a desarrollar, aunque de manera totalmente nueva. Así, la cantata, formada a partir de arias y recitativos, relegó a la monodia lírica. El oratorio y la cantata religiosa en los países protestantes elevaron el concierto sacro. La sonata para solista y para trío alcanzó un modelo estable.
Desde su amplio florecimiento en Italia, la nueva música se difundió por toda Europa. El compositor italiano Jean-Baptiste Lully emigró a Francia y allí adaptó la nueva música y la ópera al gusto francés, dando preferencia en la misma al ballet, que tenía un gran predicamento en la corte francesa. Bajo la dirección de Lully, los instrumentistas de la corte francesa adquirieron un gran nivel técnico y su orquesta de cuerda, que acompañaba sus óperas, era muy admirada en toda Europa. Aunque los instrumentos de cuerda habían dominado el panorama musical, en Francia instrumentos como la trompeta y el oboe tuvieron un importante desarrollo técnico y sus intérpretes impulsaron las posibilidades de estos instrumentos, que fueron incorporados a las orquestas.
En Italia en este período el violín se destacó como el instrumento más importante de la orquesta. Luthiers italianos, como las familias Amati, Stradivarius y Guarneri, perfeccionaron la construcción del violín, estudiaron sus óptimas medidas, el grosor de sus tablas hasta conseguir una sonoridad más potente e intensa manteniendo su calidad. De sus talleres salieron el violín y sus familiares, la viola actual, el violonchelo y el contrabajo. Paralelo al perfeccionamiento en la construcción de la familia de cuerda, la intuición de los compositores mejoró la intensidad y calidad de su sonoridad gracias a nuevas técnicas de ejecución de estos instrumentos. Los principales compositores italianos compusieron fundamentalmente para estos instrumentos de cuerda, tanto en grandes masas orquestales como en pequeños grupos de instrumentos. El concierto y la sonata para instrumento solo o en trío adquirieron un gran desarrollo.
El florecimiento de la música italiana originó que los artistas italianos fuesen reclamados en toda Europa y estos fueron emigrando e instalándose en otros países, difundiendo el estilo de música de su país. A finales del siglo XVII, la música italiana, tanto la instrumental como la vocal, tenía una gran influencia en Europa, con especial énfasis en la ópera. En Austria y Alemania se impuso tanto la música italiana como la francesa, en cambio en Inglaterra predominó la influencia italiana.

### Período tardío (1700-1750)
En el Barroco tardío, la tonalidad quedó definitivamente establecida mediante normas adquiriendo esquemas más amplios, mientras la armonía se fusionó con la polifonía. Con estas técnicas compositivas las formas alcanzaron grandes dimensiones. También el estilo antiguo de música instrumental y religiosa que se había mantenido durante todo el siglo XVII se renovó en el estilo fugado tonalmente ordenado por J. S. Bach y otros compositores.
La música italiana continuó un desarrollo inmenso, especialmente la ópera. Arcangelo Corelli y otros compositores italianos exploraron y extendieron la música instrumental, que alcanzó en desarrollo a la música vocal. Apareció el concierto para un instrumento solista que los compositores, especialmente Antonio Vivaldi, consolidaron y llevaron a su esplendor. La ópera se enriqueció con el incremento de la participación orquestal y los compositores exploraron las potencialidades expresivas del género. Algunos cantantes de ópera alcanzaron gran fama y eran muy populares, especialmente los castrati.
La música barroca llegó a su plenitud en las composiciones de Johann Sebastian Bach y Georg Friedrich Händel, junto a la de Domenico Scarlatti, Antonio Vivaldi, Jean Philippe Rameau y Georg Philipp Telemann.

Grandes compositores del Barroco tardío
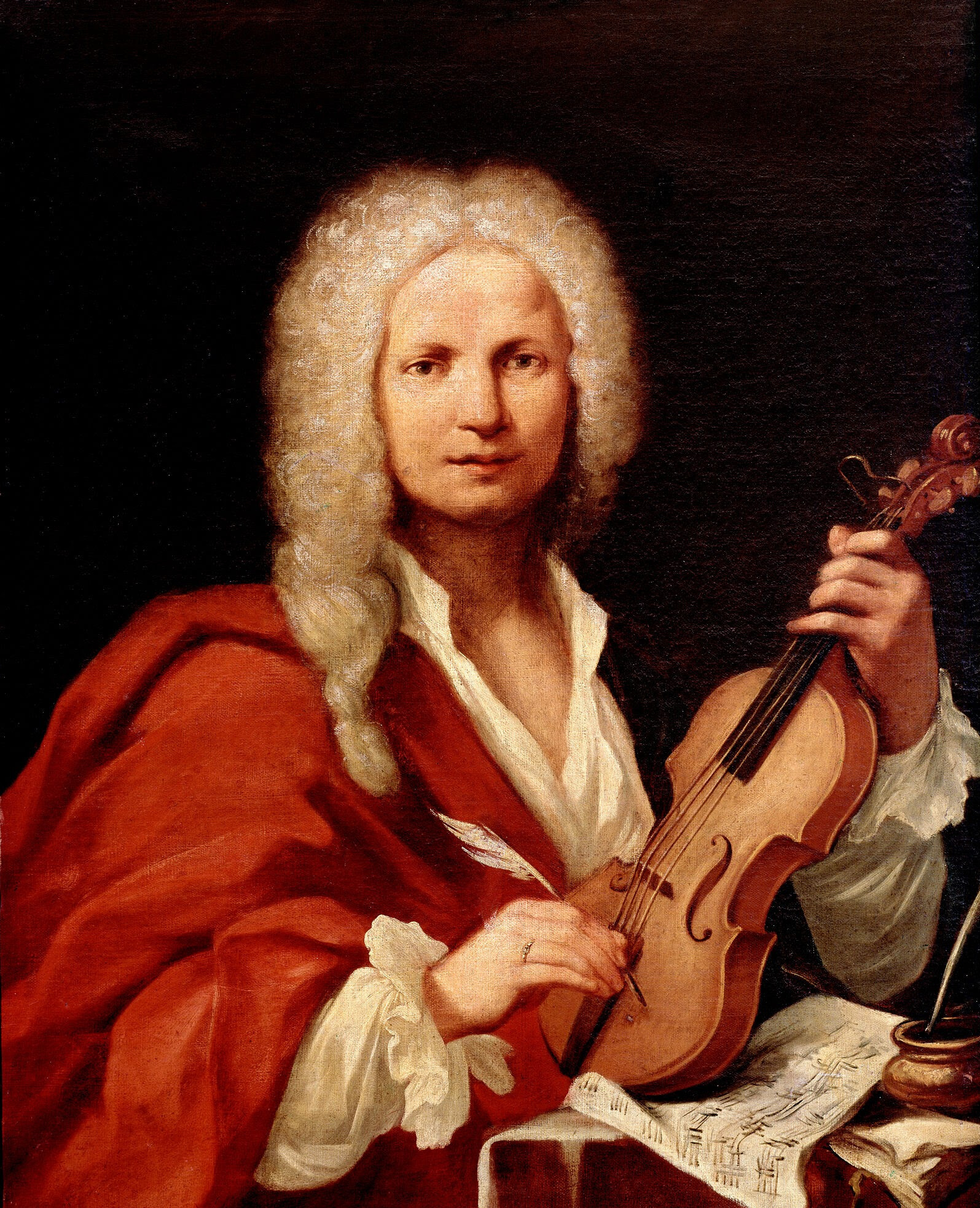
Antonio Vivaldi cimentó el género del concierto. Es el autor de los conciertos para violín y orquesta Las cuatro estaciones.
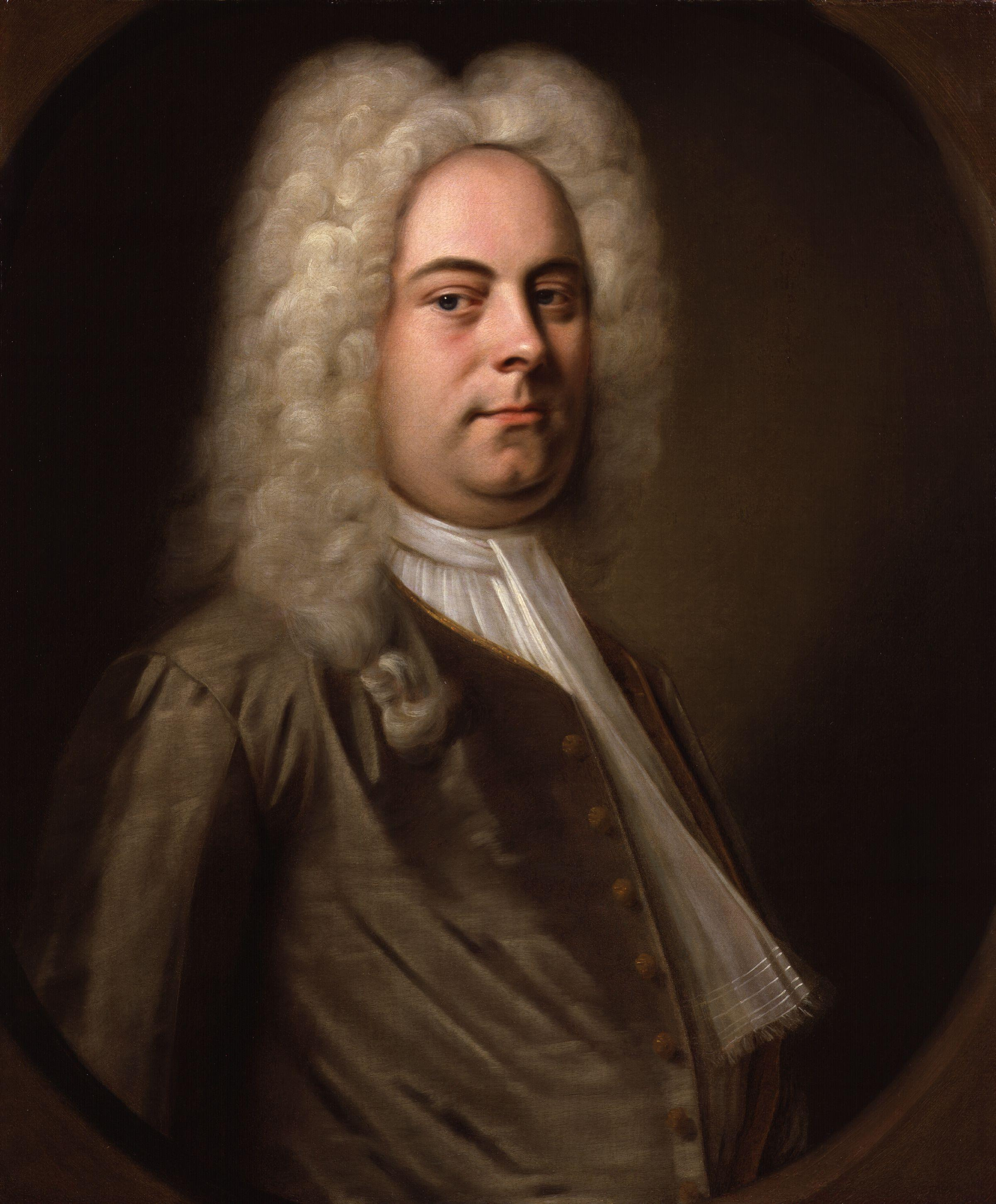
G.F. Händel destacó en todos los géneros musicales, especialmente ópera y oratorio. Compuso El Mesías.
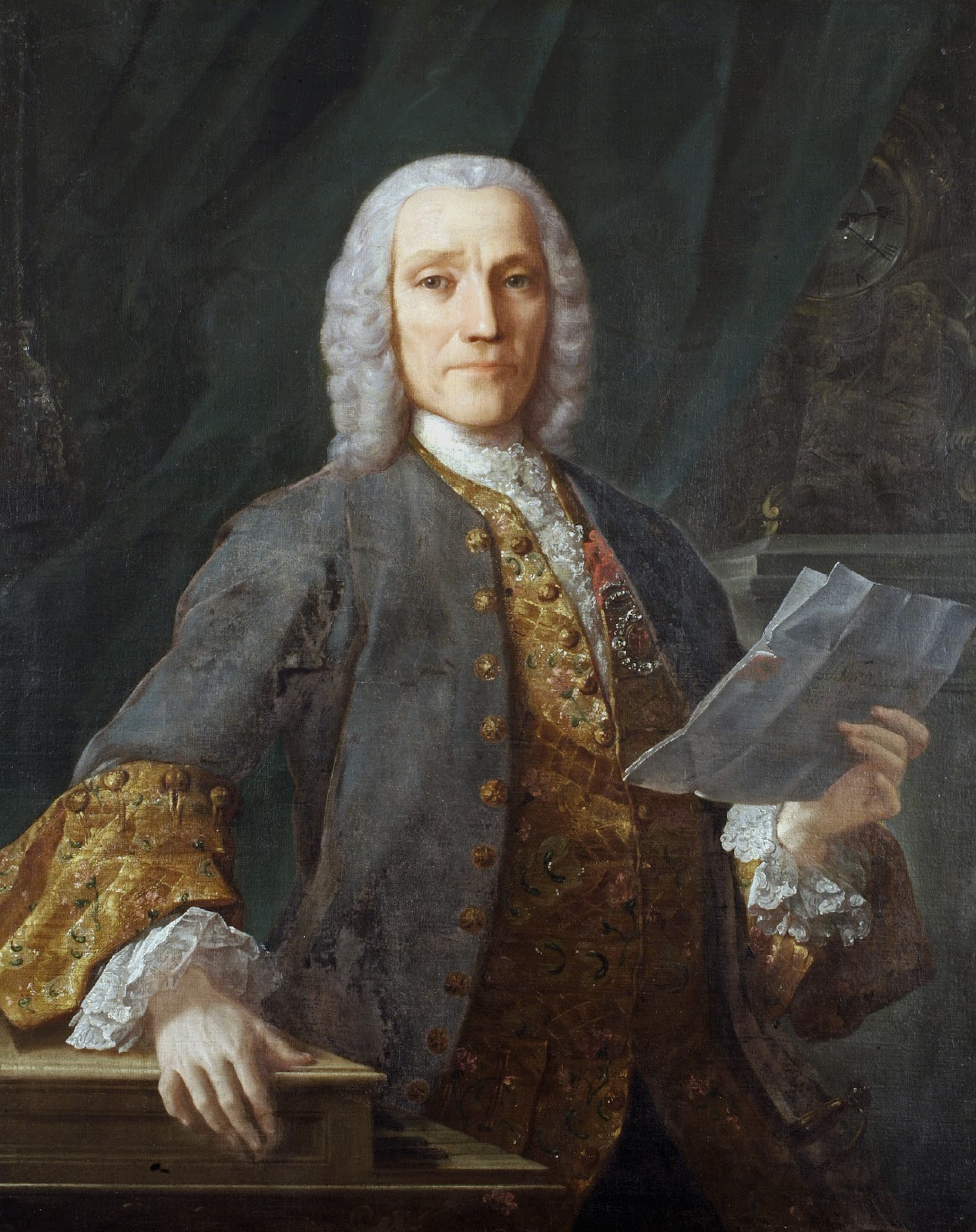
Domenico Scarlatti compuso sonatas para clavicémbalo, por las que es universalmente reconocido.
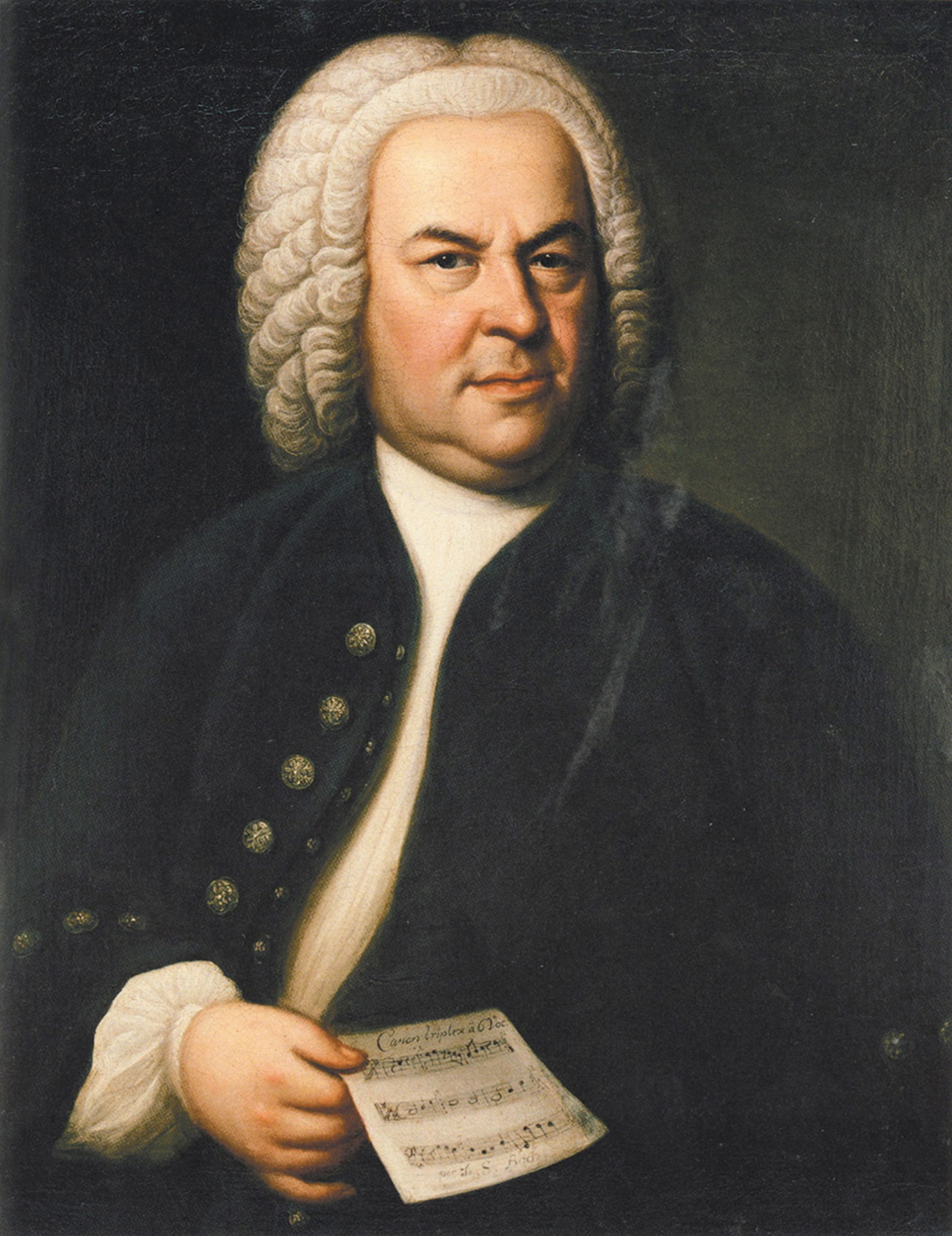
J. S. Bach está considerado la cumbre de la música barroca. Autor de la Pasión según San Mateo y El clave bien temperado.

Johann Sebastian Bach, desde la tradición de la iglesia alemana protestante, fusionó los conocimientos musicales de su época. Analizó la obra de los otros compositores copiando y arreglando sus partituras. Así conoció los estilos de los principales compositores de Italia, Francia, Alemania y Austria. De los italianos y, sobre todo, de Vivaldi, aprendió a desarrollar los temas con concisión y en grandes proporciones, así como a ajustar el esquema armónico. Los elementos que asimiló los desarrolló en toda su potencialidad, lo que unido a su maestría en el contrapunto, dio origen a su personal estilo bachiano. Bach compuso sus obras maestras a partir de 1720, cuando un nuevo estilo forjado en los teatros de ópera italianos se extendía ya por Europa, pareciendo ya anticuada su forma de componer. Por ello el conocimiento completo de su obra debió esperar al siglo XIX.
En cambio Haendel, también alemán de nacimiento, pero con una formación musical tanto alemana como italiana, se estableció en Londres y compuso en un lenguaje musical totalmente cosmopolita: óperas italianas, creó el oratorio inglés y dio nuevos significados a otros estilos tradicionales.

## Danza

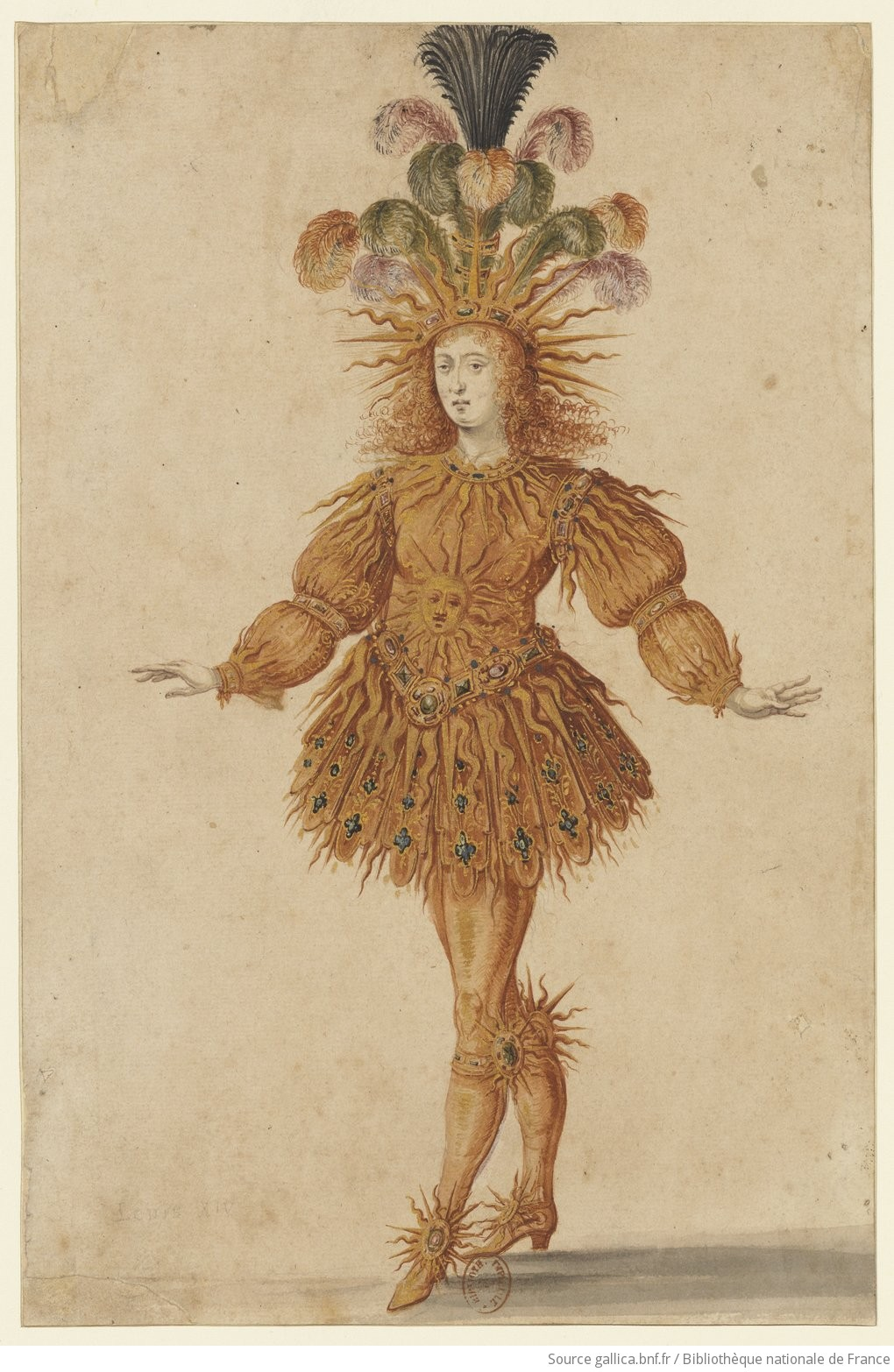
Luis XIV en el Ballet Royal de la Nuit (1653).

La danza no tenía en el siglo XVII la misma consideración de arte que tiene hoy día, y era considerada más bien un pasatiempo, un acto lúdico, aunque con el tiempo fue cobrando protagonismo y empezó a ser considerada como una actividad elevada. Asimismo, si bien en un principio era tan solo un acompañamiento de otras actividades, como el teatro o diversos géneros musicales, progresivamente fue cobrando autonomía respecto a estas modalidades, hasta que en el siglo XVIII se consolidó definitivamente como una actividad artística autónoma. A finales del siglo XVI el principal país donde se otorgaba una cierta importancia a la danza era Francia, con el denominado ballet de cour, el cual incluso hizo evolucionar la música instrumental, de melodía única, pero con una rítmica adaptada a la danza. Aun así, su utilización en la corte francesa era más que nada un acto propagandístico con el que demostrar la magnificencia de la realeza, o con que agasajar a visitantes y diplomáticos, y donde se valoraban más la escenografía, el porte y la elegancia que la coreografía o la habilidad física.
Sin embargo, a principios del siglo XVII el epicentro de la danza varió de Francia a Inglaterra, donde fue favorecida por los Tudor —y posteriormente los Estuardo— con un tipo de espectáculo llamado masque, donde se conjugaba la música, la poesía, el vestuario y la danza. Una variante de esta modalidad fue la antimasque, aparecida en 1609 como un complemento a la anterior, donde frente al canto y al diálogo se desarrolló un tipo de espectáculo donde predominaba la actuación y el gesto, el movimiento puramente coreográfico. Con el tiempo, la antimasque se separó de la masque y pasó a ser un espectáculo autónomo, poniendo los cimientos de la danza moderna.
A mediados del siglo XVII, sin embargo, las mayores innovaciones se dieron nuevamente en Francia, gracias sobre todo al patrocinio del rey Luis XIV, así como al mecenazgo del cardenal Mazarino, que introdujo el gusto por la ópera —género recién surgido en Italia—, en cuyas representaciones era habitual la presencia de ballets en los entreactos. Sin embargo, el hecho de que las óperas eran representadas por aquel entonces en italiano hizo que el público francés prefiriese los ballets que acompañaban a las óperas a estas mismas, por lo que poco a poco fueron ganando importancia. De ello se dio cuenta el músico Jean-Baptiste Lully, que empezó una serie de reformas que convirtieron el ballet en un arte escénico, cercano al que conocemos hoy día. Lully fue el autor del Ballet Royal de la Nuit (1653), un gran espectáculo que duró trece horas y donde intervino el propio rey caracterizado de Apolo dios del sol —de donde viene su apodo de Rey Sol—.
Luis XIV favoreció la profesionalización de la danza, para lo que creó la Academia real de Danza en 1661, la primera de esta modalidad en el mundo. En ella desarrolló su labor Pierre Beauchamp, quizá el primer coreógrafo profesional, creador de la danse d'école, el primer sistema pedagógico de la danza. Beauchamp introdujo el en dehors —la rotación de las piernas hacia fuera, uno de los pasos tradicionales del ballet clásico—, así como las cinco posiciones de los pies, que varían en diferentes grados de apertura respecto al eje central del cuerpo. Por otro lado, la Academia favoreció la transformación del ballet en grandes espectáculos donde, además de la danza, destacaban los elementos dramático y musical. Así como el principal referente musical fue, como se ha visto, Lully, a nivel dramático jugó un papel esencial Molière, creador del comédie-ballet, un género de danza inspirado en la commedia dell'arte italiana. Por último, cabría mencionar a Raoul Auger-Feuillet, que en 1700 desarrolló un nuevo sistema de notación de danza, gracias al cual han sobrevivido numerosas coreografías de la época.